# Josif Stalin
Jósif Visariónovič Stálin, izvirno ime Ióseb Besariónis dze Džugašvíli, gruzijski revolucionar in sovjetski politik, drugi voditelj Sovjetske zveze, * 18. december (ruski koledar: 6. december) 1878, Gori, Ruski imperij (danes Gruzija), † 5. marec 1953, Kuncevo pri Moskvi, Sovjetska zveza (danes Rusija).
Sovjetsko zvezo je vodil približno od sredine 20. let do smrti kot generalni sekretar Komunistične partije Sovjetske zveze (1922–1952) in kot premier oz. predsednik Sveta ministrov (1941–1953). Sprva je predsedoval kolektivnemu vodstvu kot »prvi med enakimi«, do 1930. let pa je postal de facto diktator. Pripomogel je k formalizaciji leninistične interpretacije marksizma v doktrino marksizma-leninizma, medtem ko je njegova lastna politika znana kot stalinizem.
Rodil se je v revni gruzijski družini in se v mladosti včlanil v marksistično Rusko socialdemokratsko delavsko stranko. Postal je urednik strankarskega časopisa Pravda in z ropi, ugrabitvami in izsiljevanjem zbiral denar za boljševiško frakcijo Vladimirja Lenina. Večkrat so ga aretirali in poslali v izgnanstvo. Potem ko so boljševiki v oktobrski revoluciji prevzeli oblast in ustanovili enostrankarsko državo pod vodstvom Leninove preimenovane Komunistične partije, je Stalin postal član vladajočega politbiroja. Poveljeval je v ruski državljanski vojni in nato sodeloval pri ustanovitvi Sovjetske zveze, po Leninovi smrti leta 1924 pa je prevzel vodstvo države. Pod Stalinom je glavno načelo strankarske dogme postalo socializem v eni državi. S petletnimi načrti je država izvedla kolektivizacijo kmetijstva in hitro industrializacijo ter ustvarila centralizirano plansko gospodarstvo. Zaradi te politike so nastale resne motnje pri pridelavi hrane, ki so povzročile lakoto v letih 1932–1933. Da bi izkoreninil »sovražnike delavskega razreda«, je sprožil veliko čistko, v kateri so med letoma 1934 in 1939 zaprli več kot milijon ljudi in jih okoli 700.000 umorili. Do leta 1937 je nad partijo in nad državo dobil popoln nadzor.
Stalinova vlada je širila marksizem-leninizem preko Komunistične internacionale in v 30. letih podpirala protifašistična gibanja, posebej v španski državljanski vojni. Leta 1939 je podpisala pakt o nenapadanju z nacistično Nemčijo, posledica katerega je bila sovjetska invazija na Poljsko. Nemčija je pakt prekršila z invazijo na Sovjetsko zvezo leta 1941. Kljub začetnim porazom je sovjetska Rdeča armada odbila nemški vpad in leta 1945 zavzela Berlin, s čimer je končala drugo svetovno vojno v Evropi. Sovjetska zveza si je priključila baltske države in podprla vzpostavitev prosovjetskih vlad v srednji in vzhodni Evropi, na Kitajskem in v Severni Koreji. Po vojni sta se Sovjetska zveza in ZDA vzpeli kot svetovni supersili. Napetosti, ki so nastale med prosovjetskim vzhodnim blokom in proameriškim zahodnim blokom, so postale znane kot hladna vojna. Stalin je vodil Sovjetsko zvezo skozi povojno obnovo, med katero je leta 1949 razvila jedrsko bombo. V letih po vojni je država doživela novo množično lakoto in protisemitsko gonjo, ki je dosegla vrhunec z »zdravniško zaroto«. Stalina je po smrti leta 1953 sčasoma nasledil Nikita Hruščov, ki je obsodil njegovo vladavino in začel destalinizacijo sovjetske družbe.
Stalin velja za eno najpomembnejših osebnosti 20. stoletja. V mednarodnem marksističnem-leninističnem gibanju je bil predmet obširnega kulta osebnosti, ki ga je častil kot zaščitnika delavskega razreda in socializma. Po razpadu Sovjetske zveze leta 1991 je ohranil priljubljenost v Rusiji in Gruziji kot zmagoviti vojni voditelj, ki je Sovjetsko zvezo uveljavil kot svetovno silo. Nasprotno je njegova totalitarna vlada deležna splošnega obsojanja zaradi množične represije, etničnega čiščenja, deportacij, številnih množičnih pobojev in lakote, ki je vzela življenja milijonov.

## Zgodnje življenje

### Otroštvo in mladost: 1878–1899
Stalin se je rodil 18. decembra 1878 (po takratnem julijanskem koledarju 6. decembra) v mestu Gori, tedaj delu Ruskega imperija z mešanim gruzijskim, armenskim, ruskim in židovskim prebivalstvom. Njegova starša sta bila Besarion Džugašvili »Beso« in Ekaterine Geladze »Keke«, poročena maja 1872, ki sta pred Stalinovim rojstvom že izgubila dva sinova, ki sta umrla kot novorojenca. Starša sta bila po narodnosti Gruzinca in Stalinov materni jezik je bila gruzinščina. Stalin je bil krščen 29. decembra. Prijel se ga je vzdevek »Soso«, pomanjševalnica od »Ioseb«.
Besarion je bil čevljar, čigar delavnica je spočetka poslovala uspešno, pozneje pa je začela toniti in družina se je znašla v revščini. Besarion je postal nasilen alkoholik ter pijan pretepal ženo in sina. Mati je s Stalinom leta 1883 zapustila dom in nekaj let živela v različnih najetih stanovanjih, preden sta se leta 1886 zatekla k družinskemu prijatelju duhovniku Krištofu Čerkvianiju, kjer se je mati zaposlila kot hišna pomočnica. Konec leta 1888, v starosti 10 let, so Stalina vpisali v cerkveno šolo v Goriju. Ta je bila običajno privilegij otrok duhovščine, a je Čarkviani Stalinu zagotovil mesto. Stalin se je v šoli izkazal v slikanju in igranju, pisal lastne pesmi in pel v zboru. Pogosto se je zapletal v pretepe; prijatelj iz otroštva je kasneje izjavil, da je bil Stalin »najboljši, a tudi najtežavnejši učenec« v razredu. Stalin je v otroštvu imel številne zdravstvene težave. Leta 1884 je prebolel črne koze, ki so mu po obrazu pustile brazgotine, pri 12 letih pa je vanj trčila kočija, kar je bil verjetni vzrok za dosmrtno hibo leve roke.
Stalinu je štipendija omogočila, da se je avgusta 1894 vpisal na semenišče v Tiflisu. Tudi tu je bil učno uspešen in dobival visoke ocene. Nadaljeval je s pisanjem poezije; pet njegovih pesmi je bilo pod psevdonimom »Soselo« objavljenih v časopisu Ilije Čavčavadzeja Iverija. Teme pesmi so bile med drugim narava, dežela in domoljubje. Po besedah Stalinovega življenjepisca Simona Sebaga Montefiora so postale »male gruzijske klasike« in bile v kasnejših letih vključene v različne izbore gruzijske poezije. Sčasoma je Stalin izgubil zanimanje za duhovniški študij, njegove ocene so upadle, on pa je bil vse pogosteje kaznovan zaradi uporniškega obnašanja. Dnevnik semenišča navaja, da se je razglasil za ateista, protestno zapuščal molitve in se ni odkrival pred menihi.
Včlanil se je v prepovedan knjižni krožek, ki je deloval na šoli; posebej je nanj vplival revolucionarni roman Nikolaja Černiševskega Kaj storiti?. Drugi zanj pomemben roman je bil Očetomorilec Aleksandra Kazbegija, iz katerega je tudi prevzel vzdevek Koba, kakor je bilo ime junaku romana. Prav tako je prebral Kapital Karla Marxa. Stalin se je posvetil Marxovi sociopolitični teoriji marksizmu, ki je tedaj doživljala vzpon v Gruziji, eni od različic socializma, ki so nasprotovale vladajoči carski oblasti. Ponoči se je udeleževal tajnih delavskih srečanj in spoznal Silibistra Jibladzeja, ustanovitelja gruzijske socialistične organizacije Mesame dasi (»Tretja skupina«). Stalin je zapustil semenišče aprila 1899 in se ni nikoli vrnil.

### Ruska socialdemokratska delavska stranka: 1899–1904
Oktobra 1899 je začel delati kot vremenoslovec v observatoriju v Tiflisu. Nadaljeval je z zbiranjem privržencev in širjenjem revolucionarnih misli. Tajna policija imperija, Ohrana, je vedela za Stalinovo delovanje na območju Tiflisa in ga marca 1901 poskušala aretirati, vendar je pobegnil in se začel skrivati. Še vedno iz ilegale je pomagal organizirati prvomajske demonstracije 1901, na katerih se je 3000 udeležencev spopadlo z oblastmi. Novembra 1901 je bil izvoljen v tifliški komite Ruske socialdemokratske delavske stranke, marksistične stranke, ustanovljene leta 1898.
Tega meseca je Stalin odpotoval v pristaniško mesto Batumi. Njegova napadalna retorika je med marksisti v mestu vzbujala mešana mnenja, pri čemer so ga nekateri imeli za vladnega provokatorja. Zaposlil se je v skladišču Rothschildove rafinerije, kjer je dvakrat soorganiziral delavske stavke. Potem ko je bilo več vodij stavk aretiranih, je soorganiziral množično javno demonstracijo, ki je privedla do zavzetja zapora; oblasti so streljale na demonstrante in jih 13 ubile. Na dan njihovega pogreba je Stalin organiziral drugo množično demonstracijo, nakar so ga aprila 1902 aretirali in zaprli. Sredi leta 1903 je bil obsojen na tri leta izgnanstva v vzhodni Sibiriji.
Stalin je konec novembra prispel v sibirsko naselje Nova Uda v Irkutski oblasti. Dvakrat je skušal pobegniti; prvič se je bil prisiljen obrniti zaradi ozeblin, v drugem poskusu se je uspešno vrnil v Tiflis. Med njegovim izgnanstvom se je Ruska socialdemokratska delavska stranka razklala na »boljševike« Vladimirja Lenina in »menjševike« Julija Martova. Stalin je sovražil številne gruzijske menjševike in se odločil za boljševike. Čeprav je osnoval oporišče boljševikov v rudarskem mestu Čiatura, je boljševizem v Gruziji, kjer so prevladovali menjševiki, ostal v manjšini.

### Revolucija leta 1905 in njene posledice: 1905–1912
Januarja 1905 so vladne sile krvavo obračunale s protestniki v Sankt Peterburgu. Po Ruskem imperiju se je kmalu razširil val nemirov, ki je postal znan kot Revolucija 1905. Gruzija je bila eno od posebej prizadetih območij. Stalin je bil v Bakuju februarja, ko je izbruhnilo etnično nasilje med Armenci in Azerbajdžanci, v katerem je bilo ubitih vsaj 2000 ljudi. Javno je obsodil »pogrome proti židom in Armencem« kot del carjevih poskusov »okrepiti svoj ostudni prestol«. Ustanovil je boljševiško bojno četo, s katero je poskušal sprte strani obdržati ločene, nemire pa je izkoristil tudi kot krinko pri kraji opreme za tisk. Ob širjenju nasilja po Gruziji je oblikoval še več bojnih čet, pri čemer so isto storili menjševiki. Stalinove čete so razorožile krajevno policijo in vojsko ter pridobivale sredstva z izsiljevanjem tamkajšnjih velikih podjetij in rudnikov. Napadale so vladne čete kozakov in caristične črne stotnije, pri nekaterih napadih so sodelovali z menjševiškimi milicami.
Novembra 1905 so gruzijski boljševiki izvolili Stalina za delegata na zasedanju boljševikov, ki je potekalo v Tampereju. Na zasedanju se je prvič srečal z Leninom. Čeprav je Stalin Lenina globoko spoštoval, je glasno izražal nasprotovanje njegovemu stališču, naj imajo boljševiki kandidate na prihajajočih volitvah v državno dumo; Stalinu se je parlamentarni postopek zdel izguba časa. Aprila 1906 se je udeležil kongresa Ruske socialdemokratske delavske stranke v Stockholmu. Na kongresu je stranka pod vodstvom menjševiške večine odločila, da sredstev ne bo zbirala z oboroženimi ropi. Lenin in Stalin se z odločitvijo nista strinjala in sta pozneje zasebno razpravljala, kako bi nadaljevala z ropi za boljševike.
Stalin se je cerkveno poročil s Kato Svanidze julija 1906 v mestu Senaki. Marca 1907 je rodila sina Jakova. Do tega leta se je – po mnenju zgodovinarja Roberta Servicea – Stalin uveljavil kot »vodilni gruzijski boljševik«. Udeležil se petega kongresa RSDRP, ki je potekal v Londonu maja in junija 1907. Po povratku v Tiflis je organiziral rop dostave denarja Cesarski banki junija 1907. Roparji so na Erevanskem trgu (današnjem Trgu svobode) iz zasede napadli oboroženi konvoj s strelnim orožjem in doma izdelanimi bombami. Ubitih je bilo okoli 40 ljudi, roparji pa so vsi pobegnili. Po napadu se je Stalin z ženo in sinom nastanil v Bakuju. Menjševiki so se soočili z njim glede ropa in izglasovali njegovo izključitev iz RSDRP, vendar se nanje ni oziral.
V Bakuju je utrdil boljševiško prevlado v tamkajšnji veji RSDRP in urejal dva boljševiška časopisa. Avgusta 1907 se je udeležil kongresa Druge internacionale v Stuttgartu. Novembra 1907 je njegova žena umrla za tifusom, on pa je sina pustil pri njeni družini v Tiflisu. V Bakuju je ponovno zbral skupino, ki je napadala črne stotnije, zbirala denar z izsiljevanjem in ponarejanjem bankovcev ter ropala. Ugrabili so tudi otroke več bogatih osebnosti in izterjali odkupnino. Na začetku leta 1908 se je v Ženevi sestal z Leninom in vplivnim ruskim marksistom Georgijem Plehanovom, čeprav ga je slednji razkačil.
Marca 1908 so Stalina aretirali in zaprli v Bailovski zapor v Bakuju. Nazadnje je bil obsojen na dve leti izgnanstva v vasi Solvičegodsk v Vologdski oblasti, kamor je prispel februarja 1909. Junija je pobegnil in se vrnil v Sankt Peterburg. Marca 1910 so ga vnovič aretirali in poslali nazaj v Solvičegodsk. V vasi se je zapletel z vsaj dvema ženskama; njegova posestnica Marija Kuzakova je kasneje rodila njegovega drugega sina Konstantina. Junija 1911 je Stalin dobil dovoljenje za selitev v Vologdo, kjer je ostal dva meseca in znova pobegnil v Sankt Peterburg, kjer je bil septembra 1911 aretiran in obsojen na dodatna tri leta izgnanstva v Vologdi.

### Vzpon v Centralni komite in urejanjePravde: 1912–1917
Januarja 1912, medtem ko je bil Stalin v izgnanstvu, je bil na Praški konferenci izvoljen prvi boljševiški centralni komite. Kmalu po konferenci sta se Lenin in Grigorij Zinovjev odločila, da v komite vključita tudi Stalina. Ta se je (še v Vologdi) strinjal in ostal član Komiteja do konca življenja. Lenin je verjel, da bo Stalin kot Gruzijec pomagal utrditi podporo boljševikom med manjšinskimi narodi imperija. Februarja 1912 je Stalin znova pobegnil v Sankt Peterburg z nalogo pretvoriti boljševiški tednik Zvezda v dnevnik, Pravda (»Resnica«). Novi časopis je začel izhajati z aprilom 1912, pri čemer je Stalinova vloga urednika ostala skrivna.
Maja 1912 je bil spet aretiran in obsojen na tri leta izgnanstva v Sibiriji. Julija je prispel v sibirsko vas Narim v Tomski oblasti, kjer si je delil sobo s soboljševikom Jakovom Sverdlovom. Po dveh mesecih sta Stalin in Sverdlov ušla nazaj v Sankt Peterburg. Med obiskom Tiflisa je Stalin s svojo skupino organiziral zasedo poštne kočije, med katero so večino skupine – ne pa tudi Stalina – prijeli. Stalin se je vrnil v Sankt Peterburg, kjer je nadaljeval z urejanjem in pisanjem za Pravdo.
Potem ko je bilo na volitvah v državno dumo oktobra 1912 izvoljenih šest boljševikov in šest menjševikov, je Stalin v člankih pričel pozivati k spravi med strujama, kar je Lenin kritiziral. Nazadnje se je uklonil Leninovemu nasprotovanju. Januarja 1913 je odpotoval na Dunaj, kjer je raziskoval »vprašanje narodov«, to je, kako naj boljševiki obravnavajo narodne in etnične manjšine v Ruskem imperiju. Lenin, ki je Stalina spodbujal, naj na to temo napiše članek, je želel manjšine ogreti za boljševike z obljubo o pravici do odcepitve od ruske države, čeprav je upal, da bodo ostale del bodoče boljševiške Rusije.
Stalinov članek Marksizem in vprašanje narodov je bil leta 1913 objavljen v marčevski, aprilski in majski izdaji boljševiškega glasila Prosveščenje. Lenin je bil z njim zadovoljen. Po oceni Montefiora je bil ta članek »Stalinovo najslavnejše delo«. Članek je bil podpisan s psevdonimom »K. Stalin« (»Jekleni«), ki ga je uporabljal od leta 1912; morda je z njim poskušal posnemati vzdevek Lenina. Ta psevdonim je obdržal do konca življenja, verjetno zato, ker ga je uporabil v članku, s katerim se je uveljavil med boljševiki.
Februarja 1913 so ga v Sankt Peterburgu spet aretirali. Obsodili so ga na štiri leta izgnanstva v Turuhansku, oddaljenem delu Sibirije, od koder je bil pobeg posebej težaven. Na območje je prispel v avgustu, marca 1914 pa so ga oblasti iz strahu pred vnovičnim pobegom premestile v vas Kurejka na robu arktičnega kroga. V vasi se je Stalin spustil v razmerje z Lidijo Pereprigino, tedaj staro trinajst let in po zakonu carske Rusije leto pod starostjo privolitve. Okoli decembra 1914 je Pereprigina rodila Stalinovega otroka, ki je kmalu po rojstvu umrl, okoli aprila 1917 pa še enega, Aleksandra.
V Kurejki se je Stalin zbližal z domorodnimi Tunguzi in Ostjaki ter večino časa preživel ob ribarjenju.

### Ruska revolucija: 1917
Med Stalinovim izgnanstvom je Rusija vstopila v prvo svetovno vojno. Oktobra 1916 so njega in ostale izgnane boljševike vpoklicali v vojsko. Februarja 1917 so prispeli v Krasnojarsk, kjer je zdravnik ocenil Stalina kot nezmožnega za služenje vojske zaradi pohabljene leve roke. V izgnanstvu je moral odslužiti še štiri mesece in uspešno zahteval, da jih odsluži v bližnjem Ačinsku. V tem mestu se je nahajal, ko se je zgodila februarska revolucija: v Petrogradu, kot so preimenovali Sankt Peterburg, so izbruhnile vstaje, car Nikolaj II. pa je abdiciral, da bi ubežal nasilnemu strmoglavljenju. Ruski imperij je postal de facto republika, ki jo je vodila začasna vlada s prevlado liberalcev. Marca je Stalin zmagoslavno pripotoval v Petrograd, kjer je s soboljševikom Levom Kamenjevom prevzel nadzor nad Pravdo in postal boljševiški predstavnik izvršnega odbora petrograjskega sovjeta, vplivnega sveta mestnih delavcev. Aprila je Stalin dosegel tretje mesto na boljševiških volitvah za centralni komite stranke; zmagal je Lenin in drugi je bil Grigorij Zinovjev. Osvojeno mesto je kazalo na njegov tedanji ugled v stranki.

Obstoječo vlado posestnikov in kapitalistov je treba zamenjati z novo vlado, z vlado delavcev in kmetov.
Obstoječo »vlado«, ki je ni izvolilo ljudstvo in ki ni odgovorna ljudstvu, je treba zamenjati z vlado, ki jo bo ljudstvo priznavalo, ki jo bodo izvolili predstavniki delavcev, vojakov in kmetov in ki bo odgovarjala njihovim predstavnikom.

— Stalinov uvodnik v Pravdi, oktober 1917
Stalin je pomagal organizirati »julijsko vstajo«, oboroženo razkazovanje moči podpornikov boljševikov. Potem ko je zadušila demonstracijo, je začasna vlada začela preganjati boljševike in izvedla racijo na Pravdo. Med racijo je Stalin skrivoma odpeljal Lenina iz pisarne časopisa in prevzel skrb za varnost boljševiškega voditelja, ga selil med varnimi hišami in naposled pretihotapil v vas Razliv. V Leninovi odsotnosti je Stalin nadaljeval z urednikovanjem Pravde in prevzel funkcijo voditelja boljševikov, ki jih je vodil skozi tajni šesti kongres stranke. Lenin je pričel pozivati boljševike, naj prevzamejo oblast in zrušijo začasno vlado z državnim udarom. Stalin in njegov soboljševik Lev Trocki sta odobravala Leninov načrt, medtem ko so mu Kamenjev in drugi člani stranke sprva nasprotovali. Lenin se je vrnil v Petrograd in zagotovil večinsko podporo udaru na sestanku Centralnega komiteja 10. oktobra.
24. oktobra je policija vdrla v prostore boljševiškega časopisa in uničila tiskarsko opremo; Stalin je rešil nekaj svoje opreme za nadaljevanje svoje dejavnosti. V zgodnjih jutranjih urah 25. oktobra se je pridružil Leninu v Smolnem inštitutu, od koder se je poveljevalo državnemu udaru – oktobrski revoluciji. Boljševiška milica je zavzela petrograjsko elektrarno, glavno pošto, državno banko, telefonsko centralo in več mostov. Ladja pod nadzorom boljševikov, Avrora, je streljala na Zimski dvorec; poslanci začasne vlade so se vdali in boljševiki so jih aretirali. Stalin je imel nalogo obveščati poslance v Drugem kongresu sovjetov o razvoju razmer, vendar njegova vloga v udaru ni bila javno vidna. Trocki in ostali kasnejši boljševiški nasprotniki Stalina so to uporabili kot dokaz, da je bila Stalinova vloga v udaru zanemarljiva, čeprav novejši zgodovinarji temu oporekajo. Po besedah zgodovinarja Olega Hlevnjuka je Stalin »/.../ izpolnil pomembno vlogo (v revoluciji) /.../ kot višji boljševik, član Centralnega komiteja stranke in urednik njenega glavnega časopisa«. Zgodovinar Stephen Kotkin je podobno menil, da je Stalin bil »v žarišču dogodkov«, ki so vodili k udaru.

## V Leninovi vladi

### Utrjevanje moči: 1917–1918
26. oktobra 1917 se je Lenin razglasil za predsednika nove vlade, Sveta ljudskih komisarjev (»Sovnarkom«). Stalin je podprl njegovo odločitev, da ne bodo tvorili koalicije z menjševiki in s Socialistično revolucionarno stranko, so pa oblikovali koalicijsko vlado s Stranko levih socialistov-revolucionarjev. Stalin je postal eden od neuradne četverice na čelu vlade, poleg Lenina, Trockega in Sverdlova; od teh je bil Sverdlov redno odsoten in umrl marca 1919. Na Smolnem inštitutu je bila Stalinova pisarna blizu Leninove, on in Trocki pa sta bila edini osebi, ki sta smeli dostopati do Leninove pisarne brez najave. Čeprav javnosti ni bil tako znan kot Lenin ali Trocki, je Stalinov položaj med boljševiki rasel. Sopodpisal je Leninove odloke za ukinitev nenaklonjenih časopisov in skupaj s Sverdlovom vodil seje odbora, ki je sestavljal ustavo nove Ruske sovjetske federativne socialistične republike. Močno je podpiral Leninovo ustanovitev varnostne službe Čeka in posledični rdeči teror, ki ga je začela; ker je bilo državno nasilje učinkovito orodje kapitalistične oblasti, je verjel, da se bo enako izkazalo tudi sovjetski vladi. Za razliko od drugih visokih boljševikov, kot Kamenjev ali Nikolaj Buharin, Stalin ni nikoli izrazil zaskrbljenosti nad naglo širitvijo Čeke in rdečega terorja.
Potem ko je opustil urednikovanje Pravde, je Stalin postal ljudski komisar za narodnosti. Za tajnico je zaposlil Nadeždo Alilujevo in se pozneje poročil z njo, čeprav datum poroke ni znan. Novembra 1917 je podpisal Deklaracijo pravic narodov Rusije, ki je etničnim in narodnim manjšinam Rusije dala pravico do odcepitve in samoodločanja. Namen odloka je bil prvenstveno strateški: boljševiki so želeli pridobiti naklonjenost med manjšinami, vendar so upali, da si le-te v resnici ne bodo želele neodvisnosti. Tega meseca je odpotoval v Helsinke na pogovore s finskimi socialdemokrati, decembra pa je priznal zahtevo Finske po samostojnosti. Njegov oddelek je namenil sredstva za ustanovitev tiska in šol v jezikih različnih etničnih skupin. Socialistični revolucionarji so Stalina obtožili, da so njegovi govori o federalizmu in narodnem samoodločanju pretveza za Sovnarkomovo centralistično in imperialistično politiko.
Zaradi prve svetovne vojne, v kateri se je Rusija bojevala proti centralnima silama Nemčiji in Avstro-Ogrski, se je Leninova vlada marca 1918 preselila iz Petrograda v Moskvo. Stalin, Trocki, Sverdlov in Lenin so živeli v Kremlju. Stalin je podpiral Leninovo željo po podpisu premirja s centralnimi silami ne glede na ceno v ozemlju. Stalin je menil, da je to potrebno, ker (za razliko od Lenina) ni bil prepričan, da je Evropa na pragu proletarske revolucije. Sčasoma je Lenin prepričal ostale visoke boljševike o svojem stališču, kar se je končalo s podpisom Brest-litovškega miru marca 1918. Pogodba je centralnim silam prepustila velikansko površino ozemlja in razjezila mnoge v Rusiji; levi socialisti-revolucionarji so ob tem zapustili koalicijsko vlado. Kmalu za tem se je vladajoča Ruska socialdemokratska delavska stranka preimenovala in postala Komunistična partija Sovjetske zveze.

### Vojaško poveljstvo: 1918–1921
Potem ko so si boljševiki prisvojili oblast, so se jim zoperstavile tako desničarske kot levičarske sile, kar je porodilo rusko državljansko vojno. Da bi zagotovil dostop do pohajajočih zalog hrane, je Sovnarkom maja 1918 poslal Stalina v Caricin, da bi prevzel skrb za preskrbo s hrano v južni Rusiji. Stalin, ki se je hotel dokazati kot poveljnik, je tam prevzel nadzor nad vojaškimi operacijami. Spoprijateljil se je z dvema vojaškima osebnostima, Klimentom Vorošilovom in Semjonom Budjonijem, ki sta kasneje postala jedro njegove vojaške in politične podporne baze. V veri, da bo zmaga zagotovljena s številčno premočjo, je poslal množico enot Rdeče armade v boj proti tamkajšnji protiboljševiški Beli gardi, kar je povzročilo velike izgube; Lenina je potratna taktika skrbela. V Caricinu je Stalin ukazal oddelku Čeke, naj usmrti osumljene protirevolucionarje, v nekaterih primerih brez sojenja. Da bi zagotovil skladnost s svojim programom za preskrbo s hrano, je ukazal požig več vasi. Njegova uporaba državnega nasilja in terorja je bila obsežnejša, kot je odobravala večina boljševiških voditeljev.
Decembra 1918 so Stalina poslali v Perm, kjer naj bi vodil preiskavo, kako so bele sile Aleksandra Kolčaka lahko zdesetkale tamkajšnjo rdečo armado. V Moskvo se je vrnil med januarjem in marcem 1919, preden so ga poslali na Zahodno fronto pri Petrogradu. Ko je Rdeči Tretji regiment dezertiral, je ukazal javno usmrtitev ujetih dezerterjev. Septembra se je vrnil na Južno fronto. Med vojno se je izkazal pred Centralnim komitejem z odločnostjo in pripravljenostjo nositi odgovornost v spornih situacijah. Hkrati se pogosto ni zmenil za ukaze, ob kljubovanju pa večkrat grozil z odstopom. Na 8. kongresu partije ga je Lenin grajal zaradi posluževanja taktik, ki so povzročile smrt veliko preveč vojakov Rdeče armade. Vseeno mu je novembra 1919 vlada podelila red rdeče zastave za vojne zasluge.
Boljševiki so v ruski državljanski vojni zmagali konec leta 1919. Do takrat je Sovnarkom preusmeril pozornost na širjenje revolucionarne propagande izven Rusije; s tem namenom je marca 1919 oblikoval Komunistično internacionalo, katere uvodne ceremonije se je Stalin udeležil. Čeprav Stalin ni delil Leninovega prepričanja, da je evropski proletariat na robu revolucije, je priznaval, da bo sovjetska Rusija ranljiva, dokler bo osamljena. Decembra 1918 je pripravil odloke, s katerimi je priznal sovjetske republike z marksistično vlado v Estoniji, Litvi in Latviji. Med državljansko vojno so te vlade strmoglavili in baltske države so postale popolnoma neodvisne od Rusije, kar je bilo za Stalina nelegitimno dejanje. Februarja 1920 so ga izbrali za vodenje Delavsko-kmečkega inšpektorata (»Rabkrin«); istega meseca je bil premeščen na Kavkaško fronto.
Po predhodnih spopadih ruske in poljske vojske je v začetku leta 1920 izbruhnila poljsko-sovjetska vojna, v kateri so Poljaki vdrli v Ukrajino in 7. maja zavzeli Kijev. 26. maja so Stalina premestili v Ukrajino na Jugozahodno fronto. Rdeča armada je 10. junija nazaj zavzela Kijev in kmalu izrinila poljske sile nazaj na Poljsko. 16. julija je Centralni komite odločil, da vojno razširi na poljsko ozemlje. Lenin je pričakoval, da bo poljski proletariat podprl Rusijo proti poljski vladi Józefa Piłsudskega. Stalin jih je posvaril, da bo po njegovem poljski delavski razred iz nacionalizma v vojni podprl svojo vlado. Menil je tudi, da je Rdeča armada nepripravljena za ofenzivno vojskovanje in da bo bojevanje na Poljskem dalo priložnost Beli gardi, da se okrepi na krimskem polotoku in potencialno znova zaneti državljansko vojno. Polemiko je izgubil, nakar je sprejel Leninovo odločitev in jo podprl. Na jugozahodni fronti se je odločil osvojiti Lvov; v osredotočenosti na ta cilj ni ubogal ukazov v začetku avgusta, naj s svojimi enotami priskoči na pomoč enotam Tuhačevskega, ki so napadale Varšavo.
Sredi avgusta 1920 so Poljaki odbili rusko napredovanje, Stalin pa se je vrnil v Moskvo na sestanek Politbiroja. V Moskvi sta ga Lenin in Trocki grajala za ravnanje v poljsko-sovjetski vojni. Stalin se je čutil ponižanega in podcenjenega; 17. avgusta je dal odpoved v vojski, ki so mu jo odobrili 1. septembra. Na 9. boljševiški konferenci konec septembra ga je Trocki obtožil »strateških napak« pri vodenju vojne. Trocki je zatrjeval, da je Stalin sabotiral pohod z neupoštevanjem ukazov za premestitev enot. Lenin je s kritikami pritegnil Trockemu in nihče na zasedanju ni govoril Stalinu v prid. Stalin se je čutil onečaščenega in njegova nenaklonjenost do Trockega se je poglobila. Poljsko-sovjetska vojna se je končala marca 1921 s podpisom mirovnega sporazuma v Rigi.

### Zadnja leta Lenina: 1921–1923
Sovjetska vlada je sosednje države poskušala spraviti pod svojo prevlado; februarja 1921 je izvedla invazijo na Demokratično republiko Gruzijo, ki so ji vladali menjševiki, aprila 1921 pa je Stalin Rdečo armado poslal v Turkestansko socialistično federativno republiko, da bi ponovno uveljavila ruski nadzor nad državo. Kot ljudski komisar za narodnosti je Stalin verjel, da bi vsaka narodna in etnična skupina morala imeti pravico do samoizražanja, kar bi dosegli z »avtonomnimi republikami« znotraj ruske države, v katerih bi lahko nadzirali razne krajevne zadeve. Zaradi takšnega pogleda so ga nekateri marksisti obtožili, da se nagiba k buržoaznemu nacionalizmu, medtem ko so ga drugi obtožili, da ostaja preveč rusocentričen.
Posebej težaven je bil Stalinov rodni Kavkaz zaradi etnično močno mešanega prebivalstva. Stalin je nasprotoval ustanovitvi ločenih gruzijske, armenske in azerbajdžanske avtonomne republike, saj bi te po njegovem dušile etnične manjšine na svojem ozemlju, in namesto njih pozval k ustanovitvi Zakavkaške socialistične federativne sovjetske republike. Komunistična partija Gruzije je zamisli nasprotovala, kar je privedlo do »gruzijskega primera«. Sredi leta 1921 se je Stalin vrnil na južni Kavkaz, kjer je gruzijske komuniste pozval, naj se uprejo šovinističnemu gruzijskemu nacionalizmu, ki odriva na rob abhaško, osetsko in adžarsko manjšino. Ob tej priložnosti je po več letih obiskal sina Jakova in ga odpeljal v Moskvo. Nadja je bila rodila Stalinovega drugega sina, Vasilija, marca tega leta.
Po državljanski vojni so širom Rusije izbruhnile delavske stavke in kmečke vstaje, večinoma iz nasprotovanja Sovnarkomovemu načrtu o zaseganju hrane. Kot protiutež je Lenin uvedel tržno usmerjene reforme, Novo ekonomsko politiko. Vrelo je tudi znotraj Komunistične partije, v kateri je frakcija s Trockim na čelu pozivala k ukinitvi sindikatov; Lenin je temu nasprotoval in Stalin mu je pomagal zbirati opozicijo. Stalin je dobil nadzor nad oddelkom Centralnega komiteja za agitacijo in propagando, na 11. kongresu partije leta 1922 pa ga je Lenin predlagal za generalnega sekretarja. Čeprav so ostali izrazili skrb, da ga bo dodelitev te funkcije povrh vseh ostalih preobremenila in mu dala preveč moči, je bil Stalin imenovan na položaj. Za Lenina je bilo pomembno, da ima na tem pomembnem položaju ključnega zaveznika.

Stalin je pregrob, ta napaka, ki je popolnoma sprejemljiva v naših krogih in v odnosih med nami komunisti, pa postane nesprejemljiva na položaju generalnega sekretarja. Zato tovarišem predlagam, naj razmislijo, kako bi ga odstranili s tega položaja in nanj imenovali nekoga drugega, ki se od tovariša Stalina v vseh ozirih razlikuje samo v eni prednosti, in sicer da je strpnejši, vljudnejši in pozornejši do tovarišev, manj muhast itd.

— Leninova oporoka, 4. januar 1923; mogoče je, da tega ni napisal sam Lenin, temveč Krupska.
Maja 1922 je po težki kapi Lenin delno ohromel. Med bivanjem v svoji dači v Gorkem je bil njegova glavna povezava s Sovnarkomom Stalin, redni obiskovalec. Lenin je Stalina dvakrat prosil, naj mu priskrbi strup za samomor, vendar Stalin tega ni storil. Kljub tovarištvu Leninu niso bile pogodu Stalinove, kot jih je imenoval, »aziatske« manire, svoji sestri Mariji pa je dejal, da Stalin »ni inteligenten«. Lenin in Stalin se nista strinjala glede zunanje trgovine: Lenin je menil, da bi sovjetska država morala imeti monopol nad zunanjo trgovino, medtem ko je Stalin zagovarjal pogled Grigorija Sokolnikova, da bi bilo v tedanjem času to nepraktično. Različne poglede sta imela tudi na gruzijsko zadevo, pri čemer je Lenin podpiral zahtevo gruzijskega Centralnega komiteja po gruzijski sovjetski republiki in ne Stalinove po čezkavkaški.
Strinjala se nista niti glede narave sovjetske države. Lenin je pozival k ustanovitvi nove federacije, imenovane »Zveza sovjetskih republik Evrope in Azije«, in vztrajal, naj se ruska država priključi zvezi kot enakovredna ostalim sovjetskim državam. Stalin je menil, da bi to spodbujalo željo po neodvisnosti med neruskim ljudstvom in da bi etničnim manjšinam zadostovale »avtonomne republike« znotraj ruske sovjetske federativne socialistične republike. Lenin je Stalina obtožil »velikoruskega šovinizma«, Stalin pa Lenina »nacionalnega liberalizma«. Dosežen je bil kompromis o preimenovanju federacije v »Zvezo sovjetskih socialističnih republik« (ZSSR). Oblikovanje ZSSR je bilo ratificirano decembra 1922; čeprav je bil sistem uradno federalen, so vse pomembne odločitve sprejemali v vladajočem Politbiroju Komunistične partije Sovjetske zveze v Moskvi.
Njuni spori so postali tudi osebni; Lenina je posebej razjezilo, ko je bil Stalin med telefonskim pogovorom nesramen do njegove žene Nadežde Krupske. V zadnjih letih njegovega življenja je Krupska vladajočim osebnostim predala Leninovo oporoko, ki je vključevala vrsto čedalje bolj omalovažujočih opazk o Stalinu. V njih je kritiziral Stalinovo neotesanost in čezmerno moč ter namignil, naj ga odstranijo s položaja generalnega sekretarja. Nekateri zgodovinarji so podvomili, ali te opombe res izvirajo od Lenina, in domnevali, da bi jih lahko zapisala Krupska, ki je bila osebno sprta s Stalinom. Ne glede na to Stalin sam ni nikoli izražal dvomov o njihovi pristnosti.

## Utrditev moči

### Nasledstvo Lenina: 1924–1927
Lenin je umrl januarja 1924. Stalin je poskrbel za pogreb in bil eden od njegovih pogrebcev; proti želji Leninove vdove je Politbiro balzamiral njegovo truplo in ga shranil v mavzolej na Rdečem trgu. Postalo je del rastočega kulta osebnosti, posvečenega Leninu, Petrograd pa so tega leta preimenovali v Leningrad. Da bi okrepil svojo podobo predanega leninista, je Stalin pripravil devet predavanj na Komunistični univerzi Sverdlova na temo »temeljev leninizma«, ki so jih pozneje objavili v knjižni obliki. Na 13. kongresu Partije maja 1924 so »Leninovo oporoko« prebrali samo voditeljem deželnih delegacij. Osramočen zaradi njene vsebine je Stalin ponudil svoj odstop z mesta generalnega sekretarja; ta izraz ponižnosti ga je rešil, da so ga obdržali na položaju.
Kot generalni sekretar je imel Stalin proste roke pri imenovanju svojega osebja; tako je po partiji in upravi namestil sebi zveste osebnosti. Novim članom Partije, ki so večinoma prihajali iz delavskega ali kmečkega okolja, je bil bolj naklonjen kot »starim boljševikom« z večinoma univerzitetno izobrazbo in poskrbel je, da so bili njemu zvesti člani razpršeni po pokrajinah države. Imel je pogoste stike z mladimi partijski funkcionarji, krajevni funkcionarji pa so se v želji po napredovanju pogosto trudili napraviti vtis na Stalina in pridobiti njegovo naklonjenost. Stalin je razvil tesne odnose tudi s trojico v jedru tajne policije (sprva Čeke in pozneje njene naslednice, Državne politične uprave): Feliksom Dzeržinskim, Vjačeslavom Menžinskim in Genrihom Jagodo. Njegovo zasebno življenje je bilo razdeljeno med njegovim stanovanjem v Kremlju in dačo v Zubalovi. Leta 1926 se je Stalinu in ženi rodila hči Svetlana.
Vsled Leninove smrti se je pojavilo več vodilnih oseb v tekmovanju za njegovo nasledstvo, poleg Stalina še Trocki, Zinovjev, Kamenjev, Buharin, Aleksej Rikov in Mihail Tomski. Stalin je Trockega, ki ga je tudi osebno preziral, videl kot glavno oviro svoji prevladi znotraj partije. Med Leninovo boleznijo je bil Stalin oblikoval zavezništvo proti Trockemu s Kamenjevom in Zinovjevom. Čeprav je bil Zinovjev zaskrbljen nad Stalinovim rastočim vplivom, se je postavil na njegovo stran na 13. kongresu kot protiutež Trockemu, ki je tedaj vodil frakcijo v stranki, znano kot Leva opozicija. Njeni privrženci so menili, da se je Nova ekonomska politika preveč vdala kapitalizmu in Stalina zaradi podpore tej politiki oklicali za »desničarja«. Stalin je v Centralnem komiteju zbral nabor svojih privržencev, medtem ko so člane Leve opozicije postopoma umikali z vplivnih položajev. V tem ga je podpiral Buharin, ki je enako kot Stalin verjel, da bi predlogi Leve opozicije Sovjetsko zvezo pahnili v nestanovitnost.
Konec leta 1924 se je Stalin obrnil proti Kamenjevu in Zinovjevu ter odstranil njune podpornike s ključnih položajev. Leta 1925 sta se preselila v odkrito opozicijo Stalinu in Buharinu. Na 14. kongresu Partije v decembru sta sprožila napad na Stalinovo frakcijo, ki ni bil uspešen. Stalin ju je v zameno obtožil, da v stranko znova vnašata razkol in s tem nestanovitnost. Sredi leta 1926 sta se Kamenjev in Zinovjev povezala s podporniki Trockega v oblikovanju združene opozicije proti Stalinu. Oktobra sta pod grožnjo izključitve iz Partije opustila frakcionistično dejavnost in se na Stalinov ukaz javno odpovedala svojim pogledom. Spori med frakcijami so se nadaljevali, pri čemer je Stalin zagrozil z odstopom oktobra in decembra 1926 ter ponovno decembra 1927. Oktobra 1927 so Zinovjeva in Trockega odstranili iz Centralnega komiteja; slednjega so izgnali v Kazahstan, leta 1929 pa iz države. Nekaj spokornih pripadnikov združene opozicije so pozneje vrnili v vlado.
Stalin je bil tedaj vrhovni voditelj partije, čeprav ni bil vodja vlade – ta položaj je zaupal zavezniku Vjačeslavu Molotovu. Drugi pomembni podporniki Politbiroja so bili Vorošilov, Lazar Kaganovič in Sergo Ordžonikidze, Stalin pa je skrbel, da so bili na čelu različnih državnih ustanov njegovi privrženci. Po pisanju Montefiora je bil Stalin tedaj »vodja oligarhov, toda še daleč od diktatorja«. Njegov naraščajoč vpliv se je odseval v preimenovanju različnih krajev po njem: leta 1924 je ukrajinsko rudarsko mesto Juzovka postalo Stalino, leta 1925 pa se je Caricin s podpisom predsednika prezidija sovjetske Rusije Mihaila Kalinina in sekratarja prezidija Abela Jenukidzeja preimenoval v Stalingrad.
Leta 1926 je Stalin objavil knjigo Vprašanja leninizma. V njej je zagovarjal koncept »socializma v eni državi«, ki ga je predstavljal kot ortodoksno leninistično perspektivo. Vseeno se ni ujemal z uveljavljenim boljševiškim prepričanjem, da socializma ni moč vzpostaviti v le eni državi in da se ga lahko doseže samo s svetovno revolucijo. Leta 1927 se je v partiji pojavilo nekaj nestrinjanja glede sovjetske politike do Kitajske; Stalin je pozval kitajske komuniste, naj se povežejo z nacionalisti iz Kuomintanga, ker se mu je komunistično-kuomintanško zavezništvo zdelo najboljši branik pred japonskim imperialnim ekspanzionizmom. Do zavezništva ni prišlo, marveč je Kuomintang komuniste zatiral in med stranema je prišlo do državljanske vojne.

### Dekulakizacija, kolektivizacija in industrializacija: 1927–1931

#### Gospodarska politika
Za razvitimi državami zaostajamo za petdeset do sto let. To vrzel moramo zapolniti v desetih letih. To, ali pa nas bodo strli. To nam narekuje naša dolžnost do delavcev in kmetov ZSSR.

— Stalin februarja 1931
Sovjetska zveza je zaostajala za industrijskim razvojem zahodnih držav, v njej pa je tudi vladal primanjkljaj žita: v letu 1927 so ga pridelali le 70 % pridelka iz leta 1926. Stalinova vlada se je bala napada s strani Japonske, Francije, Združenega kraljestva, Poljske ali Romunije. Mnogi komunisti, tudi v Komsomolu, OGPU in Rdeči armadi, so se hoteli znebiti Nove ekonomske politike in njenega tržno usmerjenega pristopa. Imeli so pomisleke glede tistih, ki so od nje imeli korist: premožnih kmetov, znanih kot kulaki, in podjetnikov, »nepmanov«. Stalin se je tedaj obrnil proti NEP-u, kar ga je usmerilo še bolj levo od Trockega in Zinovjeva.
Leta 1928 je odpotoval v Novosibirsk, kjer je zatrdil, da kulaki kopičijo svoje žito, in odredil, da kulake aretirajo in žito zaplenijo. Na njegov ukaz so se po zahodni Sibiriji in Uralu pojavile enote za pridobivanje žita, ki so se s kmeti zapletale v nasilje. Stalin je odločil, da je tako kulake kot kmete srednjega razreda treba prisiliti, da državi odstopijo žito. Buharin in več drugih članov Centralnega komiteja je bilo jeznih na Stalina, ki je ta po njihovem prenagljen ukrep sprejel, ne da bi se posvetoval z njimi. Januarja 1930 je Politbiro odobril likvidacijo razreda kulakov; obtožene kulake so zbrali in izgnali v druge dele države ali v koncentracijska taborišča. Številni od njih so med potjo umrli. Do julija 1930 je politika dekulakizacije prizadela preko 320.000 gospodinjstev. Po pisanju Stalinovega biografa Dmitrija Volkogonova je bila dekulakizacija »prvi množični teror, ki ga je Stalin izvedel v lastni državi«.
Leta 1929 je Politbiro napovedal množično kolektivizacijo kmetijstva. Ustanovljene so bile kolektivne kmetije, kolhozi, in državne kmetije, sovhozi. Kulakom je Stalin prepovedal vključitev v kolektive. Čeprav je bila pridružitev kolektivom uradno prostovoljna, so se mnogi kmetje vključili iz strahu, da jih čaka usoda kulakov, ali zaradi zastraševanja s strani članov partije. Leta 1932 je bilo v kolektive včlanjenih okoli 62 % kmečkih gospodinjstev, do leta 1936 pa je število doseglo 90 %. Številni kolektivizirani kmetje so državi zamerili odvzem zasebnih kmetijskih površin in storilnost je upadla. V številnih krajih je izbruhnila lakota, Politbiro pa je na ta območja pogosto pošiljal pomoč v hrani.
V Ukrajini, severnem Kavkazu, južni Rusiji in osrednji Aziji so izbruhnili oboroženi upori proti dekulakizaciji in kolektivizaciji, ki so višek dosegli marca 1930. Zatrla jih je Rdeča armada. Stalin se je na vstaje odzval s člankom »Vrtoglavica od uspehov«, v katerem je vztrajal, da je bila kolektivizacija prostovoljna, za vsakršno nasilje pa je okrivil krajevne uradnike. Čeprav si je bil mnogo let blizu s Stalinom, je Buharin izrazil zaskrbljenost nad to politiko; označil jo je za vračanje k Leninovi stari politiki »vojnega komunizma« in verjel, da bo neuspešna. Do sredine leta 1928 ni bil zmožen zbrati zadostne podpore v partiji, da bi lahko nasprotoval reformam, novembra 1929 pa ga je Stalin odstranil iz Politbiroja.
Uradno je Sovjetska zveza zamenjala »neracionalnost« in »razsipnost« tržnega gospodarstva z načrtovanim gospodarstvom, urejenim po dolgoročnem, natančnem in znanstvenem ogrodju; v resnici je sovjetsko gospodarstvo temeljilo na priložnostnih ukazih iz središča, pogosto namenjenih dosegi kratkoročnih ciljev. Leta 1928 je bil sprejet prvi petletni načrt, ki je bil v glavnem osredotočen na spodbujanje težke industrije; dosežen je bil leto pred načrtovanim, leta 1932. Sovjetska zveza je doživela veliko gospodarsko preobrazbo. Odprli so nove rudnike, zgradili nova mesta kot Magnitogorsk in začeli graditi belomorsko-baltski prekop. Milijoni kmetov so se preselili v mesta, čeprav urbana stanovanjska gradnja ni zmogla izpolnjevati potreb. S kupovanjem strojev iz tujine so se nakopičili visoki dolgovi.
Številni od velikih gradbenih podvigov, vključno z belomorsko-baltskim prekopom in moskovsko podzemno železnico, so bili izvedeni pretežno s prisilnim delom. Odstranjeni so bili zadnji elementi delavskega nadzora nad industrijo, upravniki tovarn so dobili večja pooblastila in vse več privilegijev. Stalin je vse večje neenakosti v plačah branil z Marxovim argumentom, da so v začetnih stopnjah socializma te razlike nujne. Za spodbujanje delavnosti so uvedli več medalj in nagrad, kot tudi gibanje stahanovcev. Stalinovo sporočilo je bilo, da se v ZSSR vzpostavlja socializem, medtem ko se kapitalizem sesipa med zlomom Wall Streeta. Njegovi govori in članki so odsevali njegovo utopično videnje Sovjetske zveze, dvigajoče v višine človeškega razvoja brez primere in stvarajoče »novega sovjetskega človeka«.

#### Kulturna in zunanja politika
Leta 1928 je Stalin razglasil, da se bo z razvojem socializma okrepila razredna vojna med proletariatom in razrednimi sovražniki. Opozarjal je na »nevarnost z desne«, tudi v Komunistični partiji sami. Prvo večje montirano sojenje v ZSSR je bil »šahtijski proces« leta 1928, v katerem so 53 inženirjev srednjega razreda obtožili sabotaže. V letih 1929 in 1930 je sledilo še več montiranih sodnih postopkov, namenjenih ustrahovanju opozicije. Vedoč, da bi ruska narodnostna večina lahko imela težave z vladavino Gruzijca, je poviševal etnične Ruse po državni hierarhiji ter zapovedal uporabo ruščine v šolah in uradih, na območjih z nerusko večino skupaj s krajevnimi jeziki. Nacionalistična čustva med etničnimi manjšinami so zatrli. Za izboljšanje družbene discipline in spodbudo rasti prebivalstva so uvajali konservativne družbene politike, med njimi vzpodbujanje čvrstih družinskih enot in materinstva, vnovično prepoved homoseksualnosti, omejitve splava in ločitev ter ukinitev ženskega oddelka Ženotdel v centralnem komiteju partije.
Stalin je podpiral »kulturno revolucijo«, ki bi prebudila kulturo za »množice« in razširila kulturo, dotlej rezervirano za elito. Razširile so se šole, časopisi in knjižnice in pismenost je porasla. V umetnosti se je spodbujal socialistični realizem, medtem ko je Stalin osebno občudoval in se zavzemal za pomembne pisatelje, kot so bili Maksim Gorki, Mihail Šolohov in Aleksej Nikolajevič Tolstoj. Pokrovitelj je bil tudi znanstvenikom, katerih delo je ustrezalo njegovi vnaprej oblikovani interpretaciji marksizma; podpiral je na primer raziskave, ki jih je izvajal Trofim Lisenko, kljub temu da jih je večina znanstvenih sodobnikov zavračala kot psevdoznanstvene. Znova se je okrepilo vladino delovanje proti religiji, v okviru česar je povečala financiranje Zveze bojevitih ateistov. Krščanska, muslimanska in budistična duhovščina so se soočile s preganjanjem. Porušili so številne verske zgradbe; najodmevnejša je bila rušitev cerkve Kristusa Odrešenika v Moskvi z namenom pripraviti prostor za (nikoli dokončano) Palačo Sovjetov. Nad večino prebivalstva je religija obdržala vpliv: ob popisu prebivalstva leta 1937 se je 57 % izprašanih opredelilo za vernike.
V 1920. in nadaljnjih letih je Stalin dajal velik pomen zunanji politiki. Osebno se je sestal z vrsto obiskovalcev z Zahoda, med drugim z Georgom Bernardom Shawom in s Herbertom Georgom Wellsom, na katerih je pustil velik vtis. Preko Komunistične internacionale je Stalinova vlada izvajala močan vpliv na marksistične stranke drugje po svetu. Sprva je Stalin vodenje organizacije večinoma prepuščal Buharinu. Na 6. kongresu julija 1928 je odposlancem dejal, da glavna grožnja socializmu ne prihaja z desnice, marveč od nemarksističnih socialistov in socialdemokratov, ki jih je oklical za »socialne fašiste«; Stalin je opažal, da so v mnogih državah socialdemokrati glavni tekmeci marksistom-leninistom za podporo delavskega razreda. Namenjanje tolikšne pozornosti levičarskim tekmecem je skrbelo Buharina, ki je kot veliko večjo grožnjo dojemal fašizem in skrajno desnico, ki se je vzpenjala v Evropi. Po Buharinovem odhodu je Stalin upravljanje Komunistične internacionale dodelil Dmitriju Manuiljskemu in Josifu Pjatnickemu.
Stalin se je soočal s težavami v družinskem življenju: Leta 1929 je njegov sin Jakov poskušal storiti samomor; neuspeh mu je prinesel Stalinov prezir. Napet je bil tudi njegov odnos z ženo Nadjo, ki je trpela za duševnimi težavami in s katero se je pogosto prepiral. Novembra 1932 se je po družabni večerji, na kateri se je Stalin spogledoval z drugimi ženskami, Nadja ustrelila. Javnosti je bilo rečeno, da je umrla zaradi apendicitisa, Stalin pa je vzrok njene smrti prikril tudi svojim otrokom. Stalinovi prijatelji so opazili, da se je Stalin po ženini smrti vidno spremenil in postal čustveno hladnejši.

### Velike krize: 1932–1939

#### Lakota
Po Sovjetski zvezi se je razširilo nezadovoljstvo nad Stalinovo vlado. Družbeni nemiri, ki so bili dotlej večinoma omejeni na podeželje, so postajali čedalje očitnejši v mestnih območjih, kar je Stalina spodbodlo, da je leta 1932 zrahljal del gospodarske politike. Maja 1932 je uvedel sestav kolhoznih trgov, kjer so kmetje imeli možnost trgovati s presežki svojih pridelkov. Sočasno so se zaostrile kazenske sankcije: na Stalinovo pobudo so avgusta 1932 sprejeli odlok, po katerem je bilo s smrtjo moč kaznovati celo krajo pesti žita. Drugi petletni načrt je predvideval manjše proizvodne kvote od prvega, njegov glavni cilj pa je bilo izboljšanje življenjskih pogojev. Poudarek je bil na povečanju bivalnega prostora in proizvodnji potrošniških izdelkov. Tako kot prvega so tudi ta petletni načrt večkrat prilagodili spreminjajočemu stanju – povečali so na primer proizvodnjo oborožitve, potem ko je Adolf Hitler leta 1933 postal nemški kancler.
Sovjetsko zvezо je prizadela huda lakota, ki je vrhunec dosegla pozimi 1932–33 in vzela življenje petih do sedmih milijonov ljudi. Najhuje prizadeti območji sta bili Ukrajina in severni Kavkaz, čeprav je lakota doletela tudi Kazahstan in več ruskih pokrajin. Zgodovinarji so dolgo razpravljali, ali je Stalinova vlada lakoto povzročila namerno ali ne; ni znanih dokumentov, v katerih bi Stalin ali njegova vlada izrecno pozivala k uporabi pomanjkanja hrane za represijo nad prebivalstvom. Letina je bila v letih 1931 in 1932 slaba zaradi vremenskih pogojev, kar je sledilo večletnemu upadanju pridelka zaradi manjše produktivnosti. Vladna politika – vključno z osredotočanjem na hitro industrializacijo, podružbljenjem živine in dajanjem prednosti posejanim površinam pred kolobarjenjem – je težave še poglabljala; vlada tudi ni uspela zbrati zalog žita za takšno izredno stanje. Stalin je za lakoto krivil sovražne elemente in sabotaže med kmeti. Njegova vlada je na prizadeto podeželje pošiljala manjše količine hrane, kar pa je bilo veliko premalo, da bi ublažilo tolikšno lakoto. Sovjetska vlada je pri razdeljevanju zalog hrane dajala prednost mestni delovni sili; za Stalina je bila usoda industrializacije Sovjetske zveze veliko pomembnejša od življenj kmetov. Izvoz žita, s katerim je Sovjetska zveza v veliki meri odplačevala stroje, je močno upadel. Stalin ni priznaval, da je njegova politika prispevala k lakoti, katere obstoj so skrivali pred zunanjimi opazovalci.

#### Ideološke in zunanje zadeve
V letih 1935–36 je pod Stalinom nastala nova ustava. Mestoma je bila izrazito demokratična, kar pa je bilo propagandno orožje, saj je vsa oblast ležala v rokah Stalina in njegovega Politbiroja. Oznanil je, da je bil »socializem, ki je prva faza komunizma, v državi v osnovi dosežen«. Leta 1938 je bil izdan učbenik Zgodovina Komunistične partije Sovjetske zveze (boljševikov), pogovorno znan kot Kratki kurz, ki ga je zgodovinar Conquest pozneje opisal kot »osrednje besedilo stalinizma«. Izšlo je tudi nekaj odobrenih Stalinovih biografij, čeprav je Stalin imel rajši, da ga upodabljajo kot poosebljenje Komunistične partije, kot da bi raziskovali njegovo življenjsko zgodbo. Proti koncu 1930. let je Stalin postavil »nekaj omejitev svojega čaščenja«. Do leta 1938 se je Stalinov notranji krog polagoma ustalil z osebnostmi, ki so tam ostale do njegove smrti.
V želji po izboljšanju mednarodnih odnosov je Sovjetska zveza leta 1934 pristopila k Društvu narodov. Stalin je oktobra 1933, kmalu po njegovem prihodu na čelo Nemčije, navezal tajne stike s Hitlerjem. Stalin je Hitlerja občudoval, posebej njegovo izvedbo noči dolgih nožev, s katero je odstranil tekmece znotraj nacistične stranke. Vseeno je prepoznal grožnjo, ki jo je predstavljal fašizem, in si prizadeval za vzpostavitev boljših odnosov z liberalnimi demokracijami zahodne Evrope. Maja 1935 je Sovjetska zveza podpisala pogodbo o vzajemni pomoči s Francijo in Češkoslovaško. Na sedmem kongresu Komunistične internacionale v juliju in avgustu 1935 je sovjetska vlada spodbudila marksiste-leniniste, naj se združijo z ostalimi levičarskimi gibanji kot del ljudske fronte proti fašizmu. Protikomunistične vlade Nemčije, fašistične Italije in Japonske so odgovorile s podpisom Protikominternskega pakta leta 1936.
Ko je julija 1936 izbruhnila španska državljanska vojna, so Sovjeti levičarski republikanski frakciji poslali 648 letal in 407 tankov, skupaj s 3000 sovjetskimi vojaki in 42.000 pripadniki Mednarodnih brigad, ki jih je vzpostavila Komunistična internacionala. Stalin se je s stanjem v Španiji ukvarjal zelo osebno. Nemčija in Italija sta podprli nacionalistično frakcijo, ki je marca 1939 naposled zmagala. Po izbruhu druge kitajsko-japonske vojne leta 1937 sta Sovjetska zveza in Kitajska sklenili pakt o nenapadanju. Stalin je podprl Kitajce, ko so Kuomintang in kitajski komunisti prekinili svojo državljansko vojno in oblikovali združeno fronto, za katero si je prizadeval.

#### Velika čistka
Stalin je glede državne represije pogosto dajal nasprotujoče si znake. Maja 1933 je iz zapora izpustil številne ljudi, obsojene manjših prekrškov, in varnostnim službam naročil, naj ne izvajajo več množičnih aretacij in izgonov. Septembra 1934 je uvedel komisijo za preiskavo lažnih zapornih obsodb; istega meseca je pozval k usmrtitvi delavcev metalurške tovarne, obtoženih vohunjenja za Japonsko. Takšen mešani pristop se je pričel spreminjati decembra 1934, ko je bil umorjen vidni član partije Sergej Kirov. Po umoru je Stalin postal vse bolj zaskrbljen glede atentata nase, si povečal osebno varovanje in se redko sprehajal v javnosti. Državna represija se je po atentatu na Kirova povečala; Stalin je to spodbujal in varnost postavljal nad vse ostale ozire. Z odlokom je ustanovil trojke NKVD, ki so lahko odmerjale sodbe brez sodelovanja sodišč. Leta 1935 je naložil NKVD-ju, da z mestnih območij izžene osumljene protirevolucionarje; v začetku leta 1935 jih je bilo iz Leningrada pregnanih več kot 11.000. Leta 1936 je šef NKVD postal Nikolaj Ježov.
Stalin je orkestriral aretacije številnih nekdanjih nasprotnikov v komunistični partiji, kot tudi trenutnih članov centralnega komiteja: mnoge so ovadili kot koristolovce s podporo Zahoda, zaprli ali poslali v notranje izgnanstvo. Prvi od montiranih moskovskih procesov je potekal avgusta 1936; obtoženci, med njimi Kamenjev in Zinovjev, so bili spoznani za krive načrtovanja atentatov in usmrčeni. Drugi moskovski proces je potekal januarja 1937, tretji, na katerem sta bila Buharin in Rikov obtožena sodelovanja v trockistično-zinovjevski teroristični zaroti in obsojena na smrt, pa marca 1938. Do konca leta 1937 so iz Politbiroja izginili zadnji ostanki kolektivnega vodstva in Stalin je imel popoln nadzor nad njim. Iz Partije so množično izključevali člane, Stalin pa je tujim partijam ukazal, naj očistijo tudi protistalinistične elemente.
Represija se je še okrepila decembra 1936 in ostala zelo močna do novembra 1938; to obdobje je znano kot »velika čistka«. V drugi polovici leta 1937 so čistke presegle okvire partije in zajele širše prebivalstvo. Julija 1937 je politbiro odredil čistko »protisovjetskih elementov« v družbi, ki je zajela protistalinistične boljševike, nekdanje menjševike in socialistične revolucionarje, duhovščino, nekdanje pripadnike Bele armade in običajne prestopnike. Stalin in Ježov sta tega meseca podpisala ukaz NKVD št. 00447, ki je odredil 268.950 ljudi za aretacijo; od teh je bilo usmrčenih 75.950. Začel je tudi »nacionalne operacije«, ki so bile etnično čiščenje nesovjetskih narodnostnih skupin – med njimi Poljakov, Nemcev, Latvijcev, Fincev, Grkov, Korejcev in Kitajcev – z notranjimi ali zunanjimi izgoni. V obdobju čistk je bilo aretiranih okoli 1,6 milijona ljudi, 700.000 jih je bilo ustreljenih in neznano število je umrlo med mučenjem NKVD.
V 1930. in 1940. letih je NKVD izvajal atentate na prebežnike in nasprotnike v tujini. Avgusta 1940 so v Mehiki umorili Trockega, s čimer je bil odstranjen zadnji od Stalinovih nasprotnikov iz nekdanjega kolektivnega vodstva. V maju je sledila aretacija večine pripadnikov vojaškega vrhovnega poveljstva in vojske nasploh, pogosto na podlagi izmišljenih obtožb. Čistka je večino stare garde v partiji zamenjala z mlajšimi uradniki, ki niso poznali obdobja pred Stalinovim vodstvom in ki so veljali za osebno bolj vdane. Partijski funkcionarji so vestno izvajali ukaze in se poskušali prikupiti Stalinu, da ne bi sami postali žrtve čistk. Takšni funkcionarji so pogosto aretirali in usmrtili še več ljudi, kot je narekovala kvota Stalinove osrednje vlade.
Stalin je sprejel vse ključne odločitve v času terorja, osebno usmerjal nekatere od operacij in se zanimal za njihovo izvrševanje. O njegovih motivih za to so zgodovinarji pogosto razpravljali. Njegovi osebni zapisi iz tega obdobja so bili po besedah Hlevnjuka »nenavadno zaviti in nepovezani« ter polni trditev o sovražnikih, ki da ga obkrožajo. Posebej ga je skrbel uspeh, s kakršnim so v Španiji desničarske sile strmoglavile levičarsko vlado, in se bal domače pete kolone v prihodnji vojni z Japonsko in Nemčijo. Veliki teror se je končal, ko so Ježova odstranili s čela NKVD in zamenjali z Lavrentijem Berijo, ki je bil popolnoma vdan Stalinu. Ježova so aretirali aprila 1939 in usmrtili leta 1940. Teror je prizadel ugled Sovjetske zveze v tujini, zlasti med levičarskimi simpatizerji. Medtem ko je teror popuščal, je Stalin poskušal odvrniti odgovornost s sebe in za njegovo »pretiravanje« krivil Ježova. Po besedah zgodovinarja Jamesa Harrisa današnje raziskave arhivov kažejo, da Stalin čistk ni izvajal, da bi vzpostavil osebno diktaturo; pravi razlog naj bi po njegovem bil pretiran strah pred protirevolucijo.

## Druga svetovna vojna

### Pakt z Nemškim rajhom: 1939–1941
Kot marksist-leninist je Stalin pričakoval neizogiben konflikt med tekmujočimi kapitalističnimi silami; potem ko si je nacistična Nemčija leta 1938 priključila Avstrijo in nato del Češkoslovaške, je vedel, da je na obzorju vojna. Poskušal je ohranjati sovjetsko nevtralnost, upajoč, da bo vojna Nemčije s Francijo in Britanijo omogočila Sovjetski zvezi prevlado v Evropi. Z vojaško grožnjo se je Sovjetska zveza soočala tudi na vzhodu, kjer je v 1930. letih prihajalo do oboroženih spopadov z ekspanzionistično Japonsko. Stalin je začel kopičiti vojsko in od januarja 1939 do junija 1941 več kot podvojil Rdečo armado, čeprav so bili v mrzličnem širjenju mnogi častniki slabo izurjeni. K pomanjkanju izurjenih oficirjev ob izbruhu vojne je pripomogla tudi čistka v vojski v letih 1940–1941.
Ker Britanija in Francija nista kazali pripravljenosti za zavezništvo s Sovjetsko zvezo, je Stalin pričel iskati boljšo kupčijo z Nemčijo. 3. maja 1939 je zamenjal zahodno usmerjenega zunanjega ministra Maksima Litvinova z Vjačeslavom Molotovom. Maja 1939 je Nemčija začela pogajanja s Sovjetsko zvezo in ponudila, da si sili razdelita vzhodno Evropo. Stalin je v tem videl priložnost tako za ozemeljsko širitev kot za začasen mir z Nemčijo. Avgusta 1939 je Sovjetska zveza z Nemčijo podpisala pakt Ribbentrop-Molotov, sporazum o nenapadanju, ki sta ga izpogajala Molotov in nemški zunanji minister Joachim von Ribbentrop. Teden pozneje je Nemčija napadla Poljsko, Združeno kraljestvo in Francija pa sta Nemčiji napovedala vojno. 17. septembra je Rdeča armada vstopila na vzhodno Poljsko, uradno z namenom obnoviti red v razsuti državi. 28. septembra sta si Nemčija in Sovjetska zveza izmenjali nekaj osvojenega ozemlja: Nemčija je pridobila večinsko poljsko govoreča območja Lublinske pokrajine in del Varšavske pokrajine, medtem ko je Sovjetska zveza dobila Litvo. Kmalu zatem je bila v Stalinovi prisotnosti podpisana nemško-sovjetska mejna pogodba. Državi sta nadaljevali s trgovanjem, kar je spodkopavalo britansko trgovinsko blokado Nemčije.
Sovjetska zveza je nadalje zahtevala dele vzhodne Finske, kar je finska vlada zavrnila. Sovjetska zveza je novembra 1939 napadla Finsko, ta pa je kljub sovjetski številčni premoči uspela zadržati Rdečo armado. Mednarodna skupnost je podprla Finsko, Sovjetsko zvezo pa so izključili iz Društva narodov. Sovjeti, osramočeni zaradi nezmožnosti premagati Fince, so podpisali začasno mirovno pogodbo, s katero so pridobili nekaj delov finskega ozemlja. Junija 1940 je Rdeča armada okupirala baltske države, ki jih je avgusta prisilno priključila Sovjetski zvezi; napadli in anektirali so tudi Besarabijo in severno Bukovino, dela Romunije. Sovjeti so poskušali vnaprej preprečiti odpore na svojih novih vzhodnoevropskih ozemljih z množično represijo. Najodmevnejši je bil katinski pokol aprila in maja 1940, ko so usmrtili okoli 22.000 pripadnikov poljske vojske, policije in obveščevalne službe.
Hitrost nemške nadvlade in okupacije Francije je Stalina presenetila. Vse bolj se je osredotočal na spravo z Nemčijo, da bi odložil morebitne spopade z njo. Potem ko so sile osi Nemčija, Italija in Japonska oktobra 1940 podpisale trojni pakt, je Stalin predlagal, da bi se zavezništvu osi pridružila tudi ZSSR. Da bi izkazal miroljubnost do Nemčije, je Sovjetska zveza aprila 1941 podpisala pakt o nevtralnosti z Japonsko. Čeprav je bil de facto vodja države že petnajst let, je Stalin sklenil, da so odnosi z Nemčijo poslabšali do te mere, da mora težavo obvladati kot uradni vodja vlade: 6. maja 1941 je zamenjal Molotova na mestu premierja Sovjetske zveze.

### Nemška invazija: 1941–1942
Junija 1941 je Nemčija napadla Sovjetsko zvezo, s čimer je začela vojno na vzhodni fronti. Stalina je, čeprav so ga obveščevalne službe večkrat opozorile na nemške namere, napad presenetil. Oblikoval je državni obrambni komite, katerega vrhovni poveljnik je bil sam, in vojaško vrhovno poveljstvo (Stavka) z načelnikom Georgijem Žukovom. Nemška taktika bliskovite vojne je bila spočetka zelo uspešna: sovjetske zračne sile na zahodni meji so padle po dveh dneh. Nemški Wehrmacht je prodrl globoko na sovjetsko ozemlje; Ukrajina, Belorusija in baltske države so prešle pod nemško okupacijo, Leningrad pa so oblegali. Sovjetski begunci so preplavili Moskvo in okoliška mesta. Julija je nemška Luftwaffe že bombardirala Moskvo, oktobra pa se je pripravljala, da prestolnico napade z vsemu silami. Za sovjetsko vlado je bil narejen načrt za evakuacijo v Kujbišev, vendar se je Stalin odločil, da bo ostal v Moskvi, saj je verjel, da bi njegov pobeg prizadel moralo enot. Nemško napredovanje na Moskvo se je ustavilo po dveh mesecih boja v vedno bolj neugodnih vremenskih razmerah.
V nasprotju z nasveti Žukova in ostalih generalov je Stalin dajal prednost napadu pred obrambo. Junija 1941 je ukazal taktiko požgane zemlje, s katero so uničevali infrastrukturo in zaloge, preden bi se do njih dokopali Nemci, NKVD-ju pa je ukazal usmrtitev okoli 100.000 političnih zapornikov na območjih, ki se jim je približeval Wehrmacht. Napravil je čistko v vojaškem poveljstvu, številni so bili odstavljeni ali premeščeni, aretirani ali usmrčeni. Z ukazom št. 270 je vojakom zapovedal, naj se borijo do smrti, zajete pa označil za izdajalce. Med vojnimi ujetniki Nemcev se je znašel Stalinov sin Jakov, ki je v koncentracijskem taborišču tudi umrl. Julija 1942 je izdal ukaz št. 227, ki je samovoljno umikanje kaznoval s premestitvijo v »kazenske bataljone«, ki so bili topovska hrana na prvi frontni liniji. Med bojevanjem se tako nemška kot sovjetska vojska nista zmenili za vojno pravo, določeno z ženevskimi konvencijami. Sovjeti so na vso moč razglašali nemške pokole komunistov, Judov in Romov. Stalin je aprila 1942 podprl organizacijo Judovski protifašistični komite, da bi pridobil podporo Judov in mednarodne skupnosti za sovjetske vojne napore.
Sovjetska zveza se je povezala z Združenim kraljestvom in z Združenimi državami Amerike. V odziv na invazijo je okrepila industrijo v osrednji Rusiji, ki je proizvajala skoraj izključno vojaško opremo. Produktivnost je dosegla visoko raven in presegla nemško. Med vojno je bil Stalin popustljivejši do ruske pravoslavne cerkve in ji dovolil nadaljevanje nekatere dejavnosti, septembra 1943 pa se je sestal s patriarhom Sergejem. Dovolil je tudi več svobode kulturnega izražanja, kar je omogočilo dotlej zatiranim umetnikom, kot sta Ana Ahmatova in Dmitrij Šostakovič, da so lažje širili svoja dela. Internacionalo je zamenjala nova, domoljubnejša himna. Vlada je vse bolj spodbujala panslovanska čustva, kritizirala pa svetovljanstvo, zlasti zamisel »kozmopolitov brez korenin«, ki je bila uperjena predvsem proti sovjetskim Judom. Leta 1943 je bila razpuščena Kominterna, Stalin pa je tujim marksističnim-leninističnim strankam naročal, naj spodbujajo nacionalizem namesto internacionalizma, da bi si povečale privlačnost doma.
Aprila 1942 je Stalin preglasil Stavko z ukazom prvega resnega sovjetskega protinapada. Rdeča armada je poskušala zavzeti Harkov, ki je bil pod nemško okupacijo; napad je spodletel. Tega leta je Hitler za glavni cilj namesto splošne zmage na Vzhodni fronti zastavil zavarovanje naftnih polj na jugu Sovjetske zveze, ključnih za dolgoročni nemški vojni uspeh. Medtem ko so generali Rdeče armade zaznali, da bo Hitler svoje napore premaknil na jug, je Stalin to dojemal le kot bočne premike ob novem poskusu zavzetja Moskve. Junija 1924 je nemška vojska začela veliko ofenzivo v južni Rusiji in ogrozila Stalingrad. Stalin je Rdeči armadi ukazal, da mesto zadržijo za vsako ceno. Napad se je tako zavlekel v večmesečno bitko za Stalingrad. Decembra 1942 je za obrambo mesta zadolžil Konstantina Rokosovskega. Februarja 1943 so se nemške enote, ki so napadale Stalingrad, predale. Sovjetska zmaga v Stalingradu je pomenila velik preobrat v vojni; v spomin si je Stalin podelil čin maršala Sovjetske zveze.

### Sovjetski protinapad: 1942–1945
Do novembra 1942 je Sovjetska zveza začela uspešno odbijati nemške napade na strateške položaje na jugu. Čeprav je pri tem padlo 2,5 milijona Sovjetov, jim je to omogočilo prevzeti ofenzivo na vzhodni fronti za večino preostanka vojne. Nemčija je poskušala napasti sovjetske sile pri Kursku, kar so Sovjeti uspešno odbili. Do konca leta 1943 je Sovjetska zveza ponovno zavzela polovico ozemlja, ki ga je bila Nemčija zasedla v letih 1941–42. Od konca 1941 do začetka 1943 se je tudi znatno povečala sovjetska proizvodnja vojaške industrije, potem ko je Stalin tovarne preselil daleč vzhodno od fronte, na varno pred nemškimi napadi.
V zavezniških državah je med vojno podoba Stalina postajala vse bolj pozitivna. Leta 1941 je londonski filharmonični orkester odigral koncert v čast Stalinovemu rojstnemu dnevu, leta 1942 pa ga je revija Time imenovala za »osebnost leta«. Ko je Stalin izvedel, da ga na zahodu ljubkovalno imenujejo »striček Joe«, je bil sprva užaljen, saj se mu je to zdelo nespoštljivo. Med Stalinom, britanskim ministrskim predsednikom Winstonom Churchillom in ameriškim predsednikom Franklinom D. Rooseveltom, ki so postali znani kot »veliki trije«, je ostajalo medsebojno nezaupanje. Churchill je odletel v Moskvo na obisk k Stalinu avgusta 1942 in ponovno oktobra 1944. Stalin je med vojno redko zapustil Moskvo, Churchilla in Roosevelta pa je težila njegova nepripravljenost potovati na srečanje z njima.
Novembra 1943 se je Stalin sestal z Rooseveltom in s Churchillom v Teheranu, mestu po njegovi izbiri. Na tej konferenci sta se Stalin in Roosevelt dobro razumela, pri čemer sta si oba želela razpad Britanskega imperija po vojni. V Teheranu se je trojica strinjala, da je za preprečitev ponovnega vojaškega vzpona Nemčijo treba razkosati. Roosevelt in Churchill sta tudi pristala na Stalinovo zahtevo po odprtju zahodne fronte, ki bi razbremenila vzhodno; to sta storila sredi leta 1944. Stalin je vztrajal, da bi si po vojni Sovjetska zveza priključila del Poljske, ki ga je zasedla po paktu Ribbentrop-Molotov, čemur je Churchill nasprotoval. Roosevelt in Churchill sta se strinjala s Stalinovo ozemeljsko zahtevo po nemškem mestu Königsberg. Pozneje leta 1944 je Churchill pristal na Stalinov predlog, da po vojni Jugoslavija, Madžarska, Romunija in Bolgarija pridejo pod sovjetsko vplivno območje, Grčija pa pod zahodno.
Leta 1944 je Sovjetska zveza močno napredovala čez vzhodno Evropo proti Nemčiji, vključno z operacijo Bagration, veliko ofenzivo v Beloruski SSR proti nemški armadni skupini Center. Leta 1944 je izrinila nemško vojsko iz baltskih držav (razen s Kurlandskega polotoka), ki si jih je nato znova priključila. Medtem ko je Rdeča armada znova zavzemala Kavkaz in Krim, so različne etnične skupine v teh pokrajinah – Kalmike, Čečene, Inguše, Karačajce, Balkare in Krimske Tatare – obtožili kolaboracije z Nemčijo. Po načelu kolektivne odgovornosti je Stalinova vlada ukinila njihove avtonomne republike in med letoma 1943 in 1944 izgnala večino njenih pripadnikov v Srednjo Azijo in Sibirijo. Zaradi te politike je bilo izgnanih več kot milijon ljudi.
Februarja 1945 so se »veliki trije« voditelji sestali na Jaltski konferenci. Roosevelt in Churchill sta se uklonila Stalinovi zahtevi, da Nemčija Sovjetski zvezi plača 20 milijard dolarjev odškodnine in da si Sovjetska zveza lahko priključi Sahalin in Kurilsko otočje v zameno za napad na Japonsko. Sklenili so tudi sporazum, da bo povojni Poljski vladala koalicija tako komunističnih kot konservativnih predstavnikov. Sam pri sebi je Stalin Poljsko nameraval spraviti pod popoln sovjetski vpliv. Rdeča armada je zadržala pomoč poljskim upornikom v varšavski vstaji, ker je Stalin verjel, da bo katerakoli zmagovalna poljska sila ovirala njegova prizadevanja po podreditvi Poljske. Čeprav je to skrival pred zavezniki, se je Stalin potrudil, da je Sovjetska zveza prva zavzela Berlin, v veri, da mu bo to omogočilo obvladati večji del Evrope. Churchill je to zaslutil in neuspešno skušal prepričati ZDA, da bi si zahodni zavezniki morali prizadevati za isti cilj.

### Zmaga: 1945
Aprila 1945 je Rdeča armada zavzela Berlin, Hitler je storil samomor in maja se je Nemčija vdala. Stalin je hotel, da bi Hitlerja zajeli živega; njegove posmrtne ostanke je dal prenesti v Moskvo, da bi preprečil, da bi postali relikvija nacističnih simpatizerjev. Med zavzemanjem nemškega ozemlja je Rdeča armada odkrila uničevalna taborišča, ki so jih upravljali nacisti. Številni sovjetski vojaki so po Nemčiji in vzhodni Evropi plenili in posiljevali, Stalin pa jih ni hotel kaznovati. Ko se je glede početja sovjetskih vojakov pritožil jugoslovanski komunist Milovan Đilas, je Stalin odvrnil, da kako naj vojak po grozotah vojne »še normalno reagira? In kaj je tako groznega, če se po takšnih strahotah pozabava z žensko?«
S porazom Nemčije je Stalin preusmeril svojo pozornost na vojno z Japonsko in na Daljni vzhod premestil pol milijona enot. Zavezniki so pritiskali nanj, naj vstopi v vojno, hotel pa je tudi utrditi strateški položaj Sovjetske zveze v Aziji. 8. avgusta, med ameriškima jedrskima bombardiranjema Hirošime in Nagasakija, je sovjetska vojska vdrla v Mandžurijo pod japonsko okupacijo in premagala vojsko Kvantung. Oboje je privedlo do japonske vdaje in konca vojne. Sovjetske sile so napredovale, dokler niso zavzele vsega ozemlja, ki jim je pripadlo, vendar so ZDA preprečile sodelovanje Rdeče armade pri zavezniški okupaciji Japonske.
V juliju in avgustu 1945 se je Stalin udeležil Potsdamske konference z novim britanskim ministrskim predsednikom Clementom Attleejem in z novim predsednikom ZDA Harryjem Trumanom. Na konferenci je Stalin ponovil obljube, ki jih je bil dal Churchillu, da se bo vzdržal »sovjetizacije« vzhodne Evrope. Stalin je zahteval, naj se Nemčiji naloži vojna odškodnina brez ozira na potrebna sredstva za preživljanje nemških državljanov, kar je skrbelo Trumana, ki sta mislila, da bi Nemčija tako postala finančno breme zahodnim silam. Zavzemal se je tudi za »vojni plen«, ki bi Sovjetski zvezi dovolil neposredno prilaščanje imetja premaganih narodov brez omejitev, in dodana je bila klavzula, ki je to omogočala z nekaterimi omejitvami. Nemčijo so razdelili na štiri okupacijska območja – sovjetsko, ameriško, britansko in francosko – na enak način pa so razdelili tudi Berlin, ki je ležal v sovjetskem območju.

## Povojno obdobje

### Povojna obnova in lakota: 1945–1947
Po vojni je bil Stalin – po besedah Servicea – na »vrhuncu svoje kariere«. V Sovjetski zvezi je splošno veljal za utelešenje zmage in domoljubja. Njegova vojska je obvladovala srednjo in vzhodno Evropo do reke Labe. Junija 1945 je Stalin prejel naslov generalisima in z Leninovega mavzoleja spremljal parado zmage, ki jo je vodil Žukov na moskovskem Rdečem trgu. Na večerji, ki so jo priredili vojaškim poveljnikom, je opisal Ruse kot »izjemen narod« in »vodilno silo« v Sovjetski zvezi; s tem je prvič nedvoumno povzdignil Ruse nad ostale narode Sovjetske zveze. Leta 1946 je država izdala Stalinova Zbrana dela. Leta 1947 je objavila drugo izdajo Stalinove uradne biografije, ki ga je še bolj poveličevala kot predhodna. Dnevno so ga citirali v Pravdi, njegove slike pa so visele na zidovih številnih delovnih mest in domov.
Svojemu utrjenemu mednarodnemu položaju navkljub je Stalin ostal na preži za notranjimi nasprotovanji in željo po spremembah med prebivalstvom. Skrbela ga je tudi njegova vračajoča se vojska, ki je bila v Nemčiji izpostavljena širokemu naboru potrošniških dobrin, od katerih so številne naplenjene prinašali s seboj; to ga je spominjalo na dekabristično vstajo ruskih vojakov leta 1825, ki so se vrnili iz premagane Francije po napoleonskih vojnah. Sovjetske vojne ujetnike je po povratku v Sovjetsko zvezo poslal na preverjanje v »filtracijskih« taborih, kjer so v odkrivanju morebitnih izdajalcev zaslišali 2.775.700 ljudi. Okoli polovico so jih nato zaprli v delovna taborišča. V baltskih državah, kjer je bilo veliko opozicije sovjetski vladavini, so začeli izvajati programe dekulakizacije in deklerikalizacije, ki so povzročili 142.000 izgonov med letoma 1945 in 1949. Sistem delovnih taborišč, gulagov, so nadalje razširili. Do januarja 1953 so bili trije odstotki sovjetskega prebivalstva zaprti ali v notranjem izgnanstvu, od tega 2,8 milijona v »posebnih naseljih« na osamljenih območjih in 2,5 milijona v taboriščih, kazenskih kolonijah in zaporih.
NKVD je bil zadolžen za popis uničenja, ki je nastalo med vojno. Ugotovil je, da je bilo uničenih 1710 mest in 70.000 vasi, da je umrlo med 26 in 27 milijonov prebivalcev Sovjetske zveze, še milijoni pa so bili ranjeni, podhranjeni ali osiroteli. Po vojni so nekateri Stalinovi tovariši predlagali spremembe vladnih politik. Povojna sovjetska družba je bila v več pogledih strpnejša kot pred vojno; Stalin je ruski pravoslavni cerkvi dovolil obdržati cerkve, ki jih je odprla v času vojne, akademikom in umetnikom je bila dopuščena večja svoboda kot do leta 1941. Da bi se spopadla z inflacijo in spodbudila obnovo gospodarstva, je sovjetska vlada decembra 1947 devalvirala rubelj in ukinila sistem živilskih knjižic. Leta 1947 je bila ukinjena smrtna kazen, ki pa je bila znova vzpostavljena leta 1950.
Stalinovo zdravje je pešalo in konec leta 1945 so ga težave s srcem prisilile v dvomesečni dopust. V njem je naraščala bojazen, da bi ga visoke politične in vojaške osebnosti lahko poskušale odstaviti; vsem je preprečeval, da bi postali dovolj vplivni, da bi mu predstavljali konkurenco, v njihova stanovanja pa je dal namestiti prisluškovalne naprave. Degradiral je Molotova in bil za ključne položaje vse bolj naklonjen Lavrentiju Beriji in Georgiju Malenkovu. Leta 1949 je vpoklical Nikito Hruščova iz Ukrajine v Moskvo, kjer ga je postavil za sekretarja Centralnega komiteja in za vodjo moskovske veje partije. V čistki, znani kot »leningrajski primer«, je vodstvo tega mesta obtožil izdajstva; mnoge obtožene so usmrtili leta 1950.
V povojnem obdobju je v sovjetskih mestih pogosto prihajalo do pomanjkanj hrane. V letih 1946–1947 je ZSSR doživela množično lakoto, ki sta jo zanetila suša in slaba letina leta 1946, poslabšala pa vladna politika preskrbe s hrano, ki je ustvarjala zaloge hrane in jo prekomerno izvažala, namesto da bi jo pošiljala na prizadeta območja. Današnje ocene kažejo, da je od podhranjenosti ali bolezni umrlo milijon do milijon in pol ljudi. Medtem ko je bila kmetijska proizvodnja v zastoju, se je Stalin osredotočal na vrsto infrastrukturnih projektov, na primer gradnjo hidroelektrarn, prekopov in železniških prog proti polarnemu severu. Številne so zgradili s prisilnim delom zapornikov.

### Politika hladne vojne: 1947–1950
Po drugi svetovni vojni je Britanski imperij doživel zaton, s čimer sta vodilni svetovni sili ostali ZDA in Sovjetska zveza. Napetosti med nekdanjima zaveznikoma so se krepile in prerasle v hladno vojno. Čeprav je Stalin javno opisoval britansko in ameriško vlado kot agresivni, je menil, da mu ne grozi vojna z njima in da verjetno sledi več desetletij miru. Okrepil je tajni razvoj jedrskega orožja, katerega namen je bil ustvariti atomsko bombo, vendar je predvideval, da nobena od sil ne želi jedrskega spopada in da se »jedrsko orožje skoraj ne more uporabiti, ne da bi to pomenilo konec sveta«. Za razvoj orožja se je močno zanimal osebno. Avgusta 1949 so bombo uspešno preizkusili v stepi blizu Semipalatinska v Kazahstanu. Stalin je tudi znova okrepil vojsko in jo z 2,9 milijona vojakov, kolikor jih je štela leta 1949, do 1953 povečal na 5,8 milijona.
ZDA so pričele uveljavljati svoje interese na vseh celinah, pridobile so zračne baze v Aziji in Afriki in poskrbele, da so v Latinski Ameriki na oblast prišli proameriški režimi. Junija 1947 je država sprožila Marshallov načrt, s katerim je nameravala spodkopati sovjetsko prevlado v vzhodni Evropi. Kot del načrta je ponujala tudi denarno podporo pod pogojem, da odprejo svoja tržišča, zavedajoč se, da Sovjeti nikoli ne bodo pristali na to.
Zavezniki so zahtevali, da Stalin odstrani svojo vojsko iz severnega Irana. Stalin je to sprva zavračal, kar je povzročilo mednarodno krizo leta 1946, leto kasneje pa se je uklonil in umaknil sovjetske enote. Z namero povečati sovjetski vpliv na svetovni ravni je neuspešno poskušal doseči, da bi Libija – nedavno osvobojena izpod italijanske okupacije – postala sovjetski protektorat. Molotova je poslal v San Francisco na pogajanja za oblikovanje Organizacije združenih narodov, vztrajajoč, da Sovjetska zveza dobi mesto v Varnostnem svetu. Aprila 1949 so zahodne sile ustanovile Organizacijo severnoatlantske pogodbe (NATO), vojaško zavezništvo kapitalističnih držav. V zahodnih državah so Stalina pričeli prikazovati kot »najzlobnejšega živečega diktatorja« in ga primerjati s Hitlerjem.
Leta 1948 je Stalin uredil in napisal dele knjige Ponarejevalci zgodovine, sprva objavljeno kot serijo člankov v Pravdi. Delo je nastalo kot odziv na javno razkritje nemško-sovjetskega zavezništva leta 1939 in je za vojno krivilo zahodne sile. Lažno je zatrjevalo, da uspešno nemško napredovanje v začetnem delu vojne ni bilo posledica sovjetske vojaške šibkosti, temveč nameren strateški umik. Leta 1949 so s proslavami obeležili Stalinov uraden 70. rojstni dan in Stalin se je udeležil dogodka v Bolšoj teatru z evropskimi in azijskimi marksističnimi-leninističnimi voditelji.

#### Vzhodni blok
Po vojni si je Stalin prizadeval ohraniti sovjetsko prevlado nad vzhodno Evropo in obenem povečati vpliv v Aziji. Ob pozornem spremljanju odzivov zahodnih zaveznikov ni hitel z nastavljanjem komunističnih vlad v vzhodnoevropskih državah, temveč je sprva poskrbel, da so marksisti-leninisti pristali v koalicijskih ministrstvih. V nasprotju z baltskimi državami je zavrnil možnost priključitve novih komunističnih držav Sovjetski zvezi in jih priznal kot neodvisne narodne države. Težavo mu je predstavljalo dejstvo, da je v vzhodni Evropi ostalo malo marksistov, saj so številne ubili nacisti. Od Nemčije in njenih zaveznikov Madžarske, Romunije in Slovaške republike je zahteval plačilo vojnih odškodnin. Ker je v vzhodnoevropskih državah socializem uvedla invazija in ne delavska revolucija, jih je Stalin namesto »diktature proletariata« imenoval »ljudske demokracije«, saj da v njih obstaja prosocialistično zavezništvo iz delavskega, kmečkega in spodnjega srednjega razreda.
Churchill je opisal, da se je čez Evropo spustila »železna zavesa« in ločila Vzhod od Zahoda. Septembra 1947 je na Poljskem potekalo srečanje vzhodnoevropskih komunističnih voditeljev, na katerem so oblikovali Informbiro (Kominform) za usklajevanje komunističnih partij v Vzhodni Evropi ter Italiji in Franciji. Stalin se srečanja ni osebno udeležil, temveč je nanj poslal Andreja Ždanova. Razni komunistični voditelji so obiskovali Stalina v Moskvi, kjer jim je svetoval glede njihovih zamisli, nasprotoval je na primer jugoslovanski zamisli balkanske federacije, ki bi vključevala Albanijo in Bolgarijo. V posebej napetih odnosih je Stalin bil z Josipom Brozom Titom, ki si je še naprej prizadeval za vzpostavitev balkanske federacije in za sovjetsko pomoč komunistom v grški državljanski vojni. Marca 1948 je Stalin sprožil kampanjo proti Titu in jugoslovanske komuniste obtožil pustolovstva ter odklona od marksistične-leninistične doktrine. Na drugi konferenci Informbiroja junija 1948 v Bukarešti so se vsi vzhodnoevropski komunistični voditelji odpovedali Titovi vladi in jo obtožili, da so fašisti in agenti zahodnega kapitalizma. Stalin je naročil več poskusov atentata na Tita in pretehtaval invazijo na Jugoslavijo.
Stalin je predlagal ustanovitev združene, a demilitarizirane Nemčije in upal, da bo bodisi prišla pod sovjetski vpliv bodisi ostala nevtralna. Ko sta ZDA in Združeno kraljestvo temu naprej nasprotovala, je Stalin skušal doseči svoje, tako da je junija 1948 začel blokado Berlina. Špekuliral je, da nasprotne strani ne bodo tvegale vojne, vendar so zahodni Berlin oskrbovali z letali do maja 1949, ko se je Stalin uklonil in končal blokado. Septembra 1949 so zahodne sile Zahodno Nemčijo pretvorile v neodvisno Zvezno republiko Nemčijo, na kar je Sovjetska zveza oktobra odgovorila z ustanovitvijo Vzhodne Nemčije kot Nemške demokratične republike. Za Poljsko so zahodne sile v skladu z dotedanjimi dogovori pričakovale, da bo postala neodvisna država s svobodnimi demokratičnimi volitvami. Sovjeti so različne poljske socialistične stranke združili v Poljsko združeno delavsko stranko, ki je z volilnimi prevarami prišla na oblast. Prirejene so bile tudi volitve leta 1947 na Madžarskem, na katerih je oblast dobila Madžarska delavska stranka. Na Češkoslovaškem, kjer so komunisti imeli podporo med prebivalstvom, so bili leta 1946 izvoljeni za največjo stranko. V Bolgariji in Romuniji so ukinili monarhijo. Po Vzhodni Evropi so uveljavljali sovjetski model z ukinitvijo političnega pluralizma, kolektivizacijo kmetijstva in vlaganjem v težko industrijo.

#### Azija
Na Kitajskem je oktobra 1949 oblast prevzel komunistični voditelj Mao Cetung. Marksistične vlade so tedaj nadzirale tretjino svetovnega ozemlja. Zasebno je Stalin priznal, da je podcenjeval kitajske komuniste in ni pričakoval njihove zmage v državljanski vojni, namesto česar jih je bil spodbujal k novemu miru s Kuomintangom. Decembra 1949 je Mao obiskal Stalina. Po začetnem Stalinovem zavračanju sta podpisala sporazum o prijateljstvu, zavezništvu in medsebojni pomoči, ki je zamenjal predhodni sporazum iz leta 1945, znatno ugodnejši za Sovjetsko zvezo kot za Kitajsko. Stalin se je bal, da bo Mao sledil Titovemu zgledu in se osvobodil izpod sovjetskega vpliva, in je opozoril, da bo v primeru svojega nezadovoljstva Kitajski odrekel podporo; Kitajska je podporo po desetletjih državljanske vojne obupno potrebovala.
Ob koncu druge svetovne vojne sta Sovjetska zveza in ZDA razdelili Korejski polotok, dotlej japonsko kolonijo, vzdolž 38. vzporednika, na zahodu nastavili komunistično in na jugu prozahodno vlado. Severnokorejski voditelj Kim Il-sung je obiskal Stalina marca 1949 in marca 1950; hotel je izvesti invazijo na jug in čeprav ga Stalin sprva ni želel podpreti, se je maja 1950 strinjal. Junija 1950 je severnokorejska vojska z napadom na jug sprožila korejsko vojno, se hitro prebila in zavzela Seul. Stalin in Mao sta pričakovala hitro zmago. ZDA so se obrnile na Varnostni svet ZN, ki ga je Sovjetska zveza bojkotirala zaradi nepriznavanja Maove vlade, in vojaško podprla Južno Korejo. Vojska pod ameriškim vodstvom je Severno Korejo potisnila nazaj. Stalin se je hotel izogniti neposrednemu sovjetskemu spopadu z ZDA, Kitajsko pa je prepričeval, naj pomaga Severni Koreji.
Sovjetska zveza je bila med prvimi državami, ki so leta 1948 priznale novoustanovljeno državo Izrael. Ko je Sovjetsko zvezo obiskala izraelska odposlanka Golda Meir, so Stalina razjezile judovske množice, ki so se zbrale, da bi jo pozdravile. Še bolj ga je jezila krepitev zavezništva med Izraelom in ZDA. Potem ko se je Stalin razšel z Izraelom, je v Sovjetski zvezi in državah Vzhodnega bloka začel protijudovsko kampanjo. Novembra 1948 je ukinil Judovski protifašistični komite, nekaterim njegovim članom pa so sodili v montiranih procesih. Sovjetski tisk je napadal sionizem, judovsko kulturo in »kozmopolitstvo brez korenin«, v sovjetski družbi pa je naraščal protisemitizem. Stalinovo vse večje dopuščanje protisemitizma je morda izviralo iz naraščajočega ruskega nacionalizma ali iz spoznanja, da je Hitlerju protisemitizem služil kot učinkovito mobilizacijsko sredstvo; Jude je morda videl kot »protirevolucionaren« narod, katerega pripadniki naj bi bili zvesti ZDA. Obstajale so nikoli dokazane govorice, da Stalin naklepa izgon vseh sovjetskih Judov v Judovsko avtonomno oblast v vzhodni Sibiriji.

### Zadnja leta: 1950–1953
V starejših letih je bil Stalin slabega zdravja. Jemal si je vedno daljše počitnice: leta 1950 in ponovno 1951 je skoraj pet mesecev preživel na dopustu v svoji dači v Abhaziji. Vseeno ni zaupal zdravnikom; leta 1952 je dal zapreti zdravnika, po tem, ko mu je ta priporočil upokojitev. Septembra 1952 so aretirali več kremeljskih zdravnikov, ki naj bi naklepali umore visokih politikov (zadeva je postala znana kot »zdravniška zarota«); številni obtoženi so bili Judje. Da bi izsilil priznanje, je ukazal mučenje aretiranih zdravnikov. Novembra je na Češkoslovaškem potekal proces, na katerem so Rudolfa Slánskega in 12 drugih visokih predstavnikov komunistične partije obtožili in obsodili kot sodelavce orjaške sionistično-ameriške zarote za zrušitev vlad vzhodnega bloka. Istega meseca je v Ukrajini potekalo razvpito sojenje domnevnim judovskim industrijskim saboterjem. Leta 1951 je začel »mingrelski primer«, čistko v gruzijski veji komunistične partije, katere posledica je bilo preko 11.000 izgonov.
Od leta 1946 do smrti je Stalin imel le tri javne govore, od katerih sta dva trajala le po nekaj minut. Upadla je tudi količina njegovega pisnega gradiva. Leta 1950 je objavil članek Marksizem in vprašanja jezikoslovja, ki je odseval njegovo zanimanje za vprašanja ruske narodne edinosti. Leta 1952 je bila objavljena njegova zadnja knjiga, Gospodarski problemi socializma v ZSSR; z njo je skušal podati navodila za vodenje države po svoji smrti. Oktobra 1952 je imel na konstitutivnem plenumu centralnega komiteja enoinpoluren govor. Poudaril je, katere so po njegovem vodstvene lastnosti, potrebne v prihodnosti, in izpostavil šibkosti raznih mogočih naslednikov, zlasti Molotova in Mikojana. Ob tej priložnosti je tudi nadomestil politbiro s številčnejšim organom, ki ga je imenoval »prezidij«, in ukinil svoj položaj generalnega sekretarja centralnega komiteja, ostal pa je eden od sekretarjev in ohranil popoln nadzor nad partijo.

#### Smrt, pogreb in posledice
1. marca 1953 je osebje v dači v Kuncevem našlo polzavestnega Stalina na tleh spalnice; doživel je znotrajmožgansko krvavitev. Dvignili so ga na kavč, kjer je ostal tri dni. Hranili so ga po žličkah, mu dajali zdravila in injekcije ter tudi pijavke. 2. marca so v dačo poklicali Svetlano in Vasilija; slednji je bil pijan in je kričal na zdravnike, zato so ga poslali domov. Stalin je umrl 5. marca 1953. Po besedah Svetlane je to bila »težka in strašna smrt«. Avtopsija je razkrila, da je umrl za znotrajmožgansko krvavitvijo in da so bile njegove možganske arterije močno poškodovane od ateroskleroze. Obstaja možnost, da je bil Stalin umorjen. Kot mogoči morilec se omenja Berija, vendar se za to nikoli ni pojavil trden dokaz.
Stalinovo smrt so oznanili 6. marca. Njegovo truplo so balzamirali in za tri dni razstavili v moskovskem Domu sindikatov. Množice so bile tolikšne, da so do smrti poteptali okoli 100 ljudi. Pogreba v Leninovem mavzoleju, ki je potekal 9. marca, so se udeležili stotisoči. Tega meseca je poraslo število aretacij zaradi »protisovjetske agitacije«, ko je policija odkrivala ljudi, ki so praznovali Stalinovo smrt. Kitajska vlada je razglasila obdobje žalovanja.
Stalin ni zapustil naslednika ali ogrodja za prenos oblasti. Centralni komite se je sestal na dan njegove smrti in kot ključne osebnosti partije so se izpostavili Malenkov, Berija in Hruščov. Obnovljen je bil sistem kolektivnega vodstva in uvedeni ukrepi, ki so preprečevali vnovičen pojav avtokratske prevlade. Kolektivno vodstvo je sestavljalo osem visokih članov prezidija centralnega komiteja KPSZ (našteti v vrstnem redu z uradne predstavitve 5. marca 1953): Georgij Malenkov, Lavrentij Berija, Vjačeslav Molotov, Kliment Vorošilov, Nikita Hruščov, Nikolaj Bulganin, Lazar Kaganovič in Anastas Mikojan. Takoj je prišlo do reform Sovjetske zveze: gospodarska reforma je zmanjšala obdavčitve kmetov za spodbudo produktivnosti, omejila velikanske gradbene projekte in se namesto tega osredotočila na stanovanjsko gradnjo. Novi voditelji so si prizadevali za vnovično zbližanje z Jugoslavijo in za manj napete odnose z ZDA ter izpogajali konec korejske vojne julija 1953. Izpustili so zaprte zdravnike in ustavili protisemitske čistke. Obsojene za nepolitične zločine so množično pomilostili in s tem prepolovili število zapornikov v državi, medtem ko so varnostne službe in gulagi doživeli reformo; aprila 1953 so prepovedali mučenje.

## Politična ideologija
Po lastnih trditvah je Stalin pri petnajstih letih sprejel marksizem, ki mu je skozi življenje služil kot vodilna filozofija; po Kotkinu je Stalin imel »goreča marksistična prepričanja«, medtem ko je Montefiore namigoval, da naj bi za Stalina imel »kvazireligiozen« pomen. Čeprav ni nikoli bil gruzijski nacionalist, so se v njegovem zgodnjem obdobju v njegovih pogledih elementi gruzijskega nacionalizma zlili z marksizmom. Zgodovinar Alfred J. Rieber je spomnil, da je Stalin odrasel v »družbi, v kateri je bil upor globoko zakoreninjen v folkloro in ljudske obrede«. Stalin je verjel, da je marksizem treba prilagajati razvoju dogajanja; leta 1917 je rekel, da »obstaja dogmatični marksizem in obstaja kreativni marksizem. Jaz sem za slednjega.« Volkogonov je domneval, da naj bi Stalinov marksizem oblikovalo njegovo »dogmatično« razmišljanje, ki naj bi se sovjetskemu voditelju vcepilo med izobraževanjem v verskih ustanovah. Po Robertu Serviceu je Stalinova »peščica inovacij v ideologiji bila surov, dvomljiv razvoj marksizma«. Nekatere od njih so namesto iz prave intelektualne predanosti izhajale iz politične preračunljivosti; Stalin se je na ideologijo pogosto obračal naknadno, da bi upravičil svoje odločitve. Stalin se je imel za praktika, bolj praktičnega revolucionarja kot teoretika.
Kot marksist in ekstremen protikapitalist je Stalin verjel, da je neizbežen »razredni boj« med svetovnim proletariatom in buržoazijo. Verjel je, da bo proletariat v boju uspešen in vzpostavil diktaturo proletariata, Sovjetsko zvezo pa je videl kot primer takšne države. Verjel je tudi, da bo proletarska država morala uvesti represivne ukrepe proti tujim in domačim »sovražnikom«, da bi zagotovila popoln zlom premožnih razredov, in da se bo zato z napredovanjem socializma razredni boj okrepil. Kot propagandno orodje je uporabljal sramotenje »sovražnikov«, ki naj bi bili krivci za vse pomanjkljive gospodarske in politične izide, stiske ljudstva in vojaške neuspehe. Nova država naj bi nato zmogla državljanom zagotoviti dostop do dela, hrane, bivališča, zdravstva in izobraževanja, razsipnost kapitalizma pa naj bi izkoreninil novi, standardizirani ekonomski sistem. Po pisanju Sandla se je Stalin posvetil »ustvarjanju družbe, ki bi bila industrializirana, kolektivizirana, načrtovana iz središča in tehnološko napredna«.
Stalin je bil zvest leninistični različici marksizma. V svoji knjigi O osnovah leninizma je trdil, da »je leninizem marksizem dobe imperializma in proletarske revolucije«. Razglašal se je za vdanega leninista, čeprav – po Serviceu – »ni bil slepo pokoren leninist«. Stalin je Lenina spoštoval, vendar ne nekritično, in se je oglasil, kadar je menil, da Lenin nima prav. V obdobju svoje revolucionarne dejavnosti je Stalin imel nekatere Leninove nazore in dejanja za neobrzdane dejavnosti razvajenega emigranta, ki naj bi bile kontraproduktivne za boljševike znotraj Ruskega imperija. Po oktobrski revoluciji so se nestrinjanja nadaljevala. Medtem ko je Lenin verjel, da se bodo vse evropske in azijske države po proletarski revoluciji voljno združile v eno državo, je Stalin menil, da narodni ponos tega ne bo dopuščal in da se bodo morale oblikovati ločene socialistične države. Po njegovem države, kot je Nemčija, ne bi bile pripravljene postati del federacije pod rusko prevlado. Stalinov biograf Oleg Hlevnjuk je vseeno verjel, da je dvojica skozi leta razvila »močno vez«, medtem ko je Kotkin zapisal, da naj bi prijateljstvo z Leninom bilo »edinstvena in najpomembnejša vez v Stalinovem življenju«. Po Leninovi smrti se je Stalin pri vodenju države opiral na Leninove zapise – veliko bolj kot na Marxove in Engelsove. Stalin je prevzel leninistični nazor, da proletariat potrebuje revolucionarno gonilno silo, ki ga bo vodila, namesto da proletariat vodi njo. Ob takšnem vodenju je verjel, da ljudstvo potrebuje močno osrednjo figuro, podobno carju, okoli katere se lahko zbere – po njegovih besedah, »ljudje potrebujejo carja, ki ga lahko častijo in za katerega lahko živijo in delajo«. Posebej je preučil in občudoval dva carja: Ivana Groznega in Petra Velikega. V kultu osebnosti, ki se je ustvaril okrog njega, so ga imenovali vožd (»vodja« – enakovredno italijanskemu duceju in nemškemu firerju).
Iz leninizma je Stalin razvil stalinizem in medtem ko se je sam izogibal govoriti o »marksizmu-leninizmu-stalinizmu«, je ostalim to dopuščal. Po Leninovi smrti je sodeloval v teoretičnih razpravah znotraj komunistične partije, razvil je zamisel »socializma v eni državi«. Ta koncept je bil zapleteno povezan z boji med znotrajstrankarskimi frakcijami, posebej proti Trockemu. Zamisel je prvič razvil decembra 1924 in jo dalje razvijal v svojih zapisih v 1925–26. Stalinova doktrina je bila, da se socializem v Rusiji lahko dokonča, a da njegova dokončna zmaga ni zagotovljena zaradi grožnje kapitalističnega posredovanja. Iz tega razloga je ohranil leninistični pogled, da je za dokončno zmago socializma še vedno nujna svetovna revolucija. Čeprav je zadržal marksistični nazor, da bo s preobrazbo socializma v čisti komunizem država izginila, je verjel, da bo sovjetska država ostala do dokončnega poraza mednarodnega kapitalizma. Ta koncept je marksistične in leninistične misli združila z nacionalističnimi vzori, služil pa je tudi za jemanje ugleda Trockemu – ki je zagovarjal zamisel »večne revolucije« – tako da ga je predstavil kot malodušneža brez zaupanja v zmožnost ruskega delavstva, da zgradi socializem.
Narodi so bili za Stalina slučajne entitete, ki jih je oblikoval kapitalizem in bi se lahko spojile med seboj. Verjel je, da bi se na koncu vsi narodi zlili v enotno, svetovno človeško skupnost, in vse narode obravnaval kot po naravi enakovredne. V svojem delu je zapisal, da bi etničnim manjšinam znotraj ruskega imperija morala biti na voljo »pravica do odcepitve«, da pa jih k tej poti ne bi smeli spodbujati. Menil je, da bi nad njimi, če bi postali popolnoma neodvisni, nadzor prevzeli njihovi najbolj reakcionarni elementi; kot primer je navajal večinoma nepismene Tatare, ki da bi končali pod prevlado svojih mul. Judje so po njegovem posedovali »nacionalni značaj«, niso pa »narod« in se zato ne dajo asimilirati. Trdil je, da je judovski nacionalizem, zlasti sionizem, sovražen do socializma. Po besedah Hlevnjuka je Stalin uskladil marksizem z imperializmom velikih sil in ga širitev imperija postavlja ob bok ruskim carjem. Service je trdil, da je bil Stalinov marksizem prežet z veliko mero ruskega nacionalizma. Po pisanju Montefiora je bilo Stalinovo sprejetje ruskega naroda pragmatično, saj so bili Rusi jedro prebivalstva ZSSR, in ne zavračanje gruzijskega porekla. Zaradi prodiranja Sovjetske zveze na zahod v vzhodno Evropo je bil deležen obtožb o ruskem imperializmu.

## Osebno življenje in značaj
Stalin je surovo, pretkano, neutrudljivo vzpostavil osebno diktaturo znotraj boljševiške diktature. Nato je sprožil in izvedel krvavo socialistično prenaredbo celotnega nekdanjega imperija, predsedoval zmagi v največji vojni v zgodovini človeštva in Sovjetsko zvezo napravil epicenter svetovnih zadev. Bolj kot katerekoli druge zgodovinske osebnosti, celo Gandhija ali Churchilla, se biografija Stalina ... navsezadnje približa zgodovini sveta.

— Stephen Kotkin
Stalin je bil po narodnosti Gruzijec, njegov materni jezik je bila gruzinščina in ruščine se je začel učiti šele pri osmih ali devetih letih. Na svojo gruzijsko identiteto je ostal ponosen in pri govorjenju ruščine vse življenje ohranil močan gruzijski naglas. Montefiore opisuje, da je Stalin kljub naklonjenosti Rusiji in Rusom ostal popolnoma gruzijski v življenjskem slogu in v osebnosti. Tovariši so ga opisovali kot »azijskega«, nekemu japonskemu novinarju pa je sam rekel, da »nisem Evropejec, temveč Azijec, poruseni Gruzijec«. Service je zapisal, da Stalin »nikoli ni bil Rus«, nikoli ne bi mogel priti skozi kot Rus in se nikoli ni poskušal pretvarjati, da je. Montefiore je menil, da je Stalin »po letu 1917 postal štirinacionalen: Gruzijec po narodnosti, Rus po lojalnosti, internacionalist po ideologiji in Sovjet po državljanstvu«.
Stalin je imel mehak glas, ruščino je govoril počasi in pazljivo izbiral besede. V zasebnosti se je grobo izražal, čeprav se je v javnosti tega vzdržal. Redko je govoril pred velikimi občinstvi in se je raje izražal v pisni obliki. Označevali so ga za slabega govornika. Po pisanju Volkogonova je bil Stalinov slog govora »preprost in jasen, brez izmišljotin, privlačnih fraz ali teatralnosti«. Njegov slog pisanja je bil podoben, preprost in jedrnat. Skozi življenje je uporabljal različne vzdevke in psevdonime, med njimi »Koba«, »Soselo« in »Ivanov«, ime »Stalin«, ki pomeni »jekleni«, je začel uporabljati leta 1912.
Odrasel je Stalin meril 163 centimetrov. Da bi bil videti višji, je nosil podložene škornje in na paradah stal na manjši ploščadi. Njegov obraz je bil brazgotinast od črnih koz iz otroštva, kar so na fotografijah pred objavo retuširali. Rodil se je z zraščenima prstoma na levi nogi, njegova leva roka pa je bila od otroštva trajno poškodovana in zato krajša in okornejša od desne; poškodba je verjetno nastala, ko je pri 12 letih vanj trčila kočija.
V mladosti je Stalin gojil zanemarjen videz iz upora estetskim vrednotam srednjega razreda. Leta 1907 je imel dolge lase in si pogosto puščal brado. Oblečen je bil največkrat v tradicionalno gruzijsko čerkesko ali v rdečo satenasto srajco s sivim plaščem in črnim klobukom. Od leta 1918 do svoje smrti se je oblačil v vojaškem slogu, najpogosteje v dolge črne škornje, svetle tunike brez ovratnika in s pištolo. Vse življenje je bil kadilec in je kadil pipo ter cigarete. Njegove materialne zahteve niso bile velike in živel je preprosto, s cenenimi oblačili ter pohištvom; bolj kot bogastvo ga je zanimala moč.
Kot sovjetski voditelj se je Stalin običajno prebudil okoli 11. ure, kosilo so mu postregli med 15. in 17. uro in večerjo ne prej kot ob 21. uri. Zatem je delal pozno v noč. Pogosto je večerjal z ostalimi člani politbiroja in njihovimi družinami. Kot voditelj je poredko zapustil Moskvo, razen ko se je odpravil v katero od svojih dač. Nerad je potoval in se ni maral voziti z letalom. Njegova izbira priljubljene počitniške hiše se je z leti spreminjala, vendar je v letih 1925 do 1936 in 1945 do 1951 vsako leto dopustoval na jugu Sovjetske zveze. Skupaj z ostalimi visokimi funkcionarji je imel dačo v Zubalovem, 35 kilometrov iz Moskve, a jo je po Nadeždinem samomoru leta 1932 prenehal uporabljati. Po letu 1932 je na dopust najraje hodil v Abhazijo, kjer je prijateljeval s tamkajšnjim voditeljem Nestorjem Lakobo. Njegova dača v Kuncevem, 9 kilometrov od Kremlja, je bila zgrajena leta 1934 in je postala njegova glavna rezidenca. Leta 1935 je začel uporabljati novo dačo, ki mu jo je ponudil Lakoba v Novem Atosu. Leta 1936 si je dal zgraditi dačo v Holodni Rečki na abhaški obali.

### Osebnost
Trocki in več drugih sovjetskih osebnosti so zatrjevali, da je Stalin povprečnež. To mišljenje je v času njegovega življenja zunaj Sovjetske zveze postalo splošno sprejeto, vendar je bilo zavajajoče. Stalinov biograf Montefiore je zapisal, da je »iz sovražnih in prijateljskih pričevanj enako jasno, da je bil Stalin vedno izjemen, že od otroštva«. Stalinovo razmišljanje je bilo kompleksno, imel je velik samonadzor in odličen spomin. Bil je trd delavec in je izkazoval veliko željo po učenju; ko je bil na oblasti, je temeljito analiziral številne podrobnosti sovjetskega življenja, od filmskih scenarijev do arhitekturnih načrtov in vojaške opreme. Po besedah Volkogonova sta »Stalinovo zasebno in delovno življenje bili eno in isto«. Od politične dejavnosti si ni jemal prostih dni.
Pred različnimi občinstvi je Stalin zmogel igrati različne vloge in vešč je bil prevar; drugim je pogosto skrival svoje prave motive in cilje. Številni zgodovinarji so se glede Stalinove osebnosti strinjali z opisom Lazarja Kaganoviča, da je obstajalo »več Stalinov«. Bil je dober organizator s strateškim razmišljanjem, druge pa je presojal po njihovi notranji moči, praktičnosti in bistrosti. Priznaval je, da zna biti grob in žaljiv, vendar je v jezi redko povzdignil glas. S starostjo in slabšanjem zdravja je postajal čedalje bolj nepredvidljiv in zlovoljen. Kljub robatemu vedenju je znal biti zelo očarljiv; kadar je bil sproščen, se je šalil in posnemal druge. Montefiore je menil, da je bil ta šarm »temelj njegove moči v partiji«.
Stalin je bil neusmiljen, krut po značaju, njegova nagnjenost k nasilju je bila velika celo za boljševika. Manjkalo mu je sočutja, kar se je po mnenju Volkogonova še poglobilo med prestajanjem številnih zaporov in izgonov, po drugi strani pa je bil sposoben prijaznih dejanj do neznancev, celo sredi velikega terorja. Bil je prepričan v svoj prav, zamerljiv in maščevalen, pri zamerah do drugih pa je vztrajal dolga leta. Do 1920. let je postal tudi sumničav in zarotniški, nagnjen k prepričanju, da ljudje kujejo zaroto proti njemu in da za dejanji nesoglasij stojijo velike mednarodne zarote. Nikoli se ni udeleževal mučenj ali usmrtitev, čeprav je Service menil, da je poniževanje in sramotenje ljudi Stalina »globoko zadovoljevalo« in da je celo bližnje sodelavce rad puščal v stanju »neprestanega strahu«. Montefiore je bil mnenja, da je surovost Stalina zaznamovala kot »naravnega ekstremista«; Service je namignil, da je bil Stalin nagnjen k paranoični in sociopatski osebnostni motnji. Drugi zgodovinarji njegove brutalnosti niso pripisovali osebnostni motnji, temveč njegovi neomajni predanosti preživetju Sovjetske zveze in mednarodne marksistične-leninistične zadeve.

Težko mi je združiti uslužnost in spoštovanje, ki mi ju je izkazoval osebno, s pošastno okrutnostjo njegovih množičnih usmrtitev. Ostali, ki ga niso osebno poznali, v Stalinu vidijo zgolj tirana. Jaz sem spoznal tudi njegovo drugo stran – njegovo visoko inteligenco, tisto odlično razumevanje podrobnosti, njegovo ostroumnost in osupljiv človeški čut, ki ga je bil sposoben pokazati, vsaj v letih vojne. Zdel se mi je bolje obveščen od Roosevelta, bolj realističen od Churchilla, v nekaterih ozirih najučinkovitejši od vojnih voditeljev. /.../ Moram priznati, da Stalin zame ostaja najbolj zagonetna in protislovna osebnost, kar sem jih poznal – končno besedo pa puščam sodbi zgodovine.

— ameriški veleposlanik W. Averell Harriman
Stalin se je močno zanimal za umetnost in občudoval umetniški dar. Ščitil je več sovjetskih pisateljev, na primer Mihaila Bulgakova, celo tedaj, ko so njihova dela veljala za škodljiva režimu. Imel je rad glasbo, posedoval je okrog 2700 plošč in v 1930. in 1940. letih redno obiskoval Bolšoj teater. Njegov okus za glasbo in gledališče je bil konservativen, klasično dramo, opero in balet je imel rajši od tega, kar je odklanjal kot eksperimentalni »formalizem«. Tradicionalne oblike je imel rajši tudi v vizualni umetnosti in ni maral avantgardnih slogov, kot sta bila kubizem in futurizem. Bil je nenasiten bralec in v njegovi knjižnici je bilo preko 20.000 knjig. Od tega je bilo malo leposlovja, vendar je znal na pamet citirati odlomke del Aleksandra Puškina, Nikolaja Nekrasova in Walta Whitmana. Zanimale do ga zgodovinske študije in ostajal na tekočem z zgodovinskimi razpravami o Rusiji, Mezopotamiji, starem Rimu in Bizancu. Bil je samouk in trdil, da na dan prebere tudi po 500 strani; Montefiore ga je imel za intelektualca. Stalin je rad gledal filme v poznih večernih urah v kinematografih, ki so delovali v Kremlju in v njegovih dačah. Navdušen je bil nad vesterni, njegov najljubši film pa je bila komedija Volga-Volga iz leta 1938.
Bil je dober igralec biljarda in zbiratelj žepnih ur. Zabavale so ga šale, kot je nastavljanje paradižnikov na stole članom politbiroja. Na družabnih dogodkih je goste spodbujal k petju in k pitju alkohola; upal je, da mu bodo drugi v opitem stanju razkrivali svoje skrivnosti. Kot otrok je izkazoval ljubezen do cvetja in v kasnejšem življenju postal vnet vrtnar. Pri Kuncevem je imel 20-hektarski park, kjer se je posvečal kmetovanju.
Stalin je javno obsojal protisemitizem, čeprav ga je bil večkrat sam obtožen. Njegovi znanci, med njimi Hruščov, so namigovali, da je dolgo gojil odklonilna čustva do Judov, protisemitske težnje v njegovi politiki pa je še podžgal njegov boj proti Trockemu, ki je bil Jud. Po Stalinovi smrti je Hruščov trdil, da ga je Stalin napeljeval k netenju protisemitizma v Ukrajini, pri čemer naj bi mu rekel, da bi »dobrim delavcem v tovarni morali dati palice, da namlatijo te Jude«. Leta 1946 je Stalin domnevno na samem dejal, da »je vsak Jud možen vohun«. Conquest je zatrdil, da je Stalin, čeprav je imel judovske sodelavce, spodbujal protisemitizem. Service je opozoril, da v Stalinovih objavljenih delih »ni neizpodbitnih dokazov« o protisemitizmu, čeprav so njegove zasebne izjave in javna dejanja »nesporno spominjala na surovo sovraštvo do Judov«; dodal je, da je v svojem življenju Stalin »bil prijatelj, sodelavec ali voditelj neštetim posameznim Judom«. Po pričevanjih Berije je Stalin imel afere z več Judinjami.

### Razmerja in družina
Prijateljstvo je bilo Stalinu pomembno in izrabljal ga je za pridobitev in vzdrževanje moči. Kotkin je opazil, da je Stalin »v splošnem težil k sebi podobnim: intelektualnim parvenijem skromnega porekla«. Svojim najljubšim sodelavcem je dajal vzdevke, Ježova je na primer imenoval »moja robida«. Bil je družaben in je užival v šalah. Po pisanju Montefiora so Stalinova prijateljstva »nihala med ljubeznijo, občudovanjem in strupenim ljubosumjem«. V času vodenja Sovjetske zveze je ostal v stikih s številnimi starimi gruzijskimi prijatelji ter jim pošiljal pisma in denar.
Po Montefioru je bil Stalin v mladosti »redko videti brez dekleta«. Bil je spolno promiskuiteten, vendar je redko govoril o svojem spolnem življenju. Montefiore je pisal, da so Stalinov tip ženske bile »mlade voljne najstnice ali živahne kmečke ženske«, ki bi ga podpirale in mu ne bi nasprotovale. Po besedah Servicea je Stalin »videl ženske kot vir spolne zadovoljitve in domačega udobja«. Stalin se je dvakrat poročil in imel več potomcev.
S prvo ženo, Jekaterino Svanidze, se je poročil leta 1906. Montefiore je zapisal, da je bil to »pravi zakon iz ljubezni«, Volkogonov pa, da je bila ona »verjetno edino človeško bitje, ki ga je resnično ljubil«. Ko je umrla, je Stalin dejal: »To bitje je omehčalo moje kamnito srce.« Imela sta sina Jakova, ki je Stalina pogosto jezil. Jakovu se je rodila hči Galina, preden ga je med služenjem Rdeči armadi v drugi svetovni vojni zajela nemška vojska in je v koncentracijskem taborišču storil samomor.
Stalinova druga žena je bila Nadežda Alilujeva. Njun zakon ni bil lahek in pogosto sta se prepirala. Rodila sta se jima dva otroka – sin Vasilij in hči Svetlana – poleg tega sta leta 1921 posvojila Artjoma Sergejeva. Med zakonom z Nadeždo je Stalin imel afere s številnimi ženskami, med njimi mnogimi sorevolucionarkami in ženami revolucionarjev. Nadežda je sumila na to in leta 1932 je storila samomor. Vasilija je Stalin imel za razvajenega in pogosto kaznoval njegovo obnašanje; vseeno je kot Stalinov sin Vasilij hitro napredoval v Rdeči armadi in dopuščali so mu razsipen življenjski slog. V nasprotju z njim je imel ljubeč odnos s Svetlano, dokler je bila otrok, zelo rad pa je imel tudi Artjoma. Odnos s Svetlano je pozneje postal napet, ko ni odobraval njenih snubcev in mož. Po drugi svetovni vojni si je jemal malo časa za otroke in družina je v njegovem življenju igrala vse manj pomembno vlogo. Po Stalinovi smrti je Svetlana spremenila priimek v Alilujeva in pozneje prebegnila v ZDA.
Po Nadeždini smrti si je bil Stalin blizu z njeno svakinjo Ženjo Alilujevo. Montefiore je menil, da sta verjetno bila ljubimca. Obstajale so nedokazane govorice, da je po letu 1934 imel razmerje s svojo gospodinjo Valentino Istomino. Stalin je imel vsaj dva nezakonska otroka, ki ju ni nikoli priznal kot svoja. Eden od njiju, Konstantin Kuzakov, je kasneje poučeval filozofijo na leningrajskem vojaško mehaničnem inštitutu, z očetom pa se nikoli ni spoznal. Drugega, Aleksandra, je vzgojil podeželski ribič, oblasti pa so ga prisilile priseči, da ne bo nikoli razkril, da je Stalin njegov biološki oče.

## Zapuščina
Zgodovinar Robert Conquest je zapisal, da je Stalin verjetno »določil potek dvajsetega stoletja« bolj kot katerikoli drug posameznik. Biografi, kot sta Service in Volkogonov, so ga imeli za pomembnega in izjemnega politika; za Montefiora je bil »tista redka kombinacija: tako 'intelektualec' kot morilec«, človek, ki je bil »temeljni politik«, in »najbolj nerazumljiv in fascinanten od velikanov dvajsetega stoletja«. Po besedah zgodovinarja Kevina McDermotta razlage Stalina obsegajo »od klečeplaznih in lizunskih do jedkih in obsojajočih«. Večina zahodnjakov in protikomunističnih Rusov ima do njega silno odklonilen odnos kot do množičnega morilca, medtem ko znatno število Rusov in Gruzijcev v njem vidi velikega državnika.
Stalin je okrepil in stabiliziral Sovjetsko zvezo. Service je menil, da bi brez njega država razpadla že mnogo pred letom 1991. V manj kot treh desetletjih je Stalin preobrazil Sovjetsko zvezo v svetovno industrijsko silo, ki je dosegla »osupljive dosežke« na področju urbanizacije, vojaške moči, izobrazbe in sovjetskega ponosa. Pod njegovo vladavino je pričakovana življenjska doba v državi narasla in smrtnost upadla po zaslugi izboljšanja življenjskih razmer, prehrane in zdravstvene oskrbe. Čeprav so ga milijoni državljanov sovražili, je imel v sovjetski družbi vseeno široko podporo. Vprašanje je, ali je bil Stalin potreben za gospodarski razvoj Sovjetske zveze; nekateri zagovarjajo, da je po letu 1928 njegova politika morda bila samo še omejujoči dejavnik.
Stalinova Sovjetska zveza je veljala za totalitarno državo, Stalin pa za avtoritarnega voditelja. Različni biografi so ga označili za diktatorja, avtokrata ali ga obtožili, da izvaja cezarizem. Montefiore trdi, da čeprav je Stalin spočetka vladal kot del oligarhije komunistične partije, se je vlada iz te oligarhije leta 1934 pretvorila v osebno diktaturo, Stalin pa je »absolutni diktator« postal šele med marcem in junijem 1937, ko je odstranil osebnosti na visokih položajih v vojski in NKVD. Po besedah Kotkina je Stalin »vzpostavil osebno diktaturo znotraj boljševiške diktature«. Tako v Sovjetski zvezi kot drugod so ga začeli upodabljati kot »orientalskega despota«. Dmitrij Volkogonov ga je označil za »eno od najmočnejših osebnosti v zgodovini človeštva«. McDermott je zapisal, da je Stalin »v svojih rokah zbral toliko politične oblasti kot še nihče pred njim«. Service trdi, da se je Stalin do 1930. let »bolj približal osebnemu despotizmu kot skoraj katerikoli monarh v zgodovini«.
McDermott je vseeno posvaril pred »preveč poenostavljenimi stereotipi« – kakršne so s svojimi deli podpirali pisatelji kot Aleksander Solženicin, Vasilij Grosman in Anatolij Ribakov – ki upodabljajo Stalina kot vsemogočnega in vseprisotnega tirana, ki je z represijo in totalitarnostjo nadziral vsak vidik sovjetskega življenja. Podobno je Service opozarjal pred upodobitvijo Stalina kot »neoviranega despota« z opazko, da »čeprav je bil mogočen, njegova moč ni bila neomejena« in da je njegova vladavina bila odvisna od njegove pripravljenosti ohraniti sovjetsko strukturo, ki jo je nasledil. Kotkin je opazil, da je Stalinova zmožnost obdržati oblast vedno temeljila na tem, da ima večino v politbiroju. Hlevnjuk piše, da so se ob različnih trenutkih, zlasti ko je bil Stalin star in šibak, pojavljale »periodične manifestacije«, v katerih je partijska oligarhija ogrozila njegov avtokratski nadzor. Tujim obiskovalcem je Stalin zanikal, da bi bil diktator, in zatrjeval, da tisti, ki ga tako označujejo, ne razumejo strukture upravljanja Sovjetske zveze.
O Stalinu je bilo izdane ogromno literature. V času njegovega življenja so bile njegove odobrene biografije v veliki meri hagiografske. Stalin je skrbel, da so posvečale čim manj pozornosti njegovemu zgodnjemu življenju, zlasti ker ni hotel poudarjati svojega gruzijskega izvora v državi z rusko večino. Po njegovi smrti so nastale številne nove biografije, ki pa so do 1980. let večinoma temeljile na enih in istih virih informacij. V času vladavine Mihaila Gorbačova so zgodovinarjem dovolili dostop do raznih dotlej zaupnih arhivov o Stalinovem življenju. Stalin je tedaj postal »ena najbolj perečih in neobhodnih zadev v javni razpravi« v Sovjetski zvezi. Po razpadu Sovjetske zveze leta 1991 so se za zgodovinarje odprli še preostali arhivi, s čimer je na dan prišla množica novih podatkov o Stalinu in začela se je poplava novih raziskav.
Leninisti v svojih pogledih na Stalina ostajajo razdeljeni: nekateri ga imajo za Leninovega pristnega naslednika, medtem ko drugi menijo, da se je Leninovim naukom z oddaljitvijo od njih izneveril. Veliko razprave je bila deležna tudi socialno-gospodarska narava Stalinove Sovjetske zveze, ki so jo uvrstili različno kot obliko državnega socializma, državnega kapitalizma, birokratskega kolektivizma ali popolnoma edinstven način proizvodnje. Socialistični pisci, kot je Volkogonov, so priznali, da je Stalinovo početje omadeževalo »velikansko privlačnost socializma, ki jo je sprožila oktobrska revolucija«.

### Smrtni davek in obtožbe genocida
Zaradi velikega števila presežnih smrti med njegovo vladavino so Stalina označili za »eno najzloglasnejših osebnosti v zgodovini«. Za smrti so bili krivi kolektivizacija, lakota, pohodi terorja, bolezni, vojne in umrljivosti v gulagih. Ker smrti pod Stalinom večinoma niso bili neposredni uboji, je točno število žrtev stalinizma zahtevno določiti, saj se strokovnjaki ne strinjajo glede tega, katere smrti se lahko pripišejo režimu.
Uradne listine razkrivajo, da je bilo med letoma 1921 in 1953 v Sovjetski zvezi izvedenih 799.455 dokumentiranih usmrtitev, od tega 681.692 med letoma 1937–1938, v času velike čistke. Po raziskavah Michaela Ellmana je dandanes najboljša ocena smrtnega davka represije v veliki čistki 950.000–1,2 milijona, kar vključuje usmrtitve, smrti v priporih in takoj po izpustitvi. Poleg tega je, medtem ko arhivski podatki navajajo 1.053.829 smrti v gulagih od 1934 do 1953, trenutno zgodovinsko soglasje, da je od 18 milijonov ljudi, ki so v letih 1930 do 1953 šli skozi taborišča, za posledicami zapora umrlo med 1,5 in 1,7 milijona ljudi. Zgodovinar in raziskovalec arhivov Stephen G. Wheatcroft ter Michael Ellman pripisujeta stalinističnemu režimu približno 3 milijone smrti, vključujoč usmrtitve in smrti od zanemarjenosti. Število žrtev lakote Wheatcroft in zgodovinar R. W. Davies ocenjujeta na 5,5–6,5 milijona, medtem ko humanist Steven Rosefielde zagovarja število 8,7 milijona. Leta 2011 je zgodovinar Timothy D. Snyder povzel podatke, na voljo od odprtja sovjetskih arhivov v 1990. letih, in zatrdil, da je Stalinov režim odgovoren za 9 milijonov smrti, od tega 6 milijonov namernih ubojev. Zatrjuje, da je ocena mnogo nižja od ocen o 20 milijonih in več, ki so jih navajali, dokler arhivi niso bili dostopni.
Zgodovinarji še naprej razpravljajo, ali je ukrajinsko lakoto 1932–1933, v Ukrajini znano kot golodomor, primerno imenovati genocid. Šestindvajset držav ga uradno prepoznava pod pravno definicijo genocida. Leta 2006 ga je kot takega prepoznal ukrajinski parlament, leta 2010 pa je ukrajinsko sodišče Stalina, Lazarja Kaganoviča, Stanislava Kosiorja in ostale sovjetske voditelje posthumno obsodilo genocida. Med ukrajinskimi nacionalisti je razširjeno prepričanje, da je Stalin zavestno organiziral lakoto, da bi zadušil narodne želje med Ukrajinci. To razlago sodobnejše zgodovinske raziskave zavračajo. Te sklepajo, da čeprav je Stalinova politika znatno pripomogla k visoki umrljivosti, ni dokazov, da bi Stalin ali njegova vlada lakoto res načrtovala. Prepričanje, da so bili Ukrajinci tarče napada z lakoto, zapleta dejstvo, da je trpljenje splošno prizadelo tudi ostale etnične skupine, vključno z Rusi. V Ukrajini so v enakem deležu kot Ukrajinci umirali tudi etnični Poljaki in Bolgari. Kljub odsotnosti dokazov o Stalinovi nameri pa zgodovinar Norman Naimark pripominja, da čeprav morda ni zadostnih »dokazov, da bi ga na mednarodnem sodišču obsodili kot krivega genocida, /.../ to ne pomeni, da dogodka samega ne bi mogli presoditi kot genocida«.

### V Sovjetski zvezi in državah naslednicah
Kmalu po njegovi smrti je Sovjetska zveza doživela obdobje destalinizacije. Malenkov je obsodil Stalinov kult osebnosti, ki so ga poslej kritizirali v Pravdi. Leta 1956 je Hruščov na zaprti seji partijskega 20. kongresa imel »tajni govor« z naslovom O kultu osebnosti in njegovih posledicah. V njem je obsodil Stalina tako zaradi množične represije kot zaradi kulta osebnosti. Svoje obtožbe je ponovil na 22. kongresu partije oktobra 1962. Oktobra 1961 so Stalinovo truplo odstranili iz mavzoleja in ga pokopali v nekropoli ob kremeljskem obzidju, kjer so grob označili samo s preprostim doprsnim kipom. Stalingrad so preimenovali v Volgograd.
Hruščovova destalinizacija sovjetske družbe se je ustavila, ko ga je na mestu voditelja leta 1964 zamenjal Leonid Brežnjev, ki je v Sovjetski zvezi uvedel stopnjo ponovne stalinizacije. Leta 1969 in znova 1979 so predlagali načrte za popolno rehabilitacijo Stalinove zapuščine, ki pa so jih preprečili kritiki tako iz sovjetskih kot iz mednarodnih marksističnih-leninističnih krogov. Pod Mihailom Gorbačovom so Stalina v celoti obsodili, kot naj bi bilo potrebno za obnovo sovjetske družbe. Po propadu Sovjetske zveze leta 1991 je prvi predsednik nove Ruske federacije Boris Jelcin nadaljeval Gorbačovovo kritiko Stalina, k temu pa dodal še obsodbo Lenina. Njegov naslednik Vladimir Putin ni poskušal rehabilitirati Stalina, je pa namesto stalinistične represije dal poudarek slavi sovjetskih dosežkov pod Stalinovim vodstvom. Leta 2017 je Putin v Moskvi otvoril Zid žalosti, spomenik žrtvam političnega zatiranja, in dejal, da »grozljive preteklosti« ne bo »opravičilo nič«, niti »izbrisalo iz narodovega spomina«.
Sredi družbenih in gospodarskih pretresov po razpadu Sovjetske zveze so se mnogi spominjali Stalinove vladavine kot urejenega, predvidljivega in ponosnega obdobja. Stalin ostaja spoštovana osebnost med številnimi ruskimi nacionalisti, ki se z nostalgijo spominjajo sovjetske zmage nad nacistično Nemčijo v drugi svetovni vojni, z odobravanjem pa se sklicujejo nanj tako na ruski skrajni levici kot na skrajni desnici. Javnomnenjske raziskave organizacije Levada-Center kažejo, da je leta 2017 o Stalinu imelo pozitivno mnenje 46 % anketiranih Rusov, leta 2019 pa 51 %. Istočasno je v Rusiji porasla količina prostalinistične literature, velik delež katere je temeljil na napačno prikazanem ali ponarejenem arhivskem gradivu. Ta literatura opisuje Stalinovo represijo bodisi kot nujen ukrep za zmago nad »sovražniki ljudstva«, bodisi kot delovanje nižjih organov brez Stalinove vednosti.
Edini predel nekdanje Sovjetske zveze, kjer je občudovanje Stalina ostalo venomer razširjeno, je Gruzija, čeprav so pogledi Gruzijcev izredno razdeljeni. Številni Gruzijci zavračajo kritike Stalina, najslavnejše osebnosti iz sodobne zgodovine tega naroda. V anketi, ki jo je leta 2013 izvedla Državna univerza v Tbilisiju, je 45 % Gruzijcev izrazilo »pozitiven odnos« do njega. V anketi ameriškega Pew Researcha leta 2017 je 57 % Gruzijcev odgovorilo, da je v zgodovini igral pozitivno vlogo, medtem ko jih je za Mihaila Gorbačova tako odgovorilo 18 %.
Nekaj pozitivnega odnosa je moč zaslediti tudi drugje v nekdanjih sovjetskih republikah. V anketi iz leta 2012, ki jo je izvedla organizacija Carnegie Endowment, se je 38 % Armencev strinjalo, da bo njihova država »vedno potrebovala voditelja, kot je Stalin«. V začetku leta 2010 je komunistična partija Ukrajine postavila nov spomenik Stalinu v Zaporožju. Decembra 2010 so neznani storilci kipu odrezali glavo, leta 2011 pa je bil uničen v eksploziji. V raziskavi kijevskega mednarodnega inštituta za sociologijo je 38 % anketirancev imelo negativen odnos do Stalina, 26 % nevtralen in 17 % pozitiven, 19 % pa jih ni želelo odgovoriti.

### Navedki
1. ↑  Service 2004, str. 14; Montefiore 2007, str. 23.
2. ↑  Conquest 1991, str. 2; Hlevnjuk 2015, str. 11.
3. ↑  Service 2004, str. 15.
4. ↑  Volkogonov 1991, str. 5; Service 2004, str. 16; Montefiore 2007, str. 22; Kotkin 2014, str. 17; Hlevnjuk 2015, str. 11.
5. ↑  Deutscher 1966, str. 26; Conquest 1991, str. 1; Hlevnjuk 2015, str. 11.
6. ↑  Service 2004, str. 16.
7. ↑  Conquest 1991, str. 11; Service 2004, str. 16; Montefiore 2007, str. 23; Kotkin 2014, str. 17.
8. ↑  Conquest 1991, str. 5; Service 2004, str. 14; Montefiore 2007, str. 22; Kotkin 2014, str. 16.
9. ↑  Conquest 1991, str. 11; Service 2004, str. 19.
10. ↑  Conquest 1991, str. 10; Volkogonov 1991, str. 5; Service 2004, str. 17; Montefiore 2007, str. 29; Kotkin 2014, str. 24; Hlevnjuk 2015, str. 12.
11. ↑  Montefiore 2007, str. ;30–31; Kotkin 2014, str. 20.
12. ↑  Conquest 1991, str. 12; Montefiore 2007, str. 31; Kotkin 2014, str. ;20–21.
13. ↑  Conquest 1991, str. 11; Service 2004, str. 20; Montefiore 2007, str. ;32–34; Kotkin 2014, str. 21.
14. ↑  Montefiore 2007, str. ;43–44.
15. ↑  Montefiore 2007, str. 44.
16. ↑  Conquest 1991, str. 13; Service 2004, str. 30; Montefiore 2007, str. 43; Kotkin 2014, str. 26.
17. ↑  Service 2004, str. 20; Montefiore 2007, str. 36.
18. ↑  Montefiore 2007, str. 45.
19. ↑  Conquest 1991, str. 12; Volkogonov 1991, str. 5; Service 2004, str. 19; Montefiore 2007, str. 31; Kotkin 2014, str. 20.
20. ↑  Conquest 1991, str. 12; Service 2004, str. 25; Montefiore 2007, str. ;35, 46; Kotkin 2014, str. ;20–21.
21. ↑  Deutscher 1966, str. 28; Montefiore 2007, str. ;51–53; Hlevnjuk 2015, str. 15.
22. ↑  Conquest 1991, str. 19; Service 2004, str. 36; Montefiore 2007, str. 56; Kotkin 2014, str. 32; Hlevnjuk 2015, str. 16.
23. ↑  Conquest 1991, str. 18; Montefiore 2007, str. 57; Kotkin 2014, str. 33.
24. ↑  Service 2004, str. 38.
25. ↑  Montefiore 2007, str. 58.
26. ↑  Montefiore 2007, str. 69; Kotkin 2014, str. 32; Hlevnjuk 2015, str. 18.
27. ↑  Conquest 1991, str. 19; Montefiore 2007, str. 69; Kotkin 2014, str. ;36–37; Hlevnjuk 2015, str. 19.
28. ↑  Montefiore 2007, str. ;70–71.
29. ↑  Conquest 1991, str. 19; Montefiore 2007, str. 62; Kotkin 2014, str. ;36, 37; Hlevnjuk 2015, str. 18.
30. ↑  Montefiore 2007, str. 63.
31. ↑  Conquest 1991, str. 14; Volkogonov 1991, str. 5; Service 2004, str. ;27–28; Montefiore 2007, str. 63; Kotkin 2014, str. ;23–24; Hlevnjuk 2015, str. 17.
32. ↑  Deutscher 1966, str. 38; Montefiore 2007, str. 64.
33. ↑  Montefiore 2007, str. 69.
34. ↑  Service 2004, str. 40; Kotkin 2014, str. 43.
35. ↑  Montefiore 2007, str. 66.
36. ↑  Montefiore 2007, str. 65; Kotkin 2014, str. 44.
37. ↑  Service 2004, str. 41; Montefiore 2007, str. 71.
38. ↑  Deutscher 1966, str. 54; Conquest 1991, str. 27; Service 2004, str. ;43–44; Montefiore 2007, str. 76; Kotkin 2014, str. ;47–48.
39. ↑  Montefiore 2007, str. 79.
40. ↑  Conquest 1991, str. 27; Service 2004, str. 45; Montefiore 2007, str. ;81–82; Kotkin 2014, str. 49.
41. ↑  Conquest 1991, str. 28; Montefiore 2007, str. 82; Kotkin 2014, str. 50.
42. ↑  Deutscher 1966, str. 63; Rieber 2005, str. ;37–38; Montefiore 2007, str. ;87–88.
43. ↑  Conquest 1991, str. 29; Service 2004, str. 52; Rieber 2005, str. 39; Montefiore 2007, str. 101; Kotkin 2014, str. 51.
44. ↑  Montefiore 2007, str. ;91, 95; Kotkin 2014, str. 53.
45. ↑  Montefiore 2007, str. ;90–93; Kotkin 2014, str. 51; Hlevnjuk 2015, str. ;22–23.
46. ↑  Conquest 1991, str. 29; Service 2004, str. 49; Montefiore 2007, str. ;94–95; Kotkin 2014, str. 52; Hlevnjuk 2015, str. 23.
47. ↑  Montefiore 2007, str. ;97–98.
48. ↑  Conquest 1991, str. 29; Service 2004, str. 49; Rieber 2005, str. 42; Montefiore 2007, str. 98; Kotkin 2014, str. 52.
49. ↑  Deutscher 1966, str. 68; Conquest 1991, str. 29; Montefiore 2007, str. 107; Kotkin 2014, str. 53; Hlevnjuk 2015, str. 23.
50. ↑  Deutscher 1966, str. 75; Conquest 1991, str. 29; Service 2004, str. 52; Montefiore 2007, str. ;108–110.
51. ↑  Service 2004, str. 52; Montefiore 2007, str. ;114–115.
52. ↑  Service 2004, str. 52; Montefiore 2007, str. ;115–116; Kotkin 2014, str. 53.
53. ↑  Conquest 1991, str. ;33–34; Service 2004, str. 53; Montefiore 2007, str. 113; Kotkin 2014, str. ;78–79; Hlevnjuk 2015, str. 24.
54. ↑  Deutscher 1966, str. 76; Service 2004, str. 59; Kotkin 2014, str. 80; Hlevnjuk 2015, str. 24.
55. ↑  Montefiore 2007, str. 131.
56. ↑  Conquest 1991, str. 38; Service 2004, str. 59.
57. ↑  Kotkin 2014, str. 81.
58. ↑  Deutscher 1966, str. 80; Service 2004, str. 56; Montefiore 2007, str. 126.
59. ↑  Deutscher 1966, str. ;84–85; Service 2004, str. 56.
60. ↑  Service 2004, str. 58; Montefiore 2007, str. ;128–129.
61. 1 2  Montefiore 2007, str. 129.
62. ↑  Montefiore 2007, str. ;131–132.
63. ↑  Montefiore 2007, str. 132.
64. ↑  Montefiore 2007, str. ;132–133.
65. ↑  Deutscher 1966, str. 87; Montefiore 2007, str. ;135, 144.
66. ↑  Montefiore 2007, str. 137.
67. ↑  Deutscher 1966, str. ;89–90; Service 2004, str. 60; Montefiore 2007, str. 145.
68. ↑  Deutscher 1966, str. 90; Conquest 1991, str. 37; Service 2004, str. 60; Kotkin 2014, str. 81.
69. ↑  Deutscher 1966, str. 92; Montefiore 2007, str. 147; Kotkin 2014, str. 105.
70. ↑  Deutscher 1966, str. 94; Conquest 1991, str. ;39–40; Service 2004, str. ;61, 62; Montefiore 2007, str. 156.
71. ↑  Deutscher 1966, str. 96; Conquest 1991, str. 40; Service 2004, str. 62; Hlevnjuk 2015, str. 26.
72. ↑  Deutscher 1966, str. 96; Service 2004, str. 62; Kotkin 2014, str. 113.
73. ↑  Montefiore 2007, str. 168; Kotkin 2014, str. 113.
74. ↑  Service 2004, str. 64; Montefiore 2007, str. 159; Kotkin 2014, str. 105.
75. ↑  Service 2004, str. 64; Montefiore 2007, str. 167; Kotkin 2014, str. 106; Hlevnjuk 2015, str. 25.
76. ↑  Service 2004, str. 65.
77. ↑  Conquest 1991, str. 41; Service 2004, str. 65; Montefiore 2007, str. ;168–170; Kotkin 2014, str. 108.
78. ↑  Conquest 1991, str. ;41–42; Service 2004, str. 75; Kotkin 2014, str. 113.
79. ↑  Deutscher 1966, str. 100; Montefiore 2007, str. 180; Kotkin 2014, str. 114.
80. ↑  Deutscher 1966, str. 100; Conquest 1991, str. ;43–44; Service 2004, str. 76; Montefiore 2007, str. 184.
81. ↑  Montefiore 2007, str. 190.
82. ↑  Montefiore 2007, str. 186.
83. ↑  Montefiore 2007, str. 189.
84. ↑  Montefiore 2007, str. 191; Kotkin 2014, str. 115.
85. ↑  Conquest 1991, str. 44; Service 2004, str. 71; Montefiore 2007, str. 193; Kotkin 2014, str. 116.
86. ↑  Service 2004, str. 74; Montefiore 2007, str. 196; Kotkin 2014, str. 115.
87. ↑  Montefiore 2007, str. ;197–198; Kotkin 2014, str. 115.
88. ↑  Montefiore 2007, str. 195.
89. ↑  Conquest 1991, str. 44; Service 2004, str. 68; Montefiore 2007, str. 203; Kotkin 2014, str. 116.
90. ↑  Conquest 1991, str. 45; Service 2004, str. 68; Montefiore 2007, str. ;206, 208; Kotkin 2014, str. 116.
91. ↑  Conquest 1991, str. 46; Montefiore 2007, str. 212; Kotkin 2014, str. 117.
92. ↑  Conquest 1991, str. 46; Montefiore 2007, str. ;222, 226; Kotkin 2014, str. 121.
93. ↑  Service 2004, str. 79; Montefiore 2007, str. ;227, 229, 230–231; Kotkin 2014, str. 121.
94. ↑  Conquest 1991, str. 47; Service 2004, str. 80; Montefiore 2007, str. ;231, 234; Kotkin 2014, str. 121.
95. ↑  Montefiore 2007, str. 236; Kotkin 2014, str. 121.
96. ↑  Montefiore 2007, str. 237; Kotkin 2014, str. ;121–22.
97. ↑  Service 2004, str. 83; Kotkin 2014, str. ;122–123.
98. ↑  Conquest 1991, str. 48; Service 2004, str. 83; Montefiore 2007, str. 240; Kotkin 2014, str. ;122–123.
99. ↑  Montefiore 2007, str. 240.
100. ↑  Montefiore 2007, str. 241.
101. ↑  Service 2004, str. 84; Montefiore 2007, str. 243.
102. ↑  Service 2004, str. 84; Montefiore 2007, str. 247.
103. ↑  Conquest 1991, str. 51; Montefiore 2007, str. 248.
104. ↑  Montefiore 2007, str. 249; Kotkin 2014, str. 133.
105. ↑  Service 2004, str. 86; Montefiore 2007, str. 250; Kotkin 2014, str. 154.
106. ↑  Conquest 1991, str. 51; Service 2004, str. ;86–87; Montefiore 2007, str. ;250–251.
107. ↑  Montefiore 2007, str. ;252–253.
108. ↑  Montefiore 2007, str. 255.
109. ↑  Montefiore 2007, str. 256.
110. ↑  Montefiore 2007, str. 263.
111. ↑  Conquest 1991, str. 54; Service 2004, str. 89; Montefiore 2007, str. 263.
112. ↑  Service 2004, str. 89; Montefiore 2007, str. ;264–265.
113. ↑  Service 2004, str. 59.
114. 1 2  Montefiore 2007, str. 266.
115. ↑  Conquest 1991, str. 53; Service 2004, str. 85; Montefiore 2007, str. 266; Kotkin 2014, str. 133.
116. ↑  Kotkin 2014, str. 133.
117. 1 2  Montefiore 2007, str. 267.
118. ↑  Himmer 1986, str. 269; Volkogonov 1991, str. 7; Service 2004, str. 85.
119. 1 2  Himmer 1986, str. 269.
120. ↑  Montefiore 2007, str. ;267–268.
121. ↑  Montefiore 2007, str. ;268–270; Hlevnjuk 2015, str. 28.
122. ↑  Conquest 1991, str. 54; Service 2004, str. ;102–103; Montefiore 2007, str. ;270, 273; Hlevnjuk 2015, str. 29.
123. ↑  Montefiore 2007, str. ;273–274.
124. ↑  Conquest 1991, str. 55; Service 2004, str. ;105–106; Montefiore 2007, str. ;277–278; Hlevnjuk 2015, str. 29.
125. ↑  Service 2004, str. 107; Montefiore 2007, str. ;282–285; Kotkin 2014, str. 155; Hlevnjuk 2015, str. 30.
126. ↑  Montefiore 2007, str. ;292–293.
127. ↑  Montefiore 2007, str. ;298, 300.
128. ↑  The Siberian Times, 6. aprila 2016.
129. ↑  Montefiore 2007, str. 287.
130. ↑  Conquest 1991, str. 56; Service 2004, str. 110; Montefiore 2007, str. ;288–289.
131. ↑  Conquest 1991, str. 57; Service 2004, str. ;113–114; Montefiore 2007, str. 300; Kotkin 2014, str. 155.
132. ↑  Conquest 1991, str. 57; Montefiore 2007, str. ;301–302; Kotkin 2014, str. 155.
133. ↑  Service 2004, str. 114; Montefiore 2007, str. 302; Kotkin 2014, str. 155.
134. ↑  Service 2004, str. 114; Montefiore 2007, str. 302.
135. ↑  Conquest 1991, str. ;57–58; Service 2004, str. ;116–117; Montefiore 2007, str. ;302–303; Kotkin 2014, str. 178; Hlevnjuk 2015, str. 42.
136. ↑  Volkogonov 1991, str. ;15, 19; Service 2004, str. 117; Montefiore 2007, str. 304; Kotkin 2014, str. 173.
137. ↑  Volkogonov 1991, str. 19; Service 2004, str. 120; Montefiore 2007, str. 310.
138. ↑  Conquest 1991, str. ;59–60; Montefiore 2007, str. 310.
139. ↑  Conquest 1991, str. 64; Service 2004, str. 131; Montefiore 2007, str. 316; Kotkin 2014, str. 193; Hlevnjuk 2015, str. 46.
140. ↑  Montefiore 2007, str. 316.
141. ↑  Service 2004, str. 144.
142. ↑  Conquest 1991, str. 65; Montefiore 2007, str. ;319–320.
143. ↑  Montefiore 2007, str. 32.
144. ↑  Montefiore 2007, str. ;322–324; Kotkin 2014, str. 203; Hlevnjuk 2015, str. ;48–49.
145. ↑  Montefiore 2007, str. 326; Kotkin 2014, str. 204.
146. ↑  Conquest 1991, str. 68; Service 2004, str. 138.
147. ↑  Montefiore 2007, str. ;332–333, 335.
148. ↑  Service 2004, str. 144; Montefiore 2007, str. ;337–338.
149. ↑  Service 2004, str. 145; Montefiore 2007, str. 341.
150. ↑  Montefiore 2007, str. ;341–342.
151. ↑  Montefiore 2007, str. ;344–346.
152. ↑  Service 2004, str. ;145, 147.
153. ↑  Service 2004, str. ;144–146; Kotkin 2014, str. 224; Hlevnjuk 2015, str. 52.
154. ↑  Hlevnjuk 2015, str. 53.
155. ↑  Kotkin 2014, str. 177.
156. ↑  Service 2004, str. ;147–148; Kotkin 2014, str. ;227–228, 229; Hlevnjuk 2015, str. 52.
157. ↑  Volkogonov 1991, str. ;28–29; Service 2004, str. 148.
158. ↑  Conquest 1991, str. 71; Kotkin 2014, str. 228.
159. ↑  Conquest 1991, str. ;71, 90; Kotkin 2014, str. 318.
160. ↑  Montefiore 2003, str. 27; Kotkin 2014, str. 226.
161. ↑  Service 2004, str. 150.
162. ↑  Montefiore 2003, str. 157.
163. ↑  Service 2004, str. 149.
164. 1 2  Service 2004, str. 155.
165. ↑  Service 2004, str. 158.
166. ↑  Service 2004, str. 148.
167. ↑  Conquest 1991, str. 70; Volkogonov 1991, str. 30; Service 2004, str. 148; Kotkin 2014, str. 228; Hlevnjuk 2015, str. 52.
168. ↑  Conquest 1991, str. 72; Service 2004, str. 151.
169. ↑  Conquest 1991, str. 72; Service 2004, str. 167; Kotkin 2014, str. 264; Hlevnjuk 2015, str. 49.
170. ↑  Conquest 1991, str. 71.
171. ↑  Conquest 1991, str. 71; Service 2004, str. 152.
172. ↑  Service 2004, str. 153.
173. ↑  Conquest 1991, str. 72; Service 2004, str. ;150–151; Kotkin 2014, str. ;259–264.
174. ↑  Conquest 1991, str. 75; Service 2004, str. ;158–161; Kotkin 2014, str. 250.
175. ↑  Service 2004, str. ;159–160; Kotkin 2014, str. 250.
176. ↑  Conquest 1991, str. 75; Service 2004, str. 161; Kotkin 2014, str. ;257–258.
177. ↑  Service 2004, str. 161; Kotkin 2014, str. ;258–259, 265.
178. ↑  Kotkin 2014, str. 259.
179. ↑  Service 2004, str. 165; Kotkin 2014, str. ;268–270.
180. ↑  Conquest 1991, str. 77; Volkogonov 1991, str. 39; Montefiore 2003, str. 27; Service 2004, str. 163; Kotkin 2014, str. ;300–301; Hlevnjuk 2015, str. 54.
181. 1 2  Service 2004, str. 173.
182. ↑  Service 2004, str. 164; Kotkin 2014, str. ;302–303.
183. ↑  Conquest 1991, str. ;78, 82; Montefiore 2007, str. 28; Hlevnjuk 2015, str. 55.
184. ↑  Conquest 1991, str. 81; Service 2004, str. 170.
185. ↑  Volkogonov 1991, str. 46; Montefiore 2007, str. 27; Kotkin 2014, str. ;305, 307; Hlevnjuk 2015, str. ;56–57.
186. ↑  Service 2004, str. 169.
187. ↑  Service 2004, str. 171.
188. ↑  Conquest 1991, str. ;83–84; Service 2004, str. 172; Kotkin 2014, str. 314.
189. ↑  Conquest 1991, str. 85; Service 2004, str. 172.
190. ↑  Service 2004, str. 172.
191. ↑  Service 2004, str. ;173, 174.
192. 1 2  Service 2004, str. 185.
193. ↑  Conquest 1991, str. 86; Volkogonov 1991, str. 45; Kotkin 2014, str. 331.
194. ↑  Service 2004, str. 175.
195. ↑  Conquest 1991, str. 91; Service 2004, str. 175.
196. ↑  Service 2004, str. 176.
197. ↑  Service 2004, str. 199.
198. ↑  Service 2004, str. ;203, 190.
199. ↑  Service 2004, str. 174.
200. 1 2  Service 2004, str. 178.
201. ↑  Service 2004, str. 176; Kotkin 2014, str. ;352–354.
202. ↑  Service 2004, str. 178; Kotkin 2014, str. 357; Hlevnjuk 2015, str. 59.
203. ↑  Service 2004, str. ;176–177.
204. 1 2 3 4  Service 2004, str. 177.
205. ↑  Conquest 1991, str. 87; Service 2004, str. 179; Kotkin 2014, str. 362; Hlevnjuk 2015, str. 60.
206. ↑  Service 2004, str. ;180, 182; Kotkin 2014, str. 364.
207. ↑  Service 2004, str. 182.
208. ↑  Service 2004, str. 182; Kotkin 2014, str. ;364–365.
209. ↑  Davies 2003, str. 211; Service 2004, str. ;183–185; Kotkin 2014, str. ;376–377.
210. ↑  Kotkin 2014, str. 377.
211. ↑  Service 2004, str. ;184–185; Kotkin 2014, str. 377.
212. ↑  Kotkin 2014, str. 392.
213. ↑  Kotkin 2014, str. ;396–397.
214. ↑  Kotkin 2014, str. 388.
215. 1 2  Service 2004, str. 202.
216. ↑  Service 2004, str. ;199–200; Kotkin 2014, str. 371.
217. ↑  Service 2004, str. 200.
218. ↑  Service 2004, str. ;194–196; Kotkin 2014, str. 400.
219. ↑  Service 2004, str. ;194–195; Kotkin 2014, str. ;479–481.
220. ↑  Service 2004, str. ;203–205; Kotkin 2014, str. 400.
221. 1 2  Conquest 1991, str. 127; Service 2004, str. 232.
222. ↑  Conquest 1991, str. 89; Service 2004, str. 187; Kotkin 2014, str. 344; Hlevnjuk 2015, str. 64.
223. ↑  Service 2004, str. 186.
224. ↑  Service 2004, str. 188.
225. ↑  Conquest 1991, str. 96; Volkogonov 1991, str. ;78–70; Service 2004, str. ;189–190; Kotkin 2014, str. 411.
226. ↑  Service 2004, str. 190.
227. ↑  Service 2000, str. 369; Service 2004, str. 209; Kotkin 2014, str. 504.
228. 1 2  Kotkin 2014, str. 501.
229. ↑  Conquest 1991, str. 97; Volkogonov 1991, str. 53; Service 2004, str. 191.
230. ↑  Service 2004, str. ;191–192; Kotkin 2014, str. 413.
231. ↑  Service 2004, str. 192; Kotkin 2014, str. 414; Hlevnjuk 2015, str. 68.
232. ↑  Conquest 1991, str. 102; Service 2004, str. ;191–192; Kotkin 2014, str. 528.
233. ↑  Conquest 1991, str. 98; Service 2004, str. 193; Kotkin 2014, str. 483; Hlevnjuk 2015, str. ;69–70.
234. ↑  Conquest 1991, str. 95; Service 2004, str. 195; Hlevnjuk 2015, str. ;71–72.
235. 1 2  Service 2004, str. 195.
236. ↑  Volkogonov 1991, str. 71; Service 2004, str. 194; Kotkin 2014, str. ;475–476; Hlevnjuk 2015, str. ;68–69.
237. ↑  Conquest 1991, str. ;98–99; Service 2004, str. 195; Kotkin 2014, str. 477, 478; Hlevnjuk 2015, str. 69.
238. ↑  Volkogonov 1991, str. 74; Service 2004, str. 206; Kotkin 2014, str. 485.
239. ↑  Conquest 1991, str. ;99–100, 103; Volkogonov 1991, str. ;72–74; Service 2004, str. ;210–211; Hlevnjuk 2015, str. ;70–71.
240. ↑  Conquest 1991, str. ;100–101; Volkogonov 1991, str. ;53, 79–82; Service 2004, str. ;208–209; Hlevnjuk 2015, str. 71.
241. ↑  Kotkin 2014, str. 528.
242. ↑  Conquest 1991, str. 110; Montefiore 2003, str. 30; Service 2004, str. 219; Kotkin 2014, str. ;542–543.
243. ↑  Conquest 1991, str. 130; Montefiore 2003, str. 30; Service 2004, str. 221; Kotkin 2014, str. 540.
244. ↑  Conquest 1991, str. ;111–112; Volkogonov 1991, str. ;117–118; Service 2004, str. 221; Kotkin 2014, str. 544.
245. ↑  Service 2004, str. ;222–224; Hlevnjuk 2015, str. 79.
246. ↑  Conquest 1991, str. 111; Volkogonov 1991, str. ;93–94; Service 2004, str. ;222–224; Kotkin 2014, str. ;546–548; Hlevnjuk 2015, str. 79.
247. ↑  Kotkin 2014, str. 426.
248. ↑  Kotkin 2014, str. 453.
249. ↑  Kotkin 2014, str. 455.
250. ↑  Kotkin 2014, str. 469.
251. ↑  Kotkin 2014, str. 432.
252. ↑  Kotkin 2014, str. ;495–496.
253. ↑  Conquest 1991, str. 127; Service 2004, str. 235.
254. ↑  Conquest 1991, str. 127; Service 2004, str. 238.
255. ↑  Fainsod & Hough 1979, str. 111.
256. ↑  Volkogonov 1991, str. 136.
257. ↑  Montefiore 2003, str. 27.
258. ↑  Conquest 1991, str. 98; Kotkin 2014, str. 474; Hlevnjuk 2015, str. 52.
259. ↑  Service 2004, str. ;214–215, 217.
260. ↑  Hlevnjuk 2015, str. 87.
261. ↑  Service 2004, str. 225.
262. ↑  Service 2004, str. 227.
263. ↑  Service 2004, str. 228.
264. ↑  Service 2004, str. 228; Kotkin 2014, str. 563.
265. ↑  Service 2004, str. 240.
266. 1 2  Service 2004, str. ;240–243; Hlevnjuk 2015, str. ;82–83.
267. ↑  Conquest 1991, str. 126; Conquest 2008, str. 11; Kotkin 2014, str. 614; Hlevnjuk 2015, str. 83.
268. ↑  Conquest 1991, str. ;137, 138; Kotkin 2014, str. 614.
269. ↑  Service 2004, str. 247; Kotkin 2014, str. ;614, 618; Hlevnjuk 2015, str. 91.
270. ↑  Hlevnjuk 2015, str. 85.
271. ↑  Conquest 1991, str. ;139, 151; Service 2004, str. ;282–283; Conquest 2008, str. ;11–12; Kotkin 2014, str. ;676–677; Hlevnjuk 2015, str. 85.
272. ↑  Volkogonov 1991, str. 164; Service 2004, str. 282.
273. ↑  Service 2004, str. 276.
274. ↑  Service 2004, str. ;277–278.
275. ↑  Service 2004, str. ;277, 280; Conquest 2008, str. ;12–13.
276. ↑  Service 2004, str. 278.
277. ↑  Montefiore 2003, str. 39.
278. ↑  Conquest 1991, str. 130.
279. ↑  Conquest 1991, str. 130; Volkogonov 1991, str. 160; Kotkin 2014, str. 689.
280. 1 2  Service 2004, str. 244.
281. ↑  Service 2004, str. 392; Kotkin 2014, str. ;626–631; Hlevnjuk 2015, str. ;89–90.
282. ↑  Service 2004, str. 273.
283. ↑  Service 2004, str. 256.
284. ↑  Service 2004, str. 254.
285. ↑  Conquest 1991, str. ;172–173; Service 2004, str. 256; Kotkin 2014, str. ;638–639.
286. ↑  Conquest 1991, str. ;144, 146; Service 2004, str. 258.
287. ↑  Service 2004, str. 256; Kotkin 2014, str. 571.
288. ↑  Service 2004, str. 253; Hlevnjuk 2015, str. 101.
289. ↑  Conquest 1991, str. ;147–148; Service 2004, str. ;257–258; Kotkin 2014, str. ;661, 668–669, 679–684; Hlevnjuk 2015, str. ;102–103.
290. ↑  Service 2004, str. 258; Hlevnjuk 2015, str. 103.
291. ↑  Service 2004, str. 258.
292. ↑  Service 2004, str. 258; Hlevnjuk 2015, str. 105.
293. 1 2  Service 2004, str. 267.
294. ↑  Conquest 1991, str. 160; Volkogonov 1991, str. 166.
295. ↑  Volkogonov 1991, str. 167.
296. 1 2  Sandle 1999, str. 231.
297. ↑  Service 2004, str. ;265–266; Hlevnjuk 2015, str. ;110–111.
298. ↑  Sandle 1999, str. 234.
299. ↑  Service 2004, str. 266; Hlevnjuk 2015, str. 112.
300. ↑  Hlevnjuk 2015, str. 113.
301. ↑  Service 2004, str. 271.
302. ↑  Service 2004, str. 270.
303. ↑  Service 2004, str. 270; Hlevnjuk 2015, str. 116.
304. ↑  Service 2004, str. 272; Hlevnjuk 2015, str. 116.
305. ↑  Service 2004, str. 272.
306. ↑  Service 2004, str. 270; Hlevnjuk 2015, str. ;113–114.
307. ↑  Conquest 1991, str. 160; Hlevnjuk 2015, str. 114.
308. ↑  Volkogonov 1991, str. 174.
309. ↑  Volkogonov 1991, str. 172; Service 2004, str. 260; Kotkin 2014, str. 708.
310. ↑  Conquest 1991, str. 158; Service 2004, str. 266; Conquest 2008, str. 18.
311. ↑  Sandle 1999, str. ;227, 229.
312. ↑  Service 2004, str. 259.
313. ↑  Service 2004, str. 274.
314. ↑  Service 2004, str. 265.
315. ↑  Hlevnjuk 2015, str. 118.
316. ↑  Conquest 1991, str. ;186, 190.
317. ↑  Sandle 1999, str. ;231–233.
318. ↑  Sandle 1999, str. ;241–242.
319. ↑  Service 2004, str. 269.
320. ↑  Service 2004, str. 300.
321. ↑  Conquest 1991, str. ;152–153; Sandle 1999, str. 214; Hlevnjuk 2015, str. ;107–108.
322. ↑  Hlevnjuk 2015, str. 108.
323. ↑  Conquest 1991, str. ;152–155; Service 2004, str. 259; Kotkin 2014, str. ;687, 702–704, 709; Hlevnjuk 2015, str. 107.
324. 1 2  Service 2004, str. 268.
325. ↑  Service 2004, str. 324.
326. ↑  Service 2004, str. 326.
327. 1 2  Service 2004, str. 301.
328. ↑  Sandle 1999, str. ;244, 246.
329. ↑  Service 2004, str. 299.
330. ↑  Service 2004, str. 304.
331. ↑  Volkogonov 1991, str. ;111, 127; Service 2004, str. 308.
332. ↑  Sandle 1999, str. 246; Montefiore 2003, str. 85.
333. ↑  Service 2004, str. ;302–303.
334. ↑  Conquest 1991, str. ;211, 276–277; Service 2004, str. 307.
335. ↑  Conquest 1991, str. 157.
336. ↑  Conquest 1991, str. 191.
337. ↑  Hlevnjuk 2015, str. 325.
338. ↑  Service 2004, str. 379.
339. ↑  Conquest 1991, str. ;183–184.
340. 1 2  Service 2004, str. 282.
341. 1 2  Service 2004, str. 261.
342. ↑  McDermott 1995, str. ;410–411; Conquest 1991, str. 176; Service 2004, str. ;261, 383; Kotkin 2014, str. 720.
343. ↑  Conquest 1991, str. 173.
344. ↑  Service 2004, str. 289; Kotkin 2014, str. 595.
345. ↑  Service 2004, str. 289.
346. ↑  Conquest 1991, str. 169; Montefiore 2003, str. 90; Service 2004, str. ;291–292.
347. ↑  Montefiore 2003, str. ;94, 95; Service 2004, str. ;292, 294.
348. ↑  Service 2004, str. 297.
349. ↑  Service 2004, str. 316.
350. 1 2  Service 2004, str. 310.
351. ↑  Service 2004, str. 310; Davies & Wheatcroft 2006, str. 627.
352. 1 2  Davies & Wheatcroft 2006, str. 628.
353. 1 2  Service 2004, str. 318.
354. ↑  Service 2004, str. 312; Conquest 2008, str. ;19–20; Hlevnjuk 2015, str. 117.
355. 1 2  Hlevnjuk 2015, str. 117.
356. ↑  Hlevnjuk 2015, str. 119.
357. ↑  Ellman 2005, str. 823.
358. ↑  Ellman 2005, str. 824; Davies & Wheatcroft 2006, str. ;628, 631.
359. ↑  Ellman 2005, str. ;823–824; Davies & Wheatcroft 2006, str. 626; Hlevnjuk 2015, str. 117.
360. ↑  Ellman 2005, str. 834.
361. ↑  Davies & Wheatcroft 2006, str. 626.
362. ↑  Ellman 2005, str. 824; Davies & Wheatcroft 2006, str. ;627–628; Hlevnjuk 2015, str. 120.
363. 1 2  Davies & Wheatcroft 2006, str. 627.
364. ↑  Ellman 2005, str. 833; Kuromija 2008, str. 665.
365. ↑  Davies & Wheatcroft 2006, str. 628; Ellman 2007, str. 664.
366. ↑  Conquest 1991, str. 164; Kotkin 2014, str. 724.
367. 1 2  Service 2004, str. 319.
368. ↑  Conquest 1991, str. 212; Volkogonov 1991, str. ;552–443; Service 2004, str. 361.
369. ↑  Conquest 1991, str. 212.
370. ↑  Service 2004, str. 361.
371. 1 2  Service 2004, str. 362.
372. ↑  Conquest 1991, str. 216.
373. ↑  Service 2004, str. 386.
374. ↑  Conquest 1991, str. 217.
375. ↑  Conquest 1991, str. 176; Montefiore 2003, str. 116; Service 2004, str. 340.
376. ↑  Conquest 1991, str. 218; Hlevnjuk 2015, str. ;123, 135.
377. ↑  Hlevnjuk 2015, str. 135.
378. ↑  Haslam 1979, str. ;682–683; Conquest 1991, str. 218; Service 2004, str. 385; Hlevnjuk 2015, str. 135.
379. ↑  Service 2004, str. 392; Hlevnjuk 2015, str. 154.
380. ↑  Conquest 1991, str. 219; Service 2004, str. 387.
381. ↑  Hlevnjuk 2015, str. 154.
382. ↑  Service 2004, str. ;387, 389.
383. ↑  Hlevnjuk 2015, str. 156.
384. ↑  Service 2004, str. ;392.
385. 1 2  Hlevnjuk 2015, str. 126.
386. ↑  Hlevnjuk 2015, str. 125.
387. ↑  Conquest 1991, str. 179; Montefiore 2003, str. ;126–127; Service 2004, str. 314; Hlevnjuk 2015, str. ;128–129.
388. ↑  Overy 2004, str. 327.
389. ↑  Hlevnjuk 2015, str. ;128, 137.
390. 1 2  Service 2004, str. 347.
391. ↑  Service 2004, str. 315.
392. ↑  Hlevnjuk 2015, str. 139.
393. ↑  Service 2004, str. ;314–317.
394. ↑  Montefiore 2003, str. ;139, 154–155, 164–172, 175–176; Service 2004, str. 320; Hlevnjuk 2015, str. 139.
395. ↑  Hlevnjuk 2015, str. ;139–140.
396. ↑  Montefiore 2003, str. ;192–193; Service 2004, str. 346; Conquest 2008, str. 24; Hlevnjuk 2015, str. 140.
397. ↑  Hlevnjuk 2015, str. ;176–177.
398. ↑  Service 2004, str. 349.
399. ↑  Service 2004, str. 391.
400. ↑  Hlevnjuk 2015, str. ;141, 150.
401. ↑  Service 2004, str. 350; Hlevnjuk 2015, str. ;150–151.
402. ↑  Montefiore 2003, str. ;203–204; Service 2004, str. ;350–351; Hlevnjuk 2015, str. 150.
403. ↑  Montefiore 2003, str. 204; Service 2004, str. ;351, 390; Hlevnjuk 2015, str. 151.
404. 1 2 3  Hlevnjuk 2015, str. 151.
405. ↑  Service 2004, str. 394.
406. ↑  Conquest 1991, str. 230; Service 2004, str. 394; Overy 2004, str. 338; Hlevnjuk 2015, str. 174.
407. ↑  Montefiore 2003, str. 201; Service 2004, str. 349; Hlevnjuk 2015, str. 140.
408. ↑  Hlevnjuk 2015, str. ;137–138, 147.
409. ↑  Hlevnjuk 2015, str. 140.
410. ↑  Montefiore 2003, str. 204.
411. ↑  Hlevnjuk 2015, str. ;151, 159.
412. ↑  Hlevnjuk 2015, str. 152.
413. ↑  Service 2004, str. ;347–248; Hlevnjuk 2015, str. ;125, 156–157.
414. ↑  Hlevnjuk 2015, str. ;153, 156–157.
415. ↑  Service 2004, str. 367.
416. ↑  Montefiore 2003, str. 245.
417. ↑  Conquest 1991, str. 209; Service 2004, str. 369; Hlevnjuk 2015, str. 160.
418. ↑  Hlevnjuk 2015, str. 162.
419. ↑  Hlevnjuk 2015, str. 157.
420. ↑  Hlevnjuk 2015, str. 159.
421. ↑  Harris 2017, str. ;1–5, 16.
422. ↑  Montefiore 2003, str. 308.
423. ↑  Conquest 1991, str. ;220–221; Service 2004, str. ;380–381.
424. ↑  Service 2004, str. 392–393; Hlevnjuk 2015, str. ;163, 168–169.
425. ↑  Hlevnjuk 2015, str. ;185–186.
426. ↑  Conquest 1991, str. ;232–233, 236.
427. ↑  Service 2004, str. ;399–400.
428. ↑  Nekrič 1997, str. 109.
429. ↑  Conquest 1991, str. 220; Hlevnjuk 2015, str. 166.
430. ↑  Conquest 1991, str. 220; Hlevnjuk 2015, str. 168, 169.
431. ↑  Conquest 1991, str. 221; Roberts 1992, str. ;57–78; Service 2004, str. 399; Hlevnjuk 2015, str. 166.
432. ↑  Conquest 1991, str. 222; Roberts 1992, str. ;57–78; Hlevnjuk 2015, str. 169.
433. ↑  Conquest 1991, str. 222; Roberts 2006, str. 43.
434. ↑  Conquest 1991, str. 223; Service 2004, str. ;402–403; Wettig 2008, str. 20.
435. ↑  Conquest 1991, str. 224.
436. ↑  Conquest 1991, str. 224; Service 2004, str. 405.
437. ↑  Conquest 1991, str. 228; Service 2004, str. 403; Hlevnjuk 2015, str. ;172–173.
438. ↑  Conquest 1991, str. 279; Hlevnjuk 2015, str. 173.
439. ↑  Service 2004, str. 403; Hlevnjuk 2015, str. 173.
440. ↑  Conquest 1991, str. 227; Service 2004, str. ;404–405; Wettig 2008, str. ;20–21; Hlevnjuk 2015, str. 173.
441. ↑  Brackman 2001, str. 341; Hlevnjuk 2015, str. 173.
442. ↑  Hlevnjuk 2015, str. 170.
443. ↑  Conquest 1991, str. 229; Hlevnjuk 2015, str. 170.
444. ↑  Conquest 1991, str. 229; Service 2004, str. 405.
445. ↑  Conquest 1991, str. 229; Service 2004, str. 406.
446. ↑  Conquest 1991, str. 231; Brackman 2001, str. ;341, 343; Roberts 2006, str. 58.
447. ↑  Conquest 1991, str. 233; Roberts 2006, str. 63.
448. ↑  Conquest 1991, str. 234; Hlevnjuk 2015, str. 180.
449. ↑  Service 2004, str. ;410–411; Roberts 2006, str. 82; Hlevnjuk 2015, str. 198.
450. ↑  Service 2004, str. ;408–409, 411–412; Roberts 2006, str. 67; Hlevnjuk 2015, str. ;199–200, 202.
451. ↑  Service 2004, str. ;414–415; Hlevnjuk 2015, str. ;206–207.
452. ↑  Service 2004, str. 413.
453. ↑  Service 2004, str. 420.
454. ↑  Service 2004, str. 417; Hlevnjuk 2015, str. ;201–202.
455. ↑  Conquest 1991, str. 235; Service 2004, str. 416.
456. 1 2  Service 2004, str. 418.
457. ↑  Service 2004, str. 417.
458. ↑  Conquest 1991, str. ;248–249; Service 2004, str. 420; Hlevnjuk 2015, str. ;214–215.
459. ↑  Glantz 2001, str. 26.
460. ↑  Service 2004, str. ;421, 424; Hlevnjuk 2015, str. 220.
461. ↑  Service 2004, str. 482; Roberts 2006, str. 90.
462. ↑  Gellately 2007, str. 391.
463. ↑  Conquest 1991, str. ;239–240; Roberts 2006, str. 98; Hlevnjuk 2015, str. 209.
464. ↑  Conquest 1991, str. 241; Hlevnjuk 2015, str. 210.
465. ↑  Conquest 1991, str. ;241–242; Service 2004, str. 521.
466. ↑  Roberts 2006, str. 132; Hlevnjuk 2015, str. 223.
467. ↑  Service 2004, str. 423.
468. 1 2  Service 2004, str. 422.
469. ↑  Overy 2004, str. 568.
470. ↑  Hlevnjuk 2015, str. 211.
471. ↑  Service 2004, str. 421.
472. ↑  Service 2004, str. ;442–443; Hlevnjuk 2015, str. ;242–243.
473. ↑  Service 2004, str. 441.
474. ↑  Service 2004, str. 442.
475. 1 2  Service 2004, str. 446.
476. ↑  Service 2004, str. ;446–447.
477. ↑  Conquest 1991, str. 260; Service 2004, str. 444.
478. ↑  Conquest 1991, str. 254; Service 2004, str. 424; Hlevnjuk 2015, str. ;221–222.
479. ↑  Roberts 2006, str. ;117–8.
480. ↑  Roberts 2006, str. 124.
481. ↑  Service 2004, str. 425.
482. ↑  Service 2004, str. 426.
483. ↑  Service 2004, str. 427.
484. ↑  Service 2004, str. 428; Hlevnjuk 2015, str. 225.
485. ↑  Hlevnjuk 2015, str. 225.
486. ↑  Service 2004, str. 429; Hlevnjuk 2015, str. 226.
487. ↑  Roberts 2006, str. 155.
488. ↑  Conquest 1991, str. 255; Roberts 2006, str. 156; Hlevnjuk 2015, str. 227.
489. ↑  Roberts 2006, str. 159.
490. ↑  Roberts 2006, str. 163.
491. 1 2  Service 2004, str. 452.
492. ↑  Service 2004, str. 466.
493. ↑  Conquest 1991, str. 317; Service 2004, str. 466.
494. ↑  Service 2004, str. 458.
495. ↑  Conquest 1991, str. 252; Service 2004, str. 460; Hlevnjuk 2015.
496. ↑  Service 2004, str. 456.
497. ↑  Service 2004, str. 460.
498. ↑  Conquest 1991, str. 262; Service 2004, str. 460; Roberts 2006, str. 180; Hlevnjuk 2015, str. ;229–230.
499. ↑  Service 2004, str. 462.
500. 1 2  Service 2004, str. 463.
501. ↑  Conquest 1991, str. ;244, 251; Service 2004, str. 461, 469; Roberts 2006, str. 185; Hlevnjuk 2015, str. ;223, 229.
502. ↑  Roberts 2006, str. ;186–7.
503. ↑  Service 2004, str. ;464–465; Hlevnjuk 2015, str. 244.
504. ↑  Roberts 2006, str. ;194–5.
505. ↑  Service 2004, str. 469; Roberts 2006, str. ;199–201.
506. 1 2 3  Service 2004, str. 492.
507. ↑  Conquest 1991, str. 258; Service 2004, str. 492; Hlevnjuk 2015, str. ;232–233.
508. ↑  Hlevnjuk 2015, str. 233.
509. ↑  Conquest 1991, str. 264; Service 2004, str. 465; Hlevnjuk 2015, str. 244.
510. ↑  Service 2004, str. ;465–466.
511. ↑  Service 2004, str. ;465–466; Roberts 2006, str. ;241–244.
512. ↑  Service 2004, str. 471; Hlevnjuk 2015, str. 245.
513. ↑  Service 2004, str. ;471–472; Hlevnjuk 2015, str. 244.
514. 1 2 3  Service 2004, str. 473.
515. ↑  Service 2004, str. 474; Hlevnjuk 2015, str. 247.
516. ↑  Service 2004, str. ;479–480.
517. ↑  Conquest 1991, str. ;265; Service 2004, str. 473; Hlevnjuk 2015, str. 234.
518. ↑  Conquest 1991, str. ;265–266; Service 2004, str. 473; Hlevnjuk 2015, str. 235.
519. ↑  Service 2004, str. 474.
520. ↑  Glantz 1983.
521. ↑  Service 2004, str. 476; Hlevnjuk 2015, str. ;248–249.
522. ↑  Conquest 1991, str. 268; Hlevnjuk 2015, str. 248.
523. ↑  Conquest 1991, str. 267; Hlevnjuk 2015, str. 249.
524. ↑  Conquest 1991, str. 267; Service 2004, str. 475.
525. ↑  Roberts 2006, str. ;274–5.
526. 1 2  Wettig 2008, str. ;90–1.
527. 1 2  Service 2004, str. 506.
528. 1 2 3  Service 2004, str. 481.
529. 1 2 3  Service 2004, str. 484.
530. ↑  Service 2004, str. 493; Hlevnjuk 2015, str. 247.
531. ↑  Service 2004, str. ;480–481.
532. ↑  Service 2004, str. 479.
533. ↑  Service 2004, str. 541.
534. ↑  Service 2004, str. ;543–544.
535. ↑  Service 2004, str. 548.
536. ↑  Service 2004, str. 485; Hlevnjuk 2015, str. 262.
537. ↑  Service 2004, str. 485.
538. ↑  Service 2004, str. 493; Roberts 2006, str. 202.
539. ↑  Hlevnjuk 2015, str. 268.
540. ↑  Service 2004, str. 482.
541. ↑  Service 2004, str. ;482–483.
542. ↑  Service 2004, str. 482; Hlevnjuk 2015, str. 261.
543. ↑  Service 2004, str. 500.
544. ↑  Service 2004, str. 496.
545. ↑  Service 2004, str. 497.
546. ↑  Service 2004, str. 497; Hlevnjuk 2015, str. ;274–278.
547. ↑  Conquest 1991, str. 289.
548. ↑  Conquest 1991, str. 269; Service 2004, str. 491.
549. ↑  Service 2004, str. 526; Hlevnjuk 2015, str. 268.
550. ↑  Service 2004, str. ;531–532; Hlevnjuk 2015, str. ;272–273.
551. ↑  Service 2004, str. 534.
552. ↑  Hlevnjuk 2015, str. 303.
553. ↑  Service 2004, str. ;534–535; Hlevnjuk 2015, str. 282.
554. ↑  Hlevnjuk 2015, str. ;300–301.
555. ↑  Service 2004, str. 498; Hlevnjuk 2015, str. 261.
556. ↑  Ellman 2000, str. ;611, 618–620.
557. ↑  Ellman 2000, str. 622; Hlevnjuk 2015, str. 261.
558. ↑  Hlevnjuk 2015, str. 299.
559. ↑  Service 2004, str. ;502–503.
560. 1 2  Service 2004, str. 503.
561. ↑  Service 2004, str. 487.
562. ↑  Gaddis 2005, str. 57.
563. ↑  Service 2004, str. 508.
564. ↑  Service 2004, str. 508; Hlevnjuk 2015, str. 293.
565. ↑  Hlevnjuk 2015, str. 297.
566. ↑  Service 2004, str. 502.
567. ↑  Service 2004, str. 504; Hlevnjuk 2015, str. 267.
568. ↑  Service 2004, str. 504.
569. 1 2  Service 2004, str. 494.
570. 1 2  Service 2004, str. 507; Hlevnjuk 2015, str. 281.
571. ↑  Service 2004, str. 551.
572. ↑  Roberts 2002, str. ;96–98.
573. ↑  Hlevnjuk 2015, str. 264.
574. ↑  Conquest 1991, str. 296; Service 2004, str. ;548–549; Hlevnjuk 2015, str. 290.
575. ↑  Service 2004, str. 517.
576. ↑  Service 2004, str. 483.
577. 1 2  Service 2004, str. 518.
578. ↑  Conquest 1991, str. 279; Service 2004, str. 503.
579. ↑  Conquest 1991, str. 286; Service 2004, str. 506; Hlevnjuk 2015, str. 267.
580. ↑  Service 2004, str. 511.
581. ↑  Conquest 1991, str. ;286–287; Service 2004, str. 515.
582. 1 2 3  Service 2004, str. 515.
583. 1 2  Service 2004, str. 516.
584. ↑  Conquest 1991, str. 287.
585. 1 2  Service 2004, str. 507.
586. ↑  Conquest 1991, str. 280; Service 2004, str. 507; Hlevnjuk 2015, str. 281.
587. ↑  Service 2004, str. 476.
588. ↑  Service 2004, str. 512, 513.
589. ↑  Service 2004, str. 513.
590. ↑  Conquest 1991, str. 301; Service 2004, str. 509; Hlevnjuk 2015, str. 286.
591. ↑  Service 2004, str. 509.
592. ↑  Service 2004, str. 553.
593. ↑  Service 2004, str. 509; Hlevnjuk 2015, str. ;287–291.
594. ↑  Service 2004, str. 552; Hlevnjuk 2015, str. 287.
595. ↑  Service 2004, str. 552; Hlevnjuk 2015, str. 294.
596. ↑  Conquest 1991, str. 302; Service 2004, str. 553; Hlevnjuk 2015, str. ;294–295.
597. 1 2  Service 2004, str. 554.
598. ↑  Service 2004, str. 554; Hlevnjuk 2015, str. ;295–296.
599. ↑  Service 2004, str. ;555–556; Hlevnjuk 2015, str. 296.
600. ↑  Conquest 1991, str. 291.
601. ↑  Hlevnjuk 2015, str. 285.
602. ↑  Conquest 1991, str. 291; Service 2004, str. 577; Hlevnjuk 2015, str. 284.
603. ↑  Volkogonov 1991, str. 567; Brackman 2001, str. ;384–5.
604. ↑  Conquest 1991, str. 291; Hlevnjuk 2015, str. ;308–309.
605. ↑  Service 2004, str. ;576–577.
606. ↑  Conquest 1991, str. 290.
607. ↑  Hlevnjuk 2015, str. 286.
608. ↑  Service 2004, str. 577; Overy 2004, str. 565; Hlevnjuk 2015, str. 309.
609. 1 2  Service 2004, str. 571.
610. ↑  Service 2004, str. 572; Hlevnjuk 2015, str. 195.
611. ↑  Conquest 1991, str. 309; Etinger 1995, str. 104; Service 2004, str. 576; Hlevnjuk 2015, str. 307.
612. ↑  Conquest 1991, str. 309; Hlevnjuk 2015, str. ;307–308.
613. ↑  Conquest 1991, str. 308; Hlevnjuk 2015, str. 307.
614. ↑  Conquest 1991, str. 308.
615. ↑  Hlevnjuk 2015, str. ;304–305.
616. 1 2 3  Service 2004, str. 560.
617. ↑  Service 2004, str. ;564–565.
618. ↑  Conquest 1991, str. 307; Service 2004, str. ;566–567.
619. ↑  Service 2004, str. 578.
620. ↑  Service 2004, str. 579; Hlevnjuk 2015, str. 306.
621. ↑  Hlevnjuk 2015, str. ;305–306.
622. ↑  Roberts 2006, str. 345.
623. ↑  Conquest 1991, str. 311; Volkogonov 1991, str. ;571–572; Service 2004, str. ;582–584; Hlevnjuk 2015, str. ;142, 191.
624. 1 2 3  Conquest 1991, str. 312.
625. ↑  Conquest 1991, str. ;311–312; Volkogonov 1991, str. 572; Hlevnjuk 2015, str. 142.
626. ↑  Conquest 1991, str. 312; Hlevnjuk 2015, str. 250.
627. ↑  Conquest 1991, str. 313; Volkogonov 1991, str. 574; Service 2004, str. 586; Hlevnjuk 2015, str. 313.
628. ↑  Conquest 1991, str. 313; Hlevnjuk 2015, str. ;313–314.
629. ↑  Hlevnjuk 2015, str. 189.
630. ↑  Service 2004, str. 587.
631. ↑  Service 2004, str. 588.
632. ↑  Service 2004, str. 588; Hlevnjuk 2015, str. 314.
633. ↑  Hlevnjuk 2015, str. 317.
634. ↑  Service 2004, str. 588; Hlevnjuk 2015, str. 317.
635. ↑  Volkogonov 1991, str. 576; Service 2004, str. 589; Hlevnjuk 2015, str. 318.
636. ↑  Hlevnjuk 2015, str. 319.
637. ↑  Li 2009, str. 75.
638. ↑  Hlevnjuk 2015, str. 310.
639. ↑  Service 2004, str. ;586–587.
640. ↑  Hlevnjuk 2015, str. 312.
641. ↑  Ra'anan 2006, str. 20.
642. ↑  Service 2004, str. 591.
643. 1 2  Hlevnjuk 2015, str. 315.
644. 1 2  Service 2004, str. 593.
645. ↑  Hlevnjuk 2015, str. 316.
646. ↑  Etinger 1995, str. ;120–121; Conquest 1991, str. 314; Hlevnjuk 2015, str. 314.
647. ↑  Rieber 2005, str. 32.
648. 1 2 3 4  Service 2004, str. 9.
649. ↑  Kotkin 2014, str. xi.
650. ↑  Montefiore 2007, str. 336.
651. 1 2  Rieber 2005, str. 43.
652. ↑  Montefiore 2007, str. 67.
653. ↑  Service 2004, str. 136; Kotkin 2014, str. 205; Hlevnjuk 2015, str. 47.
654. ↑  Volkogonov 1991, str. 7.
655. 1 2  McDermott 2006, str. 7.
656. ↑  Service 2004, str. 93; Hlevnjuk 2015, str. 7.
657. 1 2  Service 2004, str. 93.
658. ↑  Sandle 1999, str. 216.
659. ↑  Service 2004, str. ;93–94.
660. ↑  Sandle 1999, str. 214; Hlevnjuk 2015, str. 8.
661. 1 2  Hlevnjuk 2015, str. 8.
662. 1 2 3  Service 2004, str. 94.
663. 1 2  Sandle 1999, str. 211.
664. ↑  Deutscher 1966, str. 86; Kotkin 2014, str. ;10, 699.
665. ↑  Kotkin 2014, str. 545.
666. ↑  Service 2004, str. 92.
667. ↑  Montefiore 2007, str. 211.
668. ↑  Service 2004, str. 95; Montefiore 2007, str. 211.
669. ↑  Service 2004, str. ;179–180.
670. ↑  Hlevnjuk 2015, str. 67.
671. ↑  Kotkin 2014, str. 531.
672. ↑  Hlevnjuk 2015, str. ;93–94.
673. ↑  Service 2004, str. 333; Kotkin 2014, str. 586.
674. ↑  Montefiore 2003, str. 158.
675. ↑  Sandle 1999, str. 256; Service 2004, str. 333; Hlevnjuk 2015, str. 94.
676. ↑  Montefiore 2007, str. 352.
677. ↑  Service 2004, str. 357.
678. ↑  Sandle 1999, str. ;208–209.
679. 1 2  Sandle 1999, str. 209.
680. ↑  Sandle 1999, str. 261.
681. ↑  Sandle 1999, str. 210.
682. 1 2  Service 2004, str. 98.
683. ↑  Overy 2004, str. 552.
684. 1 2  Service 2004, str. 99.
685. ↑  Overy 2004, str. 565.
686. ↑  Montefiore 2003, str. ;310, 579.
687. 1 2 3  Service 2004, str. 5.
688. 1 2  Kotkin 2014, str. 4.
689. 1 2  Conquest 1991, str. 1.
690. ↑  Conquest 1991, str. 1; Hlevnjuk 2015, str. 97.
691. 1 2  Hlevnjuk 2015, str. 97.
692. ↑  Montefiore 2007, str. ;66–67.
693. ↑  Conquest 1991, str. 1; Montefiore 2003, str. 2; Montefiore 2007, str. 42; Hlevnjuk 2015, str. 97.
694. ↑  Montefiore 2003, str. 579.
695. ↑  Rieber 2005, str. 18.
696. ↑  Service 2004, str. 85.
697. ↑  Montefiore 2007, str. 268.
698. ↑  Conquest 1991, str. 183; Volkogonov 1991, str. 5; Kotkin 2017, str. 5.
699. ↑  Conquest 1991, str. 37.
700. ↑  Hlevnjuk 2015, str. 329.
701. ↑  Conquest 1991, str. 149; Volkogonov 1991, str. 49; Service 2004, str. 334; Hlevnjuk 2015, str. 52.
702. ↑  Volkogonov 1991, str. ;xx–xxi.
703. ↑  Volkogonov 1991, str. 21; Hlevnjuk 2015, str. 97.
704. ↑  Montefiore 2007, str. 395.
705. ↑  Conquest 1991, str. 12; Volkogonov 1991, str. 5.
706. ↑  Conquest 1991, str. 12.
707. ↑  Kotkin 2017, str. 4.
708. ↑  Service 2004, str. 25; Hlevnjuk 2015, str. ;13–14.
709. ↑  Montefiore 2007, str. ;21, 29, 33–34.
710. ↑  Service 2004, str. 44.
711. ↑  Montefiore 2007, str. ;9–10.
712. ↑  Service 2004, str. 167; Kotkin 2017, str. 1.
713. ↑  Conquest 1991, str. 282; Volkogonov 1991, str. 146; Service 2004, str. ;435, 438, 574; Kotkin 2017, str. 1.
714. ↑  Conquest 1991, str. 311; Volkogonov 1991, str. 102; Montefiore 2003, str. ;36–37; Service 2004, str. ;497–498.
715. ↑  Volkogonov 1991, str. 102; Service 2004, str. 498.
716. ↑  Montefiore 2003, str. 60.
717. ↑  Montefiore 2003, str. 60; Service 2004, str. 525.
718. ↑  Service 2004, str. 525.
719. ↑  Montefiore 2003, str. ;35, 60.
720. ↑  Service 2004, str. 331.
721. ↑  Hlevnjuk 2015, str. ;102, 227.
722. ↑  Hlevnjuk 2015, str. 195; Kotkin 2017, str. 3.
723. ↑  Montefiore 2003, str. 64.
724. ↑  Hlevnjuk 2015, str. 191.
725. ↑  Montefiore 2003, str. ;57–58; Kotkin 2014, str. 594.
726. ↑  Montefiore 2003, str. 102.
727. ↑  Montefiore 2003, str. ;66–67; Service 2004, str. 296.
728. ↑  Conquest 1991, str. 215; Montefiore 2003, str. 103; Service 2004, str. 295.
729. ↑  Montefiore 2003, str. 178.
730. ↑  Service 2004, str. 572.
731. ↑  Conquest 1991, str. xvi; Volkogonov 1991, str. xxiii; Service 2004, str. 4; Montefiore 2007, str. xxiv.
732. 1 2  Montefiore 2007, str. xxiv.
733. 1 2  Service 2004, str. 343.
734. ↑  Volkogonov 1991, str. 8; Service 2004, str. 337.
735. ↑  Conquest 1991, str. ;193, 274; Volkogonov 1991, str. 63; Service 2004, str. 115; Kotkin 2014, str. 425; Hlevnjuk 2015, str. 148.
736. ↑  Service 2004, str. 42; Montefiore 2007, str. 353; Kotkin 2014, str. ;424, 465, 597.
737. 1 2  Service 2004, str. 115.
738. ↑  Hlevnjuk 2015, str. ;4–5.
739. ↑  Volkogonov 1991, str. 145.
740. ↑  Conquest 1991, str. 317; Volkogonov 1991, str. xxvi; McDermott 2006, str. 13.
741. ↑  Conquest 1991, str. xvi; Service 2004, str. 18; McDermott 2006, str. 13.
742. ↑  McDermott 2006, str. ;12–13.
743. ↑  Montefiore 2003, str. 42; Kotkin 2014, str. 424.
744. ↑  Kotkin 2014, str. 424.
745. ↑  Service 2004, str. 342.
746. ↑  Volkogonov 1991, str. 120; Kotkin 2014, str. 648.
747. 1 2  Service 2004, str. 337.
748. 1 2  Hlevnjuk 2015, str. 145.
749. ↑  McCauley 2003, str. 92; Montefiore 2003, str. ;49–50; Kotkin 2014, str. ;117, 465; Kotkin 2017, str. 5.
750. ↑  Montefiore 2003, str. 41.
751. ↑  Service 2004, str. 338; Hlevnjuk 2015, str. 53.
752. ↑  Conquest 1991, str. 318; Hlevnjuk 2015, str. 7.
753. ↑  Volkogonov 1991, str. 4; Hlevnjuk 2015, str. 7.
754. ↑  Volkogonov 1991, str. 8.
755. ↑  Service 2004, str. 334.
756. ↑  Service 2004, str. 258; Montefiore 2007, str. 285.
757. ↑  Service 2004, str. ;4, 344.
758. ↑  Kotkin 2014, str. 597; Kotkin 2017, str. 6.
759. ↑  Service 2004, str. ;10, 344; Kotkin 2017, str. 5.
760. ↑  Service 2004, str. 336; Kotkin 2014, str. 736.
761. ↑  Montefiore 2003, str. 175.
762. ↑  Montefiore 2007, str. 42.
763. ↑  McDermott 2006, str. 12.
764. ↑  Leffler 2007, str. ;55–56.
765. ↑  Kotkin 2014, str. 620.
766. 1 2  Montefiore 2007, str. 60.
767. ↑  Hlevnjuk 2015, str. 96.
768. ↑  Montefiore 2003, str. 73; Hlevnjuk 2015, str. 6.
769. ↑  Hlevnjuk 2015, str. 6.
770. ↑  Volkogonov 1991, str. ;127, 148.
771. ↑  Volkogonov 1991, str. 131.
772. ↑  Montefiore 2003, str. 86; Service 2004, str. 9; McDermott 2006, str. 19; Kotkin 2017, str. ;1–2, 5.
773. ↑  Hlevnjuk 2015, str. 93.
774. ↑  Montefiore 2003, str. 86; Kotkin 2014, str. 117, 676.
775. ↑  McCauley 2003, str. 93; Montefiore 2003, str. 86; Service 2004, str. 560; McDermott 2006, str. 19.
776. ↑  Montefiore 2003, str. 86.
777. ↑  Volkogonov 1991, str. 127; Hlevnjuk 2015, str. ;2–3.
778. ↑  Conquest 1991, str. 282; McCauley 2003, str. 90.
779. ↑  Montefiore 2003, str. 145.
780. ↑  Montefiore 2003, str. ;58, 507; Kotkin 2017, str. 1.
781. ↑  Kotkin 2017, str. 1.
782. ↑  Conquest 1991, str. 283; Service 2004, str. 437.
783. ↑  Service 2004, str. 522.
784. ↑  McCauley 2003, str. 90; Service 2004, str. ;437, 522–523; Hlevnjuk 2015, str. 5.
785. 1 2  Montefiore 2007, str. 24.
786. ↑  Hlevnjuk 2015, str. ;3–4.
787. ↑  Montefiore 2007, str. 319, 637.
788. ↑  Service 2004, str. 55.
789. ↑  Etinger 1995, str. 103; Montefiore 2007, str. 165.
790. ↑  Etinger 1995, str. 103; Rappaport 1999, str. 297.
791. ↑  Pinkus 1984, str. ;107–108; Brackman 2001, str. 390.
792. ↑  Brent & Naumov 2004, str. 184.
793. ↑  Conquest 1991, str. 8.
794. ↑  Service 2004, str. ;567–568.
795. ↑  Service 2004, str. 77.
796. ↑  Montefiore 2003, str. 237.
797. ↑  Montefiore 2007, str. 49; Fitzpatrick 2015, str. 65.
798. ↑  Montefiore 2007, str. 49.
799. ↑  Kotkin 2014, str. 9.
800. ↑  Montefiore 2003, str. 151.
801. ↑  Service 2004, str. 112.
802. ↑  Montefiore 2003, str. 135.
803. ↑  Service 2004, str. 522; Montefiore 2003, str. 135; Montefiore 2007, str. 368.
804. ↑  Montefiore 2007, str. 73.
805. 1 2  Montefiore 2007, str. 209.
806. ↑  Service 2004, str. 80; Montefiore 2007, str. 209.
807. ↑  Service 2004, str. 80.
808. ↑  McCauley 2003, str. 90.
809. ↑  Montefiore 2007, str. 5.
810. ↑  Volkogonov 1991, str. 4.
811. ↑  Montefiore 2007, str. 202.
812. ↑  Volkogonov 1991, str. 149; Service 2004, str. 64; Montefiore 2007, str. 167; Hlevnjuk 2015, str. 25.
813. ↑  Volkogonov 1991, str. ;150–151; Montefiore 2007, str. 364.
814. ↑  Montefiore 2003, str. 8.
815. 1 2  Montefiore 2003, str. 9.
816. ↑  Montefiore 2003, str. 13; Hlevnjuk 2015, str. 255.
817. ↑  Montefiore 2003, str. 12.
818. ↑  Volkogonov 1991, str. 154; Montefiore 2003, str. 16; Hlevnjuk 2015, str. 255.
819. ↑  Hlevnjuk 2015, str. ;257, 259–260.
820. ↑  Conquest 1991, str. 215; Volkogonov 1991, str. 153; Montefiore 2003, str. ;9, 227; Hlevnjuk 2015, str. 256.
821. ↑  Conquest 1991, str. 260; Service 2004, str. 521.
822. ↑  Hlevnjuk 2015, str. ;250, 259.
823. ↑  Hlevnjuk 2015, str. 260.
824. ↑  Montefiore 2003, str. ;142–144.
825. ↑  Montefiore 2003, str. 144.
826. ↑  Service 2004, str. 521.
827. ↑  Montefiore 2007, str. 365.
828. ↑  Hlevnjuk 2015, str. 252.
829. ↑  Montefiore 2007, str. ;365–366.
830. ↑  Montefiore 2007, str. 366.
831. ↑  Conquest 1991, str. xi.
832. ↑  Volkogonov 1991, str. 108; Service 2004, str. 5.
833. ↑  Montefiore 2007, str. xxii.
834. 1 2 3  McDermott 2006, str. 1.
835. 1 2 3  Service 2004, str. 3.
836. ↑  Volkogonov 1991, str. 546; Service 2004, str. 3.
837. 1 2  Service 2004, str. 602.
838. ↑  Wheatcroft 1999.
839. ↑  Čeremuhin et al. 2013; Dower & Markevič 2018, str. 246.
840. ↑  Service 2004, str. 602; Hlevnjuk 2015, str. 190.
841. ↑  Kotkin 2014, str. 732.
842. ↑  McCauley 2003, str. 8; Service 2004, str. 52; Montefiore 2007, str. 9; Kotkin 2014, str. xii; Hlevnjuk 2015, str. 12.
843. ↑  Conquest 1991, str. 194; Volkogonov 1991, str. 31; Service 2004, str. 370.
844. ↑  Volkogonov 1991, str. 77.
845. ↑  Montefiore 2003, str. 124.
846. ↑  Montefiore 2003, str. 215.
847. ↑  Conquest 1991, str. xvii; McDermott 2006, str. 5.
848. ↑  Volkogonov 1991, str. xviii.
849. ↑  McDermott 2006, str. 2.
850. ↑  Service 2004, str. 370.
851. ↑  McDermott 2006, str. ;5–6.
852. ↑  Service 2004, str. ;8, 9.
853. ↑  Kotkin 2014, str. 596.
854. ↑  Conquest 1991, str. 182.
855. 1 2  Hlevnjuk 2015, str. ix.
856. ↑  Service 2004, str. 4.
857. ↑  Service 2004, str. 13.
858. 1 2  Service 2004, str. 6.
859. ↑  Conquest 1991, str. xiii.
860. ↑  Service 2004, str. 6; Montefiore 2007, str. xxi.
861. ↑  Sandle 1999, str. ;265–266.
862. ↑  Volkogonov 1991, str. 173.
863. ↑  Ellman 2002, str. 1163–1164.
864. ↑  Getty, Rittersporn & Zemskov 1993, str. 1022.
865. ↑  Ellman 2002, str. 1162–1163.
866. ↑  Getty, Rittersporn & Zemskov 1993, str. 1024.
867. ↑  Healey 2018, str. 1049: "New studies using declassified Gulag archives have provisionally established a consensus on mortality and 'inhumanity.' The tentative consensus says that once secret records of the Gulag administration in Moscow show a lower death toll than expected from memoir sources, generally between 1.5 and 1.7 million (out of 18 million who passed through) for the years from 1930 to 1953."
868. ↑  Wheatcroft 1996, str. ;1334, 1348; Ellman 2002, str. 1172.
869. ↑  Davies & Wheatcroft 2004, str. 401.
870. ↑  Rosefielde 1996.
871. ↑  Snyder 2010, str. 384; Snyder 2011.
872. ↑  Moore 2012, str. 367.
873. ↑  Associated Press, 28. novembra 2006.
874. ↑  RIA Novosti, 13. januarja 2010; The New York Review of Books, 26. maja 2010.
875. ↑  Tauger 2001, str. 1.
876. ↑  Davies & Wheatcroft 2004, str. ;xiv, 441; Davies & Wheatcroft 2006, str. 628; Ghodsee 2014.
877. ↑  Naimark 2008, str. 46; Kuromija 2008, str. 667.
878. ↑  Kuromija 2008, str. 668.
879. ↑  Naimark 2008, str. 45.
880. ↑  Conquest 1991, str. 314.
881. ↑  Service 2004, str. 592.
882. ↑  Conquest 1991, str. 314; Volkogonov 1991, str. ;577–579; Service 2004, str. 594.
883. ↑  Service 2004, str. 594.
884. ↑  Volkogonov 1991, str. 576; Service 2004, str. 594.
885. ↑  Service 2004, str. 595.
886. ↑  Conquest 1991, str. 315; Service 2004, str. 595.
887. ↑  Conquest 1991, str. 315.
888. 1 2  Service 2004, str. 596.
889. ↑  Service 2004, str. ;596–597.
890. ↑  BBC, 5. junija 2018.
891. ↑  Service 2004, str. 598.
892. 1 2  Service 2004, str. 7.
893. ↑  Service 2004, str. 599.
894. ↑  The Washington Post, 15. februarja 2017; The Daily Telegraph, 16. aprila 2019; BBC, 18. aprila 2019.
895. 1 2  Hlevnjuk 2015, str. x.
896. ↑  Service 2004, str. 597.
897. ↑  BBC, 5. marca 2013.
898. ↑  Pew Research Center, 29. junija 2017.
899. ↑  Carnegie Endowment for International Peace, 1. marca 2013; The Moscow Times, 2. marec 2013.
900. ↑  The New York Review of Books, 26. maja 2010.
901. ↑  RIA Novosti, 25. februarja 2011.
902. ↑  Ukrajinska pravda, 4. marca 2015.

#### Akademske knjige in dnevniki
- Brackman, Roman (2001). The Secret File of Joseph Stalin: A Hidden Life. London and Portland: Frank Cass Publishers. ISBN 978-0-7146-5050-0.
- Brent, Jonathan; Naumov, Vladimir (2004). Stalin's Last Crime: The Plot Against the Jewish Doctors, 1948–1953. New York: HarperCollins. ISBN 978-0-06-201367-5.
- Conquest, Robert (1991). Stalin: Breaker of Nations. New York and London: Penguin. ISBN 978-0-14-016953-9.
- Conquest, Robert (2008). The Great Terror: A Reassessment (fortieth anniversary izd.). Oxford and New York: Oxford University Press. ISBN 978-0-19-531699-5.
- Davies, Norman (2003) [1972]. White Eagle, Red Star: The Polish-Soviet War 1919-20 and 'the Miracle on the Vistula'. London: Pimlico. ISBN 978-0-7126-0694-3.
- Davies, Robert; Wheatcroft, Stephen (2004). The Industrialisation of Soviet Russia Volume 5: The Years of Hunger: Soviet Agriculture 1931-1933. Basingstoke and New York: Palgrave Macmillan. ISBN 978-0-230-23855-8.
- Davies, Robert; Wheatcroft, Stephen (2006). »Stalin and the Soviet Famine of 1932-33: A Reply to Ellman« (PDF). Europe-Asia Studies. Zv. 58, št. 4. str. 625–633. doi:10.1080/09668130600652217. ISSN 0966-8136. JSTOR 20451229. S2CID 145729808.
- Deutscher, Isaac (1966). Stalin (revised izd.). Harmondsworth: Penguin.
- Dower, Paul Castañeda; Markevič, Andrej (Maj 2018). »Labor Misallocation and Mass Mobilization: Russian Agriculture during the Great War« (PDF). The Review of Economics and Statistics. Zv. 100, št. 2. str. 245–259. doi:10.1162/REST_a_00726. S2CID 57571290.
- Ellman, Michael (2000). »The 1947 Soviet Famine and the Entitlement Approach to Famines«. Cambridge Journal of Economics. Zv. 24, št. 5. str. 603–630. doi:10.1093/cje/24.5.603.
- Ellman, Michael (2002). »Soviet Repression Statistics: Some Comments« (PDF). Europe-Asia Studies. Zv. 54, št. 7. str. 1151–1172. doi:10.1080/0966813022000017177. S2CID 43510161.
- Ellman, Michael (2005). »The Role of Leadership Perceptions and of Intent in the Soviet Famine of 1931–1934« (PDF). Europe-Asia Studies. Zv. 57, št. 6. str. 823–841. doi:10.1080/09668130500199392. S2CID 13880089. Arhivirano iz prvotnega spletišča (PDF) dne 27. februarja 2009. Pridobljeno 25. maja 2021.
- Ellman, Michael (2007). »Stalin and the Soviet Famine of 1932–33 Revisited«. Europe-Asia Studies. Zv. 59, št. 4. str. 663–693. doi:10.1080/09668130701291899. S2CID 53655536.
- Etinger, Jakov (1995). »The Doctors' Plot: Stalin's Solution to the Jewish Question«.  V Ro'i, Yaacov (ur.). Jews and Jewish Life in Russia and the Soviet Union. The Cummings Center Series. Ilford: Frank Cass. str. 103–124. ISBN 0-7146-4619-9.
- Fainsod, Jerry F.; Hough, Merle (1979). How the Soviet Union is Governed. Cambridge: Harvard University Press. ISBN 978-0-674-41030-5.
- Gaddis, John L. (2005). The Cold War: A New History. New York: Penguin Press. ISBN 978-0-14-303827-6.
- Gellately, Robert (2007). Lenin, Stalin, and Hitler: The Age of Social Catastrophe. London: Jonathan Cape. ISBN 978-0-224-06283-1.
- Getty, J. Arch; Rittersporn, Gábor; Zemskov, Viktor (1993). »Victims of the Soviet penal system in the pre-war years: a first approach on the basis of archival evidence« (PDF). American Historical Review. Zv. 98, št. 4. str. 1017–1049. doi:10.2307/2166597. JSTOR 2166597.
- Ghodsee, Kristen (2014). »A Tale of "Two Totalitarianisms": The Crisis of Capitalism and the Historical Memory of Communism« (PDF). History of the Present. Zv. 4, št. 2. str. 115–142. doi:10.5406/historypresent.4.2.0115. JSTOR 10.5406/historypresent.4.2.0115. Arhivirano iz prvotnega spletišča (PDF) dne 5. februarja 2018. Pridobljeno 22. septembra 2018.
- Glantz, David (1983). »August Storm: The Soviet 1945 Strategic Offensive in Manchuria« (PDF).
- Glantz, David (2001). »The Soviet-German War 1941–45 Myths and Realities: A Survey Essay« (PDF). Arhivirano iz prvotnega spletišča (PDF) dne 9. julija 2011.
- Čeremuhin, Anton; Golosov, Mihail; Guriev, Sergej; Civinski, Aleh (2013). Was Stalin Necessary for Russia's Economic Development? (PDF). w19425. National Bureau of Economic Research.
- Fitzpatrick, Sheila (2015). On Stalin's Team: The Years of Living Dangerously in Soviet Politics. Carlton: Melbourne University Press. ISBN 978-1-4008-7421-7.
- Harris, James (2017). The Great Fear: Stalin's Terror of the 1930s. Oxford University Press. ISBN 978-0-19-879786-9.
- Haslam, Jonathan (1979). »The Comintern and the Origins of the Popular Front 1934–1935«. The Historical Journal. Zv. 22, št. 3. str. 673–691. doi:10.1017/s0018246x00017039.
- Healey, Dan (1. junij 2018). »GOLFO ALEXOPOULOS. Illness and Inhumanity in Stalin's Gulag«. The American Historical Review. Zv. 123, št. 3. str. 1049–1051. doi:10.1093/ahr/123.3.1049. Arhivirano iz spletišča dne 8. julija 2018. Pridobljeno 23. septembra 2018.
- Himmer, Robert (1986). »On the Origin and Significance of the Name "Stalin"«. The Russian Review. Zv. 45, št. 3. str. 269–286. doi:10.2307/130111. JSTOR 130111.
- Hlevnjuk, Oleg V. (2015). Stalin: New Biography of a Dictator. Prevod: Nora Seligman Favorov. New Haven and London: Yale University Press. ISBN 978-0-300-16388-9.
- Kotkin, Stephen (2014). Stalin: Paradoxes of Power, 1878–1928. London: Allen Lane. ISBN 978-0-7139-9944-0.
- Kotkin, Stephen (2017). Stalin: Waiting for Hitler, 1929–1941. London: Allen Lane. ISBN 978-0-7139-9945-7.
- Kuromija, Hiroaki (2008). »The Soviet Famine of 1932–1933 Reconsidered«. Europe-Asia Studies. Zv. 60, št. 4. str. 663–675. doi:10.1080/09668130801999912. S2CID 143876370.
- Leffler, Melvyn P. (2007). For the Soul of Mankind: The United States, the Soviet Union, and the Cold War. New York: Macmillan. ISBN 978-1-4299-6409-8.
- Li, Hua-ju (2009). »Reactions of Chinese Citizens to the Death of Stalin: Internal Communist Party Reports«. Journal of Cold War Studies. Zv. 11, št. 2. str. 70–88. doi:10.1162/jcws.2009.11.2.70. S2CID 57561115.
- McCauley, Martin (2003). Stalin and Stalinism (third izd.). Harlow and London: Pearson. ISBN 978-0-582-50587-2.
- McDermott, Kevin (1995). »Stalin and the Comintern during the 'Third Period', 1928-33«. European History Quarterly. Zv. 25, št. 3. str. 409–429. doi:10.1177/026569149502500304. S2CID 144922280.
- McDermott, Kevin (2006). Stalin: Revolutionary in an Era of War. Basingstoke and New York: Palgrave Macmillan. ISBN 978-0-333-71122-4.
- Montefiore, Simon Sebag (2003). Stalin: The Court of the Red Tsar. London: Weidenfeld & Nicolson. ISBN 978-1-84212-726-1.
- Montefiore, Simon Sebag (2007). Young Stalin. London: Weidenfeld & Nicolson. ISBN 978-0-297-85068-7.
- Moore, Rebekah (2012). »'A Crime Against Humanity Arguably Without Parallel in European History': Genocide and the "Politics" of Victimhood in Western Narratives of the Ukrainian Holodomor«. Australian Journal of Politics & History. Zv. 58, št. 3. str. 367–379. doi:10.1111/j.1467-8497.2012.01641.x.
- Nekrič, Aleksander (1997). Pariahs, Partners, Predators: German-Soviet Relations, 1922–1941. New York: Columbia University Press. ISBN 0231106769.
- Naimark, Norman M. (2008). »Stalin and the Question of Soviet Genocide«.  V Hollander, Paul (ur.). Political Violence: Belief, Behavior, and Legitimation. London: Palgrave Macmillan. str. 39–48. ISBN 978-0-230-60646-3.
- Ra'anan, Uri, ur. (2006). Flawed Succession: Russia's Power Transfer Crises. Oxford: Lexington Books. ISBN 978-0-7391-1403-2.
- Overy, Richard J. (2004). The Dictators: Hitler's Germany and Stalin's Russia. London: Allen Lane. ISBN 978-0-393-02030-4.
- Pinkus, Benjamin (1984). The Soviet Government and the Jews 1948–1967: A Documented Study. Cambridge: Cambridge University Press. ISBN 978-0-521-24713-9.
- Rappaport, Helen (1999). Joseph Stalin: A Biographical Companion. Santa Barbara: ABC-Clio. ISBN 978-1-57607-084-0.
- Rieber, Alfred J. (2005). »Stalin as Georgian: The Formative Years«.  V Sarah Davies; James Harris (ur.). Stalin: A New History. Cambridge: Cambridge University Press. str. 18–44. ISBN 978-1-139-44663-1.
- Roberts, Geoffrey (1992). »The Soviet Decision for a Pact with Nazi Germany«. Soviet Studies. Zv. 55, št. 2. str. 57–78. doi:10.1080/09668139208411994. JSTOR 152247.
- Roberts, Geoffrey (2002). »Stalin, the Pact with Nazi Germany, and the Origins of Postwar Soviet Diplomatic Historiography«. Journal of Cold War Studies. Zv. 4, št. 4. str. 93–103. doi:10.1162/15203970260209527. S2CID 57563511.
- Roberts, Geoffrey (2006). Stalin's Wars: From World War to Cold War, 1939–1953. New Haven: Yale University Press. ISBN 978-0-300-15040-7.
- Rosefielde, Steven (september 1996). »Stalinism in Post-Communist Perspective: New Evidence on Killings, Forced Labour and Economic Growth in the 1930s«. Europe-Asia Studies. Zv. 48, št. 6. str. 959–987. doi:10.1080/09668139608412393.{{navedi revijo}}:  Vzdrževanje CS1: samodejni prevod datuma (povezava)
- Sandle, Mark (1999). A Short History of Soviet Socialism. London: UCL Press. doi:10.4324/9780203500279. ISBN 978-1-85728-355-6.
- Service, Robert (2000). Lenin: A Biography. London: Macmillan. ISBN 978-0-333-72625-9.
- Service, Robert (2004). Stalin: A Biography. London: Macmillan. ISBN 978-0-333-72627-3.
- Snyder, Timothy (2010). Bloodlands: Europe between Hitler and Stalin. New York: Vintage Books. ISBN 978-1-4070-7550-1.
- Suny, R. G. (2020). Stalin: Passage to Revolution. Princeton, NJ: Princeton University Press.
- Tauger, Mark B. (2001). »Natural Disaster and Human Actions in the Soviet Famine of 1931–1933«. The Carl Beck Papers in Russian and East European Studies. Št. 1506. str. 1–65. doi:10.5195/CBP.2001.89. ISSN 2163-839X.
- Volkogonov, Dmitrij (1991). Stalin: Triumph and Tragedy. Prevod: Harold Shukman. London: Weidenfeld and Nicolson. ISBN 978-0-297-81080-3.
- Wettig, Gerhard (2008). Stalin and the Cold War in Europe. Lanham: Rowman & Littlefield. ISBN 978-0-7425-5542-6.
- Wheatcroft, Stephen (1996). »The Scale and Nature of German and Soviet Repression and Mass Killings, 1930–45« (PDF). Europe-Asia Studies. Zv. 48, št. 8. str. 1319–1353. doi:10.1080/09668139608412415. JSTOR 152781.
- Wheatcroft, Stephen (1999). »The Great Leap Upwards: Anthropometric Data and Indicators of Crises and Secular Change in Soviet Welfare Levels, 1880–1960«. Slavic Review. Zv. 58, št. 1. str. 27–60. doi:10.2307/2672986. JSTOR 2672986. PMID 22368819.

#### Revije, časopisi in spletne strani
- »До Сталіна позитивно ставляться менше 1/5 українців«. Ukrajinska pravda (v ukrajinščini). 4. marec 2015. Arhivirano iz prvotnega spletišča dne 5. marca 2016. Pridobljeno 5. marca 2016.
- Bakradze, Laša; Gudjov, Lev; Lipman, Maria; Wall, Thomas (1. marec 2013). »The Stalin Puzzle: Deciphering Post-Soviet Public Opinion«. Carnegie Endowment for International Peace. Arhivirano iz prvotnega spletišča dne 2. aprila 2017. Pridobljeno 2. aprila 2017.
- Bell, Bethany (5. marec 2013). »Georgia Divided Over Stalin 'Local Hero' Status in Gori«. BBC. Arhivirano iz spletišča dne 19. julija 2018. Pridobljeno 21. junija 2018.
- Lisova, Nataša (28. november 2006). »Ukraine Recognize Famine As Genocide«. Associated Press. Arhivirano iz prvotnega spletišča dne 22. avgusta 2007. Pridobljeno 4. avgusta 2007 – prek Ukemonde.
- Luhn, Alec (16. april 2019). »Record 70 Percent of Russians Say Stalin Played a Positive Role in Their Country's History«. The Daily Telegraph. ISSN 0307-1235. Pridobljeno 23. novembra 2020.
- Masci, David (29. junij 2017). »In Russia, Nostalgia for USSR and Positive Feelings about Stalin«. Pew Research Center. Pridobljeno 23. novembra 2020.
- Pisch, Anita (december 2016). »The Personality Cult of Stalin in Soviet Posters, 1929–1953«. Australian National University. Pridobljeno 11. decembra 2020.{{navedi splet}}:  Vzdrževanje CS1: samodejni prevod datuma (povezava)
- »Poll Finds Stalin's Popularity High«. The Moscow Times. 2. marec 2013. Arhivirano iz prvotnega spletišča dne 20. marca 2017. Pridobljeno 20. marca 2017.
- »Siberian Pensioner Is Grandson of Josef Stalin, DNA Test Reveals«. The Siberian Times. 6. april 2016. Pridobljeno 4. januarja 2021.
- Snyder, Timothy D. (26. maj 2010). »Springtime for Stalin«. The New York Review of Books. Arhivirano iz prvotnega spletišča dne 24. oktobra 2012. Pridobljeno 4. januarja 2021.
- Taylor, Adam (15. februar 2017). »Positive Views of Stalin among Russian Reach 16-year High, Poll Shows«. The Washington Post. Arhivirano iz spletišča dne 20. marca 2017. Pridobljeno 30. aprila 2017.
- »Ukraine Court Finds Bolsheviks Guilty of Holodomor Genocide«. RIA Novosti. 13. januar 2010. Arhivirano iz prvotnega spletišča dne 16. januarja 2010. Pridobljeno 13. januarja 2010.
- »Ukraine Stands by Its View of Stalin as Villain – President (Update 1)«. RIA Novosti. 25. februar 2011. Arhivirano iz prvotnega spletišča dne 23. maja 2013. Pridobljeno 23. maja 2013.
- »Wall of Grief: Putin Opens First Soviet Victims Memorial«. BBC. 5. junij 2018. Arhivirano iz prvotnega spletišča dne 5. junija 2018. Pridobljeno 30. oktobra 2017.
- »Why So Many Russian like Dictator Stalin«. BBC News. 18. april 2019. Arhivirano iz spletišča dne 19. julija 2019. Pridobljeno 11. junija 2019.